# Архітектура української церкви

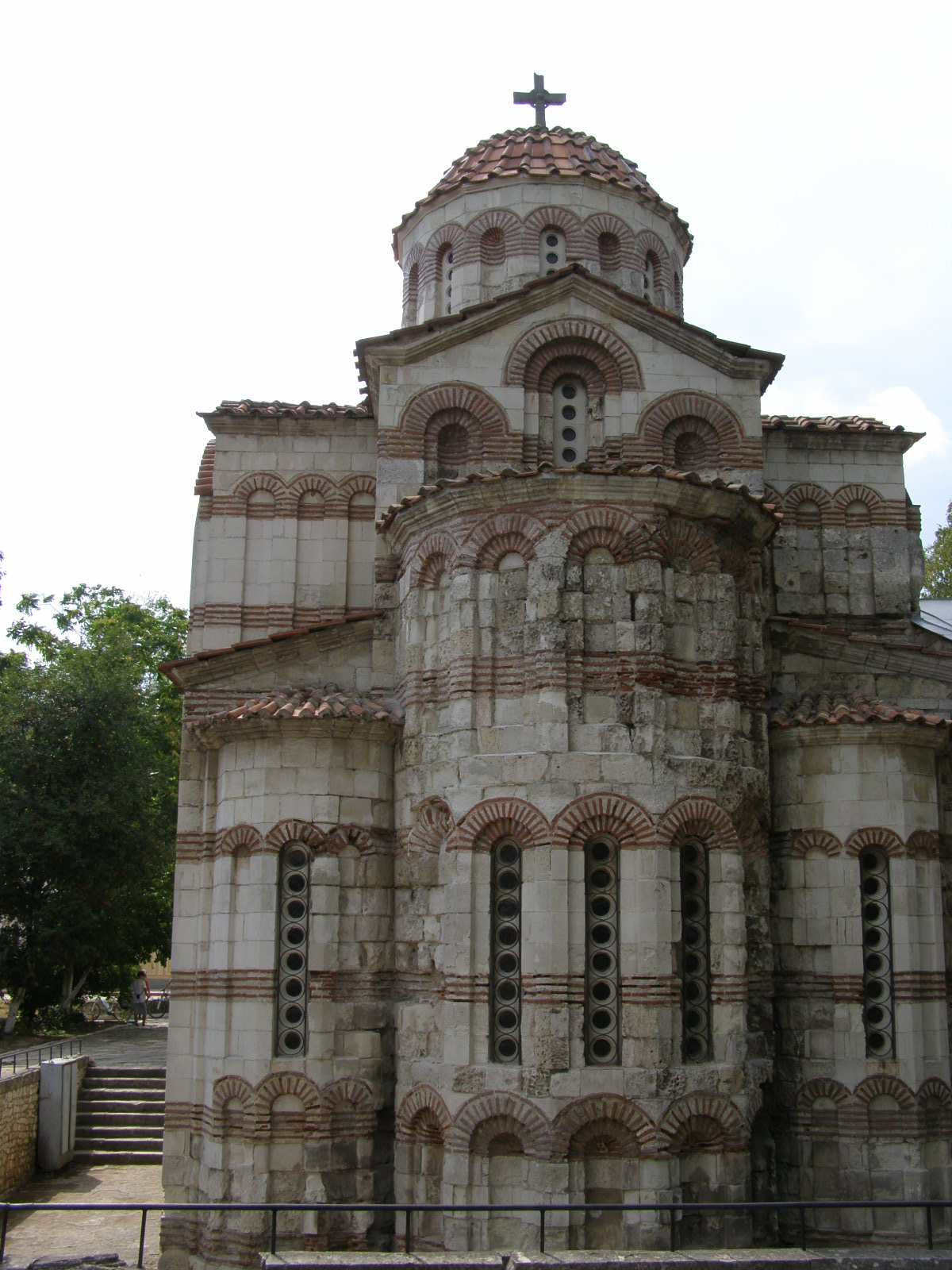
Церква Івана Предтечі (Керч)

Архітекту́ра украї́нської це́ркви — розділ (підвид) архітектури, що займається вивченням проектування та будівництва храмів та церков української церкви починаючи старохристиянської та ранньовізантійської доби до сучасного часу.

## Історичні перебіги

### Старохристиянська доба та ранньовізантійська доба

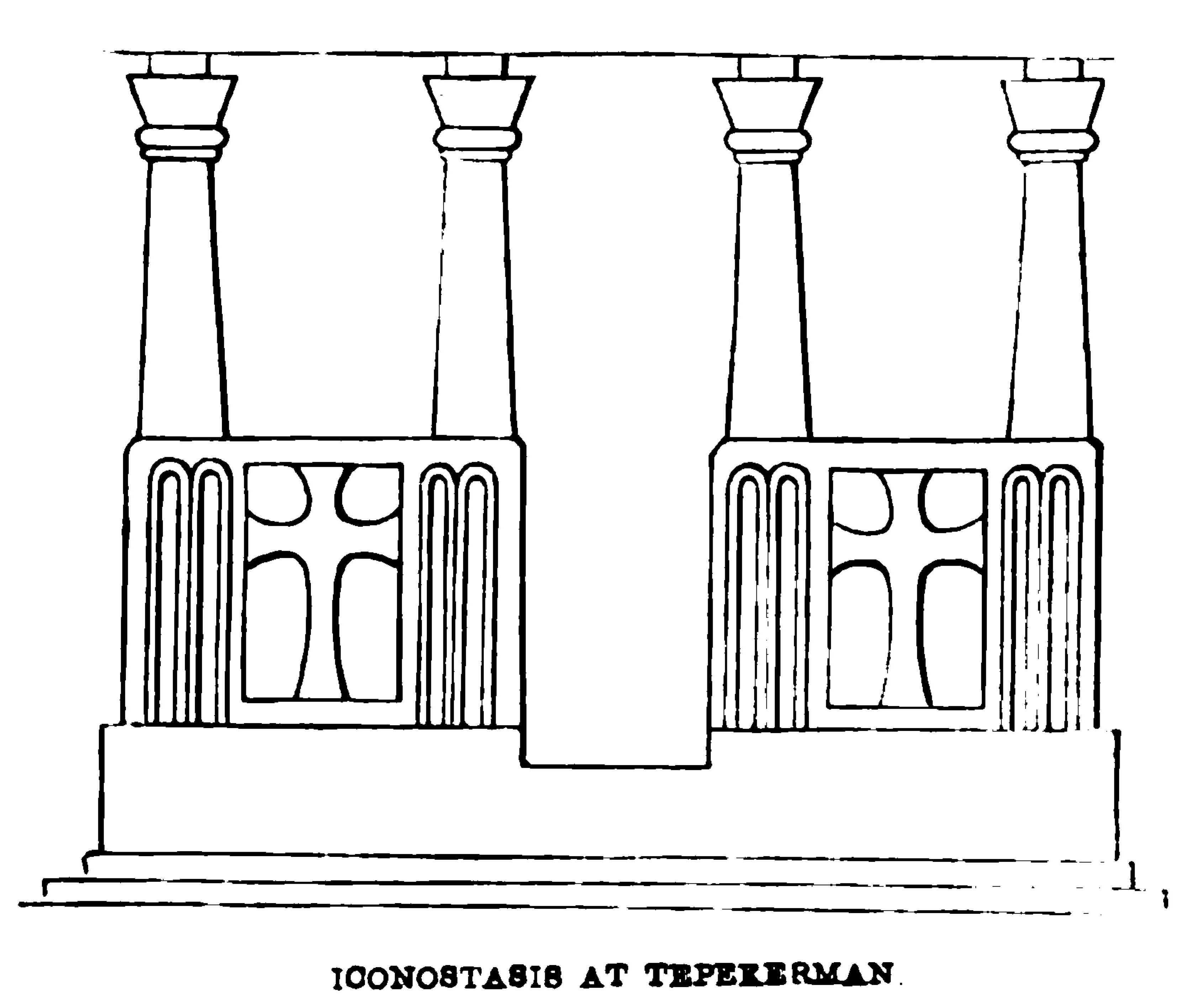
Іконостас церкви в :Тепе-Кермен (Таврія) (350p.)

У розвитку візантійської архітектури можна виділити такі періоди:
- 330 — 537 рр.

Від часу заснування Константинополя і до часу побудови Софії в Константинополі. До цього періоду відносяться печерні храми в Інкермані та Тепе-Кермені (350 р.)
- 537 — 1003 — другий період.

Від часу побудови Софії в Константинополі і до побудови катедри в Кутаїсі. До другого періоду відносяться церкви візантійського стилю: центро-банка св. Іоанна в Керчі та тринавна базиліка в Партеніті, Десятинна в Києві.
- 1003 −1453 — третій період.

Від часу побудови катедри Софії в Кутаїсі і до падіння Контантинополя. До третього періоду відноситься побудова Софії Київської, Спаса в Чернігові.
Після навали різних кочівників, що зруйнували грецькі міста на берегах Чорного моря, монументальне будівництво починає наново розвиватися в IV—VII ст. т. зв. старохристиянської й ранньовізантійської доби. Причому християнські храми постають саме в колишніх грецьких містах, часто з матеріалів давніших грецьких античних будов. Найбільшим осередком старохристиянського будівництва був Херсонес Таврійський. Яких великих розмірів воно досягало, свідчать збережені рештки фундаментів і частин стін 27 церков і каплиць.
Найстарші церкви на території сучасної України (Херсонес, Керч) були центрального типу — у формі рівнораменного т. зв. «грецького хреста», що вказує на східні впливи, далі базиліки VII—IX ст. римського типу, які у свій час були поширені на цілому Сході, круглі будови (ротонди) V—VI ст., однонавні хрестильні каплички й середній тип між базилікою та хрещатою будовою. Усі будови перекривалися, ймовірно, дерев'яною стелею, а склепіння мали лише апсиди (вівтарне заокруглення) й менші ротонди, Знайдені рештки і фрагменти розкішних мозаїк і різних деталей указують, що архітектурне мистецтво стояло тут дуже високо та мало спільні риси з церквами Греції, Малої Азії та Кавказу.
Ротонда (до 602 р.). Будова мала круглу центральну частину з чотирма раменами-апсидами, розташованих у формі рівнораменного хреста. Посередині знаходився круглий мармуровий басейн, на дні якого був викутий хрест. Вчені зробили висновок, що це була хрестильня при головній церкві Херсонесу. В кін. 19 ст. руїни церкви були ще до середини вікон. Після 1891 через недбальство російської влади церква разом з іншими була розібрана. Церква була збудована з почергових рядів квадратової цегли та каміння. Стіни ротонди були обкладені мармуровими плитами з мозаїками та фресками. Над апсидами були склепіння.
- Іконостас церкви в Тепе-Кермен (Таврія) (350p.)

### Середньовізантійська доба

Церква в Дере-Агзи, 9 століття, поземий план поруйнованої споруди.

Партенітська базиліка була довжиною 19,5 м та шириною 14,5 м, товщина її стін була 1 м. За поземним планом це була тринефна та трьох апсидна базиліка, яка складалася з основного нефу, який з трьох сторін був оточений нижчими закритими галереями. Середній неф був відділений від бокових рядами з п'яти квадратних стовпів. Дах базиліки був покритий черепицею. Підлога була викладена різнокольоровими плитами у вигляді мозаїки.
Краще збережена церква св. Івана Предтечі в Керчі (XIII ст.) близько стоїть до вищезгаданого середнього типу, але з більш виразним поділом на три частини (нави), з чотирма колонами, що підпирають одну середню баню. Форма самої будівлі у формі рівнораменного хреста. Рамена хреста перекриті півокруглим склепінням, покритого зверху двосхилим дахом. На перехрестю рамен хреста, посередині будівлі розташована кругла струнка бання на підбаннику. Підбанник містив вісім вікон та вісім ніш між ними. Сама баня була перекрита сферичним склепінням, яке спиралося на чотири луки-арки. Цей спосіб візантійського будівництва запозичений з теренів Сирії та Малої Азії. Стіни церкви збудовані з грубих шарів тесаного каміння та тонких шарів цегли, що надавало будівлі рожевого кольору. Центральний тип заложення церкви став основою будівництва церков княжої доби в Києві, Чернігові, Овручі. Ця будова була взірцем для майбутньої архітектури українських церков. Висота церкви 7 сажнів, ширина — 3 саженя 1 аршин, довжина — 6 сажнів. Престол був укріплений на 4 мармурових стовпах. Зверху була прикріплена кам'яна дошка з дикого сірого каменю. Іконостас був з горіхового дерева, з різьбою, позолотою та древнім живописом. Посередині церкви знаходились чотири мармурові стовпи, окружністю в 6 четвертей. Висота стовпів — 4 аршина (рівень підлоги був піднятий в 1891 р. на 2 аршини). Біля західних дверей, на відстані 3 саж. знаходився камінь з стопою, про яку тут були усні перекази.
Першою мурованою церквою Києва була Десятинна, яка була на той час великою будовою 34,5×5 м, збудованою (988—996 рр.) князем Володимиром. Десятинна церква була трьохнавною з притвором та широким бічним опасанням з трьох сторін (окрім апсид). В цілому вона була наближена до базиліки центрального заложення. Всередині церква була пишно прибрана мармуровим обличкуванням, різьбами, кахлями, фресками й мозаїками. В 1842 р. на місці старої будови побудовано російською владою нову церкву у «псевдомосковському стилі», причім усі рештки первісної будови (в деяких місцях у висоту до 6 метрів) було зруйновано разом із незвичайно цінними фрагментами фресок, мозаїк, кахлів тощо. Збережена частина фрески свідчить про реалістичне малярство наближене не до схематичного візантійського, а до грецького. Цегла для побудови була квадратова (30 см), мала знаки тризуба двох відмін.

Десятинна церква (998-996 pp.), поземний план споруди і пізніх бічних прибудов

### Церковне будівництвостарокняжої доби
Грандіозне будівництво розпочинається в Україні-Русі в старокнязівську добу (X—XIII ст.), коли Україна-Русь починає жити повним державним і культурним життям. Будівництво цієї доби мало спільні риси з церквами Царгорода, Балкан, Вірменії, Грузії і Херсонесу. В X—XI ст. в Україні-Русі переважали зразки візантійського будівництва т. зв. середньої доби розвитку візантійського мистецтва, яка витворила осібний тип церков, поширений перед тим на берегах Чорного моря (зокрема в Херсонесі й Керчі), а також у Вірменії, Грузії, Болгарії й Македонії.
Звичайний тип більших церков (X—XIII ст.) поширених в Україні — тринавні з трьома напівокруглими чи гранчастими апсидами (заокруглення з боку вівтаря), з двома або трьома парами стовпів. Між першою від вівтаря та другою парами стовпів, через цілу церкву проходить поперечна нава. Середня найширша нава — такої самої ширини й висоти, як і поперечна нава (прохід); на перехресті їх угорі виводилася найбільша баня з верхньою точкою цілої церкви. Менші церкви були, можливо однонавні з апсидою зі сходу; в Західній Україні виводилися також ротонди.
Характерною рисою багатьох церков були «опасання», тобто галерейки, що оточували будову з трьох боків (крім сходу), які збереглися в українському дерев'яному будівництві й донині. Нерідко із західного причілку підносилися дві могутні вежі або одна вежа в північно-західному куті будови. Завершували будову одна, рідше 5 (або й 9) бань округлої, еліпсової й гранчастої форми.
Загальні маси і зв'язаний із ними зовнішній вигляд церкви завжди підпорядковувалися внутрішнім просторовим формам, так що зовнішній поділ стін завжди відповідав внутрішньому заложенню, а навіть форма накриття даху й бань назовні точно відповідала внутрішнім формам. Згідно з цим, чисто конструктивним, законом архітектурного мистецтва будови загалом мали мінімальну кількість декоративних прикрас.
Основні риси українсько-візантійської церковної архітектури
Церква мала візантійський план: це був чотирикутник з трьома напівкруглими апсидами зі сходу, в яких містилися вівтарі. В середині церкви були чотири сохи, на які спиралися луки, на них тримався підбанник і на підбаннику була баня. В західній половині церкви розміщувалися хори. Вікна в такій церкві були високі та вузькі, через які в церкві було світло. Церкви були оздоблені часом статуями та плоскорізьбою, оздоблювано також такі церкви багатою мозаїкою та фресками.

#### Києво-чернігівський архітектурний стиль

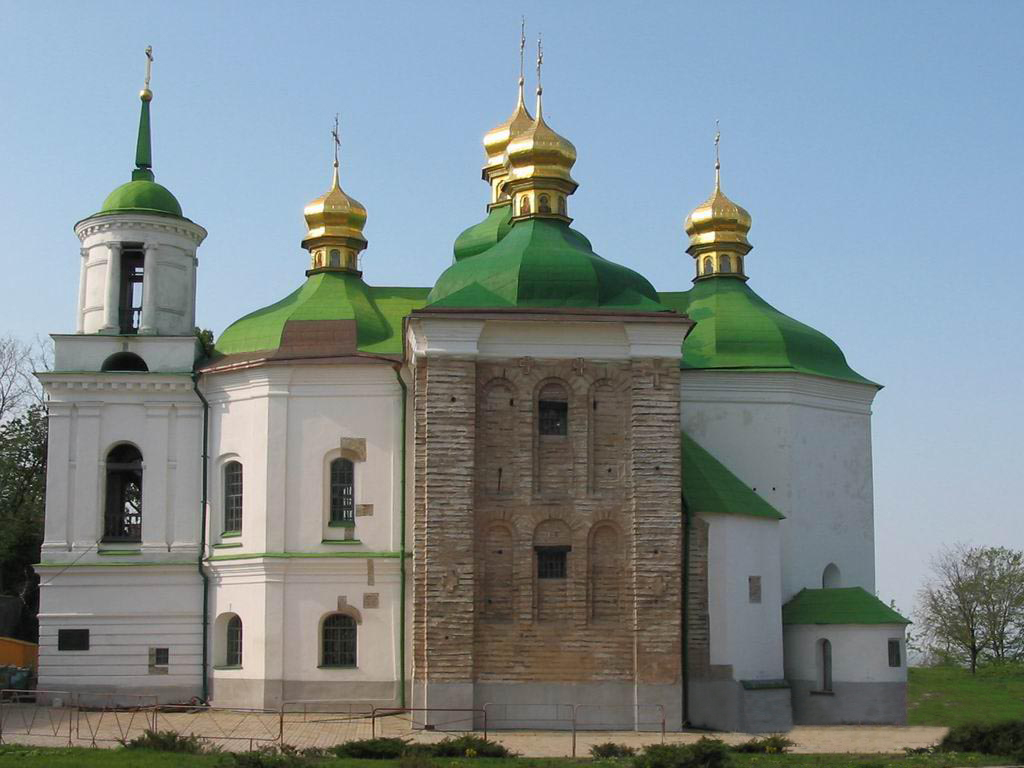
Церква Спаса на Берестові

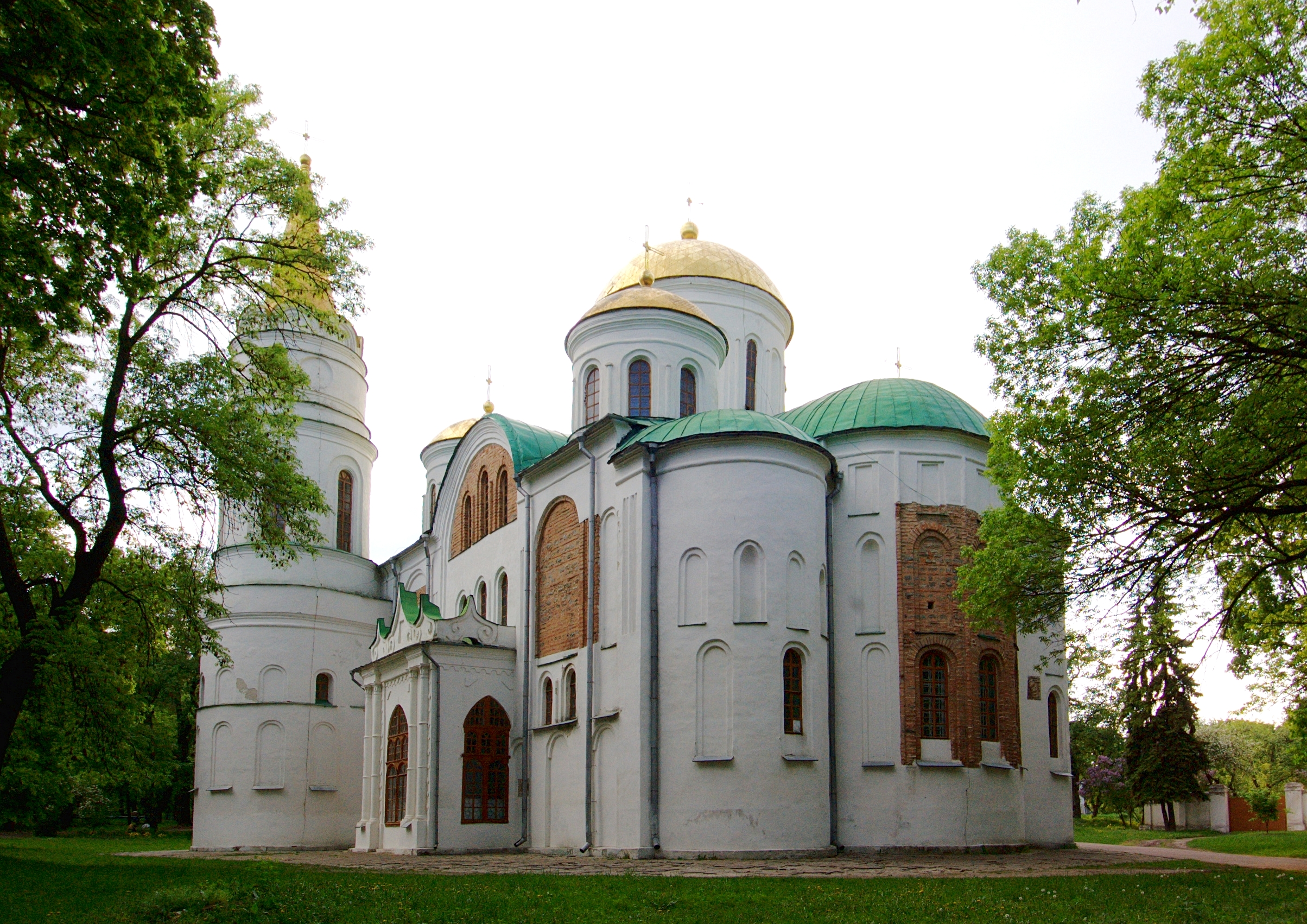
Церква Спаса в Чернігові

За стилем києво-чернігівські церкви належали до візантійського стилю. Хоча здебільшого в церковній декорації чернігівських церков помітні також романські впливи західно-європейської церкви. Літописні відомості та збережені зразки домонгольської доби підкреслюють подібність українських церков до церков візантійського стилю з огляду форм чи технік.
В княжому Києві було більше як 80 мурованих церков і багато дерев'яних. Мерзебурський єпископ Тітмар нарахував в 1018 р. в Києві 400 церков, а саксонець Адам Бременський — 300. За свідченнями літописів Андрій Боголюбський спалив 1124 р. у Києві 600 церков та позабирав з них всі цінні речі.
До другої половини XI ст. усі будови старокнязівської доби в загальній масі наближаються до квадрату. До таких будов, крім вищезгаданих, належить також Спас на Берестові (XI—XII ст.) й Михайлівський собор Видубицького монастиря коло Києва (1088). Осередком найбільшого будівельного руху цього першого періоду були Київ і Чернігів.
Софівський собор був централізованно — базилістичний. Первісно Софійська кафедра була п'ятинавною (також п'ять поперечних) з п'ятьма апсидами, опасанням в два ряди із трьох боків будови і двома вежами із західного причілку, який входив в систему опасання; ця остання прикрашена колонками й луками. На початку XVII ст. будова була в руїнах; відновлена в 1633 — 38 рр. Петром Могилою в межах старих мурів і значно розбудована в бароковому стилі за митрополита Ясинського й гетьмана Івана Мазепи (1690 — 97). розмір усієї будівлі з опасанням та апсидами мав 39 на 34 м, тобто займав площу майже 1300 м кв. Всередині будівлі поверх з хорами займав крайні та частково бічні нави, які йшли вздовж головної нави. На перетинах поздовжніх та поперечних нав були виведені сферичні бані з високими підбанниками. Опасання внутрішнє було поверховим, зовнішнє опасання було нижчим, відкритим на зовні з луками-аркадами. Особлива увага була звернена на двохповерхову західну аркаду (колонаду) при вході в церкву. В північно-західному куті будівлі була вежа зі сходами на хори та галерейками-опасаннями. Інша вежа в плані квадратна, знаходилася у південно-західному куті.
Успенська церква Лаври була трьохнавна, центробанна і мала характеристичний рисунок вівтарних апсид. Первісна Михайлівська церква Видубицького монастиря (зруйнований в 1937) була трьохнавна та трьохапсидна з вежею від північного заходу. До київського землетрусу в 1230 р. церква Спас на Берестові була трьохнавна, трьохапсидна та трьохбанна з притвором і двома баштами з заходу. В одній башті була дзвіниця, а в іншій церковця-гробниця. Крім головного входу до церкви вели ще два бокові з притворами. Реставрація проведена Петром Могилою перетворила цю церкву в типову для пізнішої української архітектури — хрещату церкву. Церква Чернігівський Спас закладена князем Мстиславом († 1037) була найбільш наближена до церкви Спас на Берестові та була трьохапсидна, трьохнавна та п'ятибанна. Пам'ятки києво-чернігівського будівництва мають однорідний стилевий характер. Основним типом церковного будівництва тут, був синтез центробанної круглої чи багатокутної будівлі з базилікою. Наземний план такої будівлі був у вигляді хреста в середині та зближеного до квадрату прямокутника зверху.

План церкви Спаса на Берестові
Софія Київська (план 2-го поверху)

#### Галицько-волинський архітектурний стиль

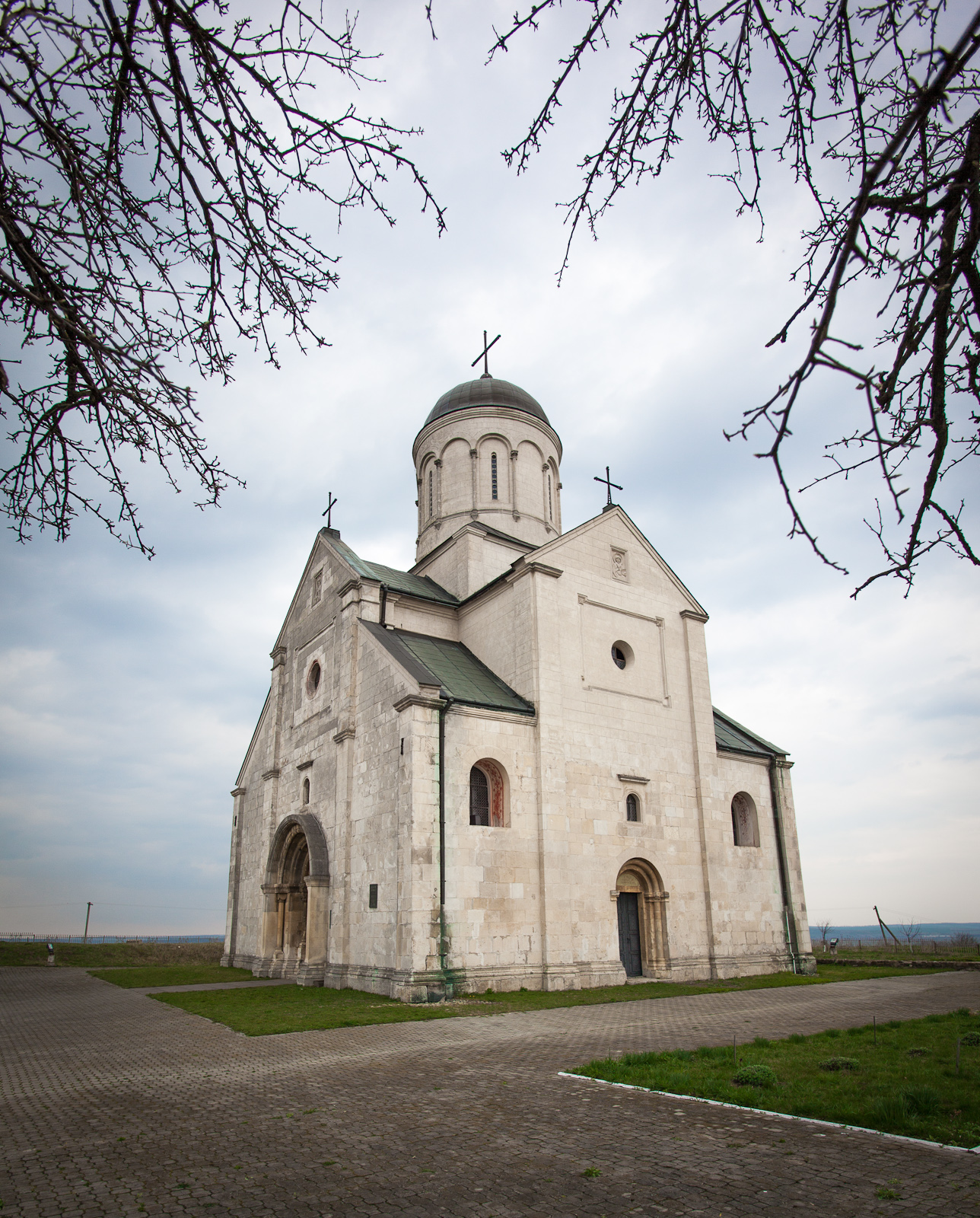
Церква Святого Пантелеймона, Шевченкове, Галицький район

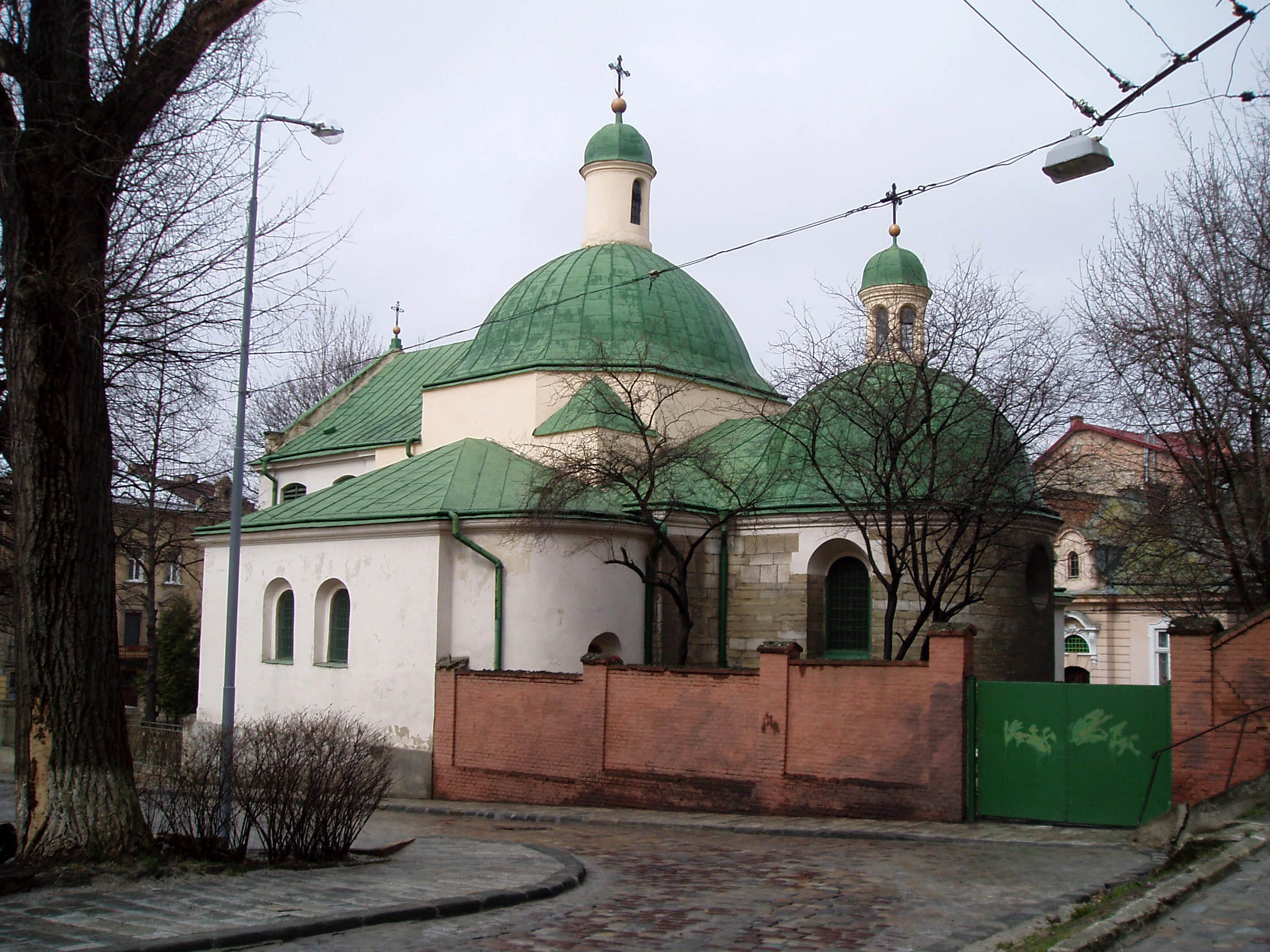
Церква Св. Миколи у Львові

Будівельна чинність від половини XII ст. переноситься з Києва до менших осередків (як Переяслав, Острог, Канів), а в основному на західноукраїнські землі — до Галицько-Волинського князівства (Галич, Володимир, Овруч, Перемишль, Каменець на Берестейщині, Більськ, Холм та ін.). Перенесена сюди наддніпрянська будівельна традиція затримує план києво-чернігівських будов першої половини XI ст. з деякими конструктивними змінами. Стіни церков були муровані переважно з тесаного каміння, а накриття й декорації мали риси романського стилю.
Завдяки своєму географічному положенню та зв'язками з західною Європою в Галицько-Волинській державі сформувався архітектурний стиль дещо відмінний від києво-чернігівського. Тут уже стає більш помітним вплив романського стилю західно-європейської архітектури і утворюється свій візантійсько-романський стиль в церковній архітектурі. Зразком такого стилю є церква Св. Пантейлемона в Галичі. В таких галицьких столицях як Холм, Галич, Львів, Перемишль більшу перевагу мав західний стиль, а на Волині навпаки переважав перехідний стиль — від східного до західного. Найстаріша церква побудована в Володимирі князем Володимиром, не збереглася. Однією з найстаріших будівель Галицької землі був, ймовірно. собор св. Івана в Перемишлі збудований князем Володарем Ростиславовичем (†1124). На просторах княжого Галича знайдено близько 30 церковних румовищ, різних будов (XII — XIII ст.) — тринавних церков і одної ротонди; і тільки церква Св. Пантейлемона вціліла до нашого часу. Наземний план церкви Пантейлемона трьохнавний, центробанний — типовий для українсько-візантійського стилю в будівництві. Головна поодинока баня спиралася на чотирьох масивних стовпах, а центральний простір не мав форми квадрату, а був видовжений у східньому напрямі прямокутником. Можна припустити що і центральна баня не була круглою, а еліптичною як у княжій церкві Св. Миколи у Львові.
Ця церква має окреслено центральне трьохапсидне але хрещате заложення, поширене в дерев'яній архітектурі, але доволі рідкісне в мурованій.
Поземний план цієї церкви типовий зразок середньо-візантійського будівництва. Центральна базиліка з трьома навами у вигляді хреста з трьома апсидами і двома банями. З яких одна більша — овальна, розміщена над перехрестям та друга менша — кругла, розміщена над головною апсидою. Головна нава складається з трьох частин; притвору, власне церкви та пресвитерії з апсидою.

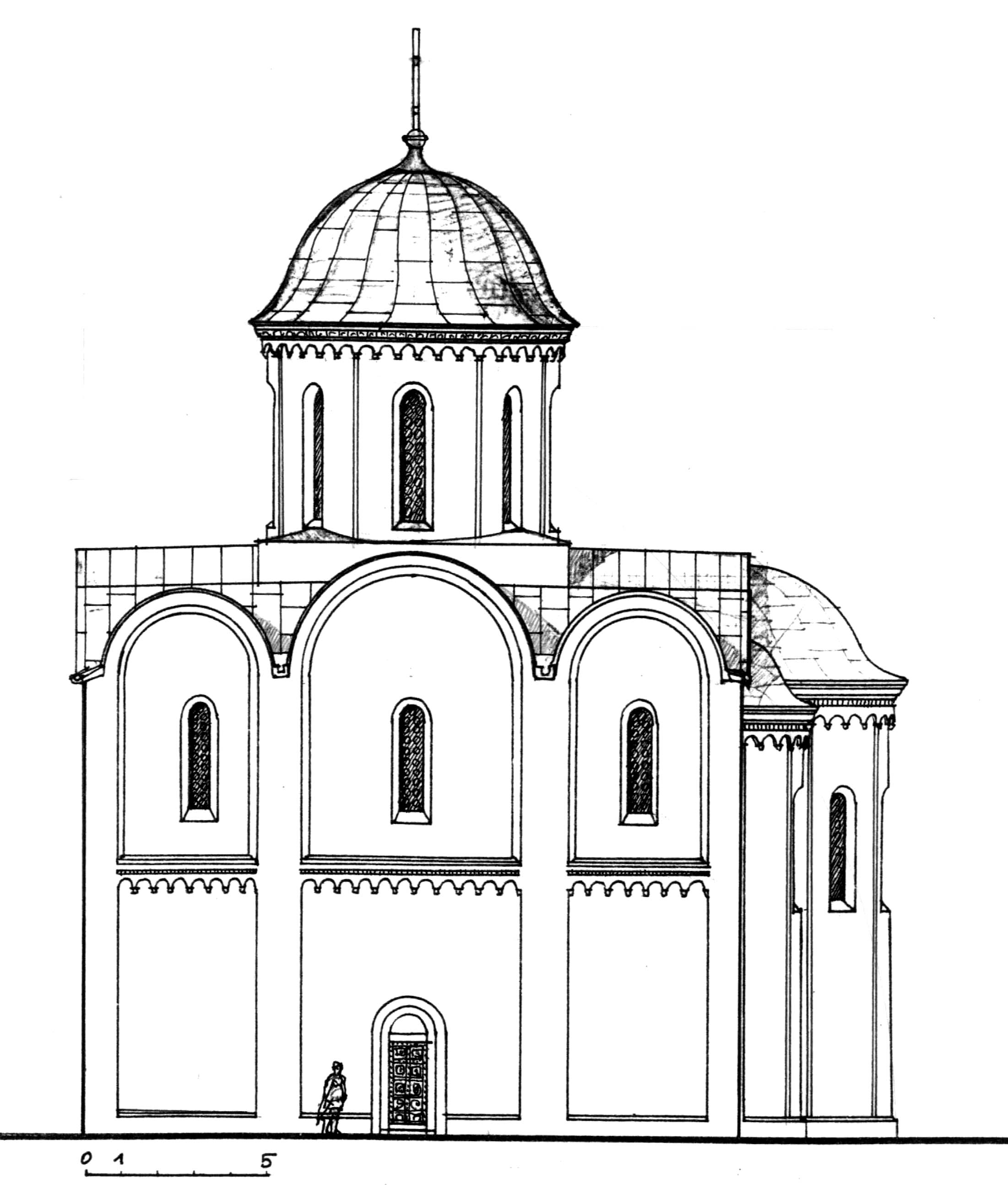
Собор Св. Івана в Перемишлі

### «Козацьке» бароко
Центр мистецького життя з половини XVII ст. переноситься знову до середньої, Наддніпрянської України, де фундаторами й меценатами мистецтва стають українські гетьмани, полковники та церковні достойники, що походять із демократичних козацьких верств. Особливо багато будов побудовано гетьманами Самойлóвичем, Мазепою, Данилом Апостолом та полковниками Григорієм Герциком, Михайлом Миклашевським, Костянтином Мокієвським та ін. Лише одним Мазепою побудовано чи відновлено в Києві понад 6 величезних будов, не кажучи про інші по цілій Гетьманщині.
Одним з великих моментів інтенсивності культурно-національного життя України, була створена Хмельницьким доба політичної незалежності України. У ті часи уся Україна була вставлена румовищами з великокняжих часів. Відродження України сприяло насамперед відновленням будівель старокняжої доби. Новий стиль відомий у світі під назвою «козацького» або «українського» бароко був заснований на староукраїнських архітектурних традиціях. Церкви Гетьманської України будувалися в основному іноземними архітекторами (італійцями, німцями), на основі українського архітектурного стилю. Так н-д. італійським архітектором була відновлена Успенська церква на Подолі в Києві. Коштом та старанням митрополита Петра Могили був відновлений київський Софійський собор. У часи гетьмана Івана Мазепи українське бароко досягло найвищого розвитку. Д. Антонович назвав ці часи другою, після великокняжої доби, золотою добою українського мистецтва. Конструктивно — архітектурні особливості українських барокових церков повстали з досягнень дерев'яної архітектури, а оздоблення таких церков носило барокові риси. За прикладом Спаської церкви Мгарського монастиря (будову якої почав гетьман Іван Самöйлович) Іван Мазепа розвинув і удосконалив новий тип української барокової церкви, яка складалася з поєднання староукраїнської конструкції п'ятизрубної церкви та барокової базиліки з виразними рисами барокового мальовничого декору. Двома великими фундаціями Івана Мазепи були церкви: Богоявленська на Подолі та так звана Великого Миколи на Печерську, архітектором яких був киянин — Федір Старченко.
На традиціях українського бароко розвивалася і архітектура дерев'яної церкви. Одночасно з видовженням церкви в висоту, поширюється вона також і в ширину. Для того в кути п'ятизрубної церкви ставляться нові зруби, спочатку невисокі та без окремих бань (церква Медведівського монастиря). Такого ж типу є запорозька церква в Самарі, збудована слободянином Яковом Погрібняком з Водолаг, яка є найвищом розвитком української дерев'яної архітектури: дев'ятизрубна та дев'ятибанна.

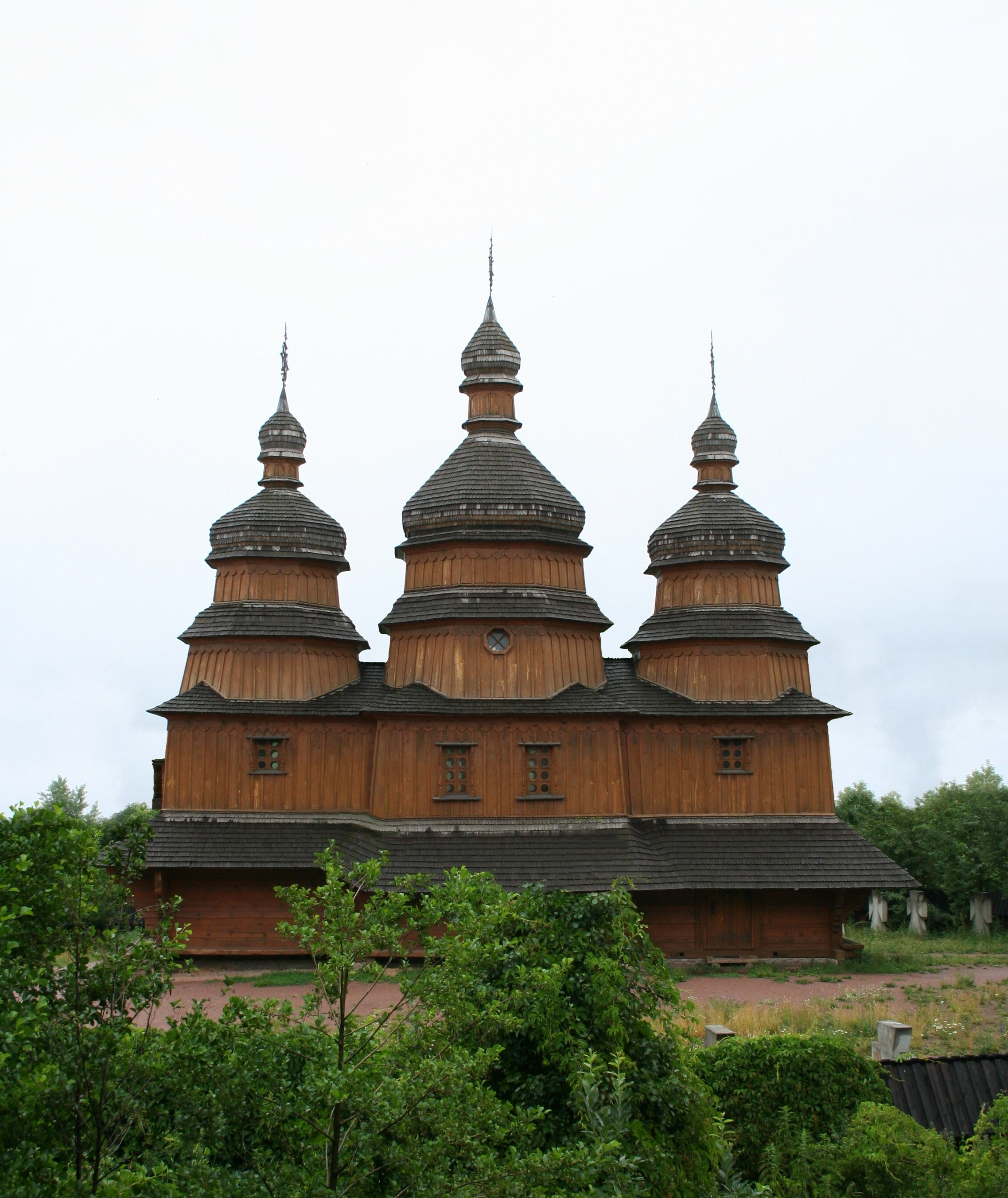
козацька церква

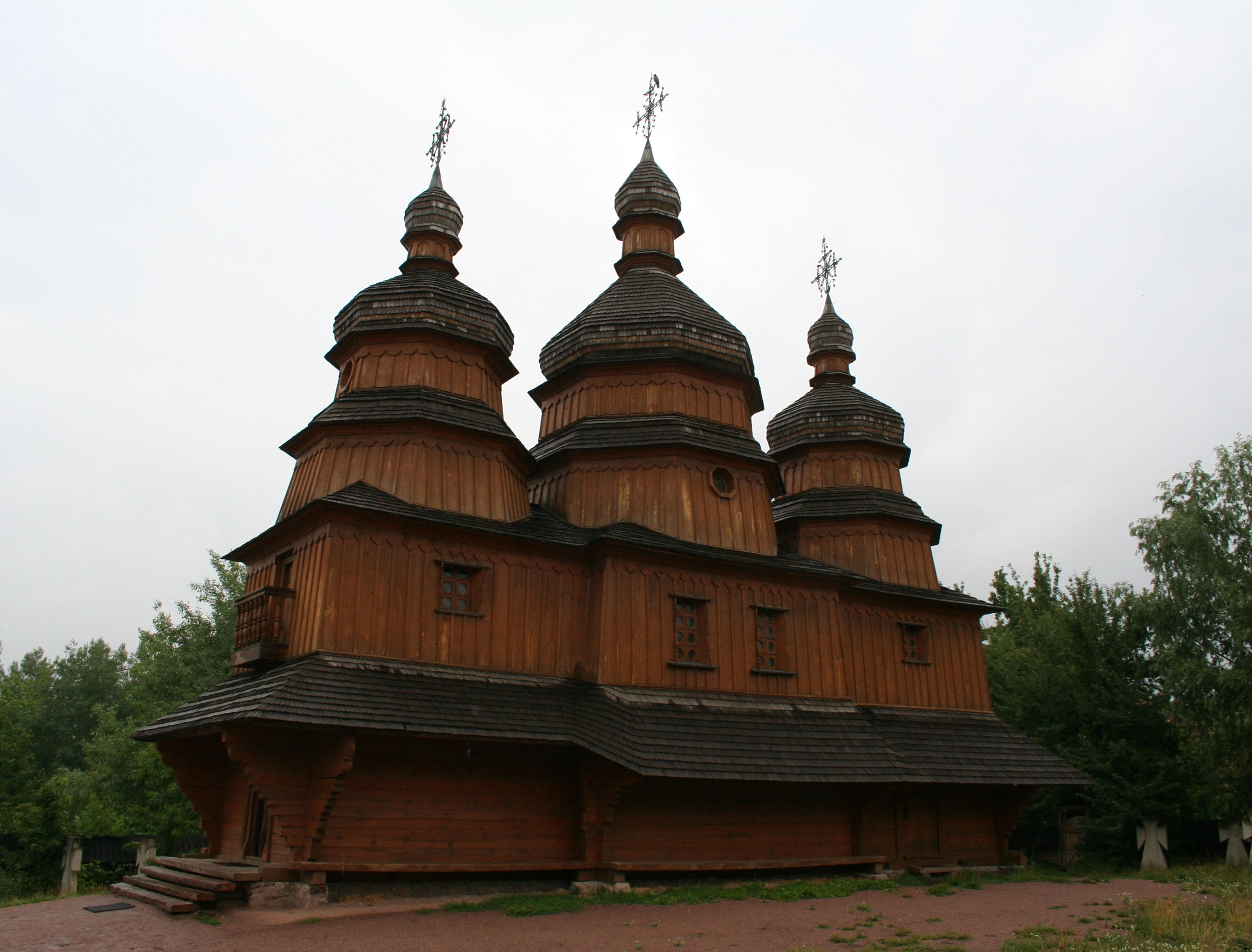
козацька церква

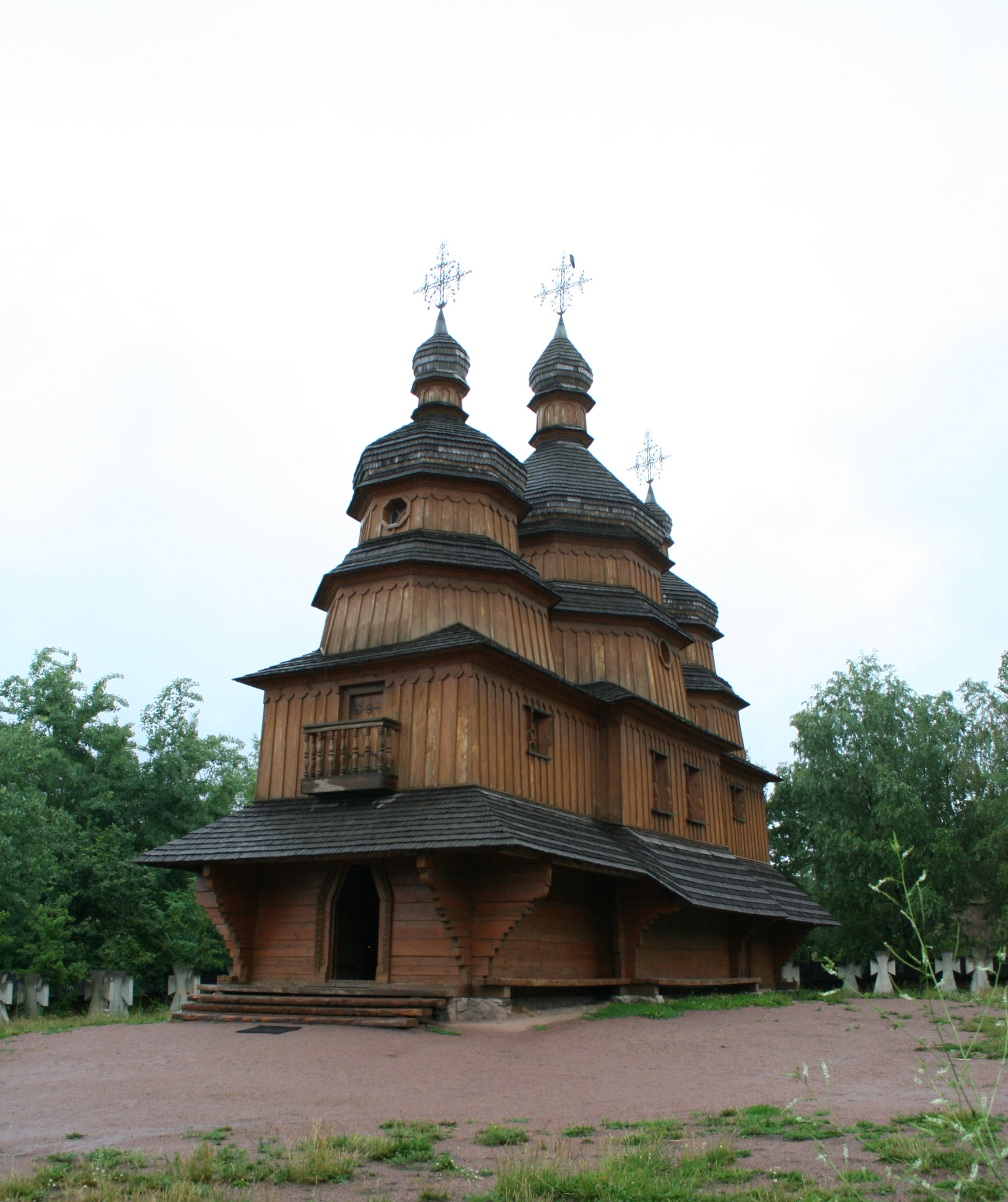
козацька церква

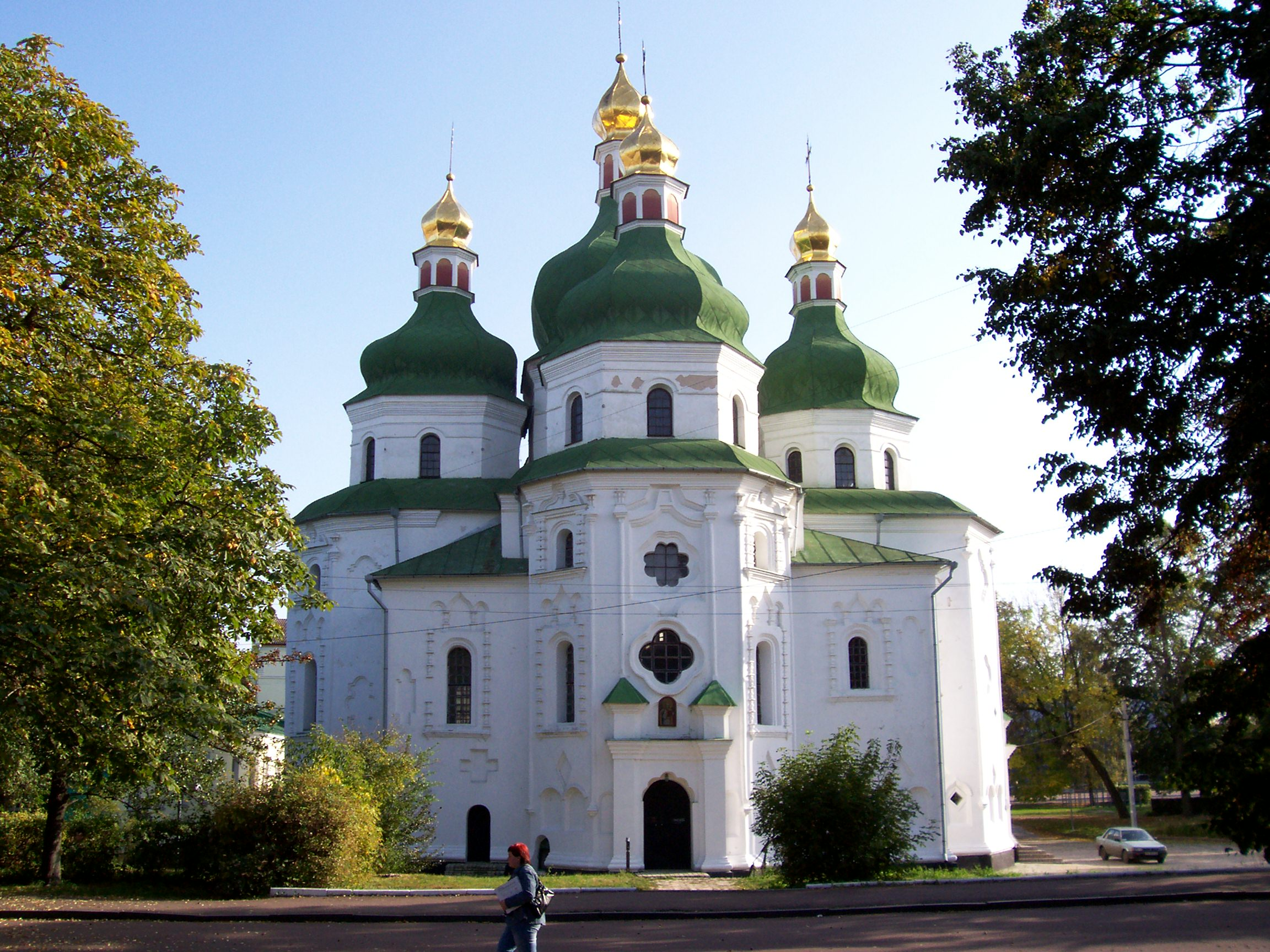
Церква Миколи в Ніжині (1653 p.)
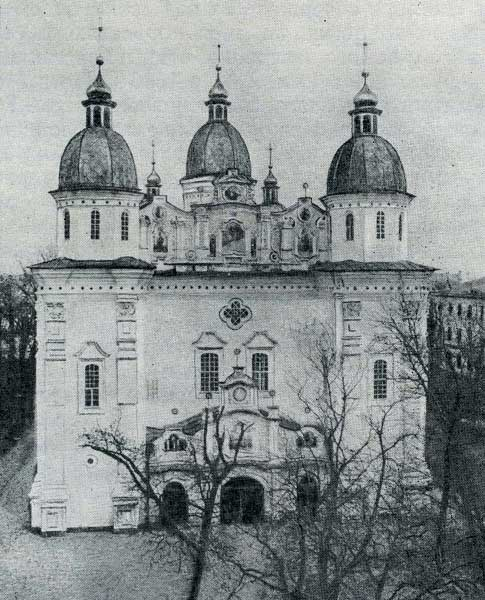
Богоявленська на Подолі
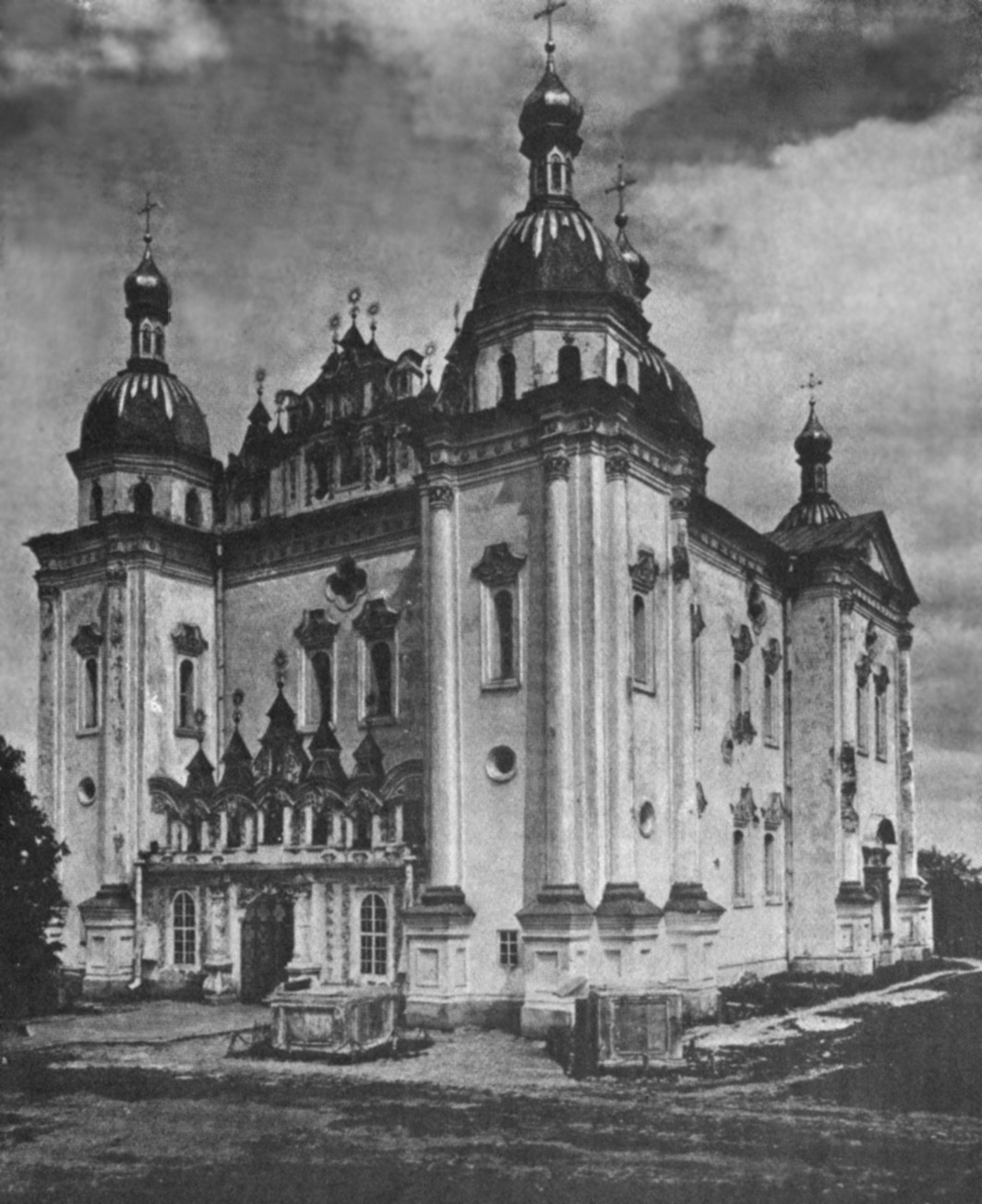
Великий Микола на Печерську
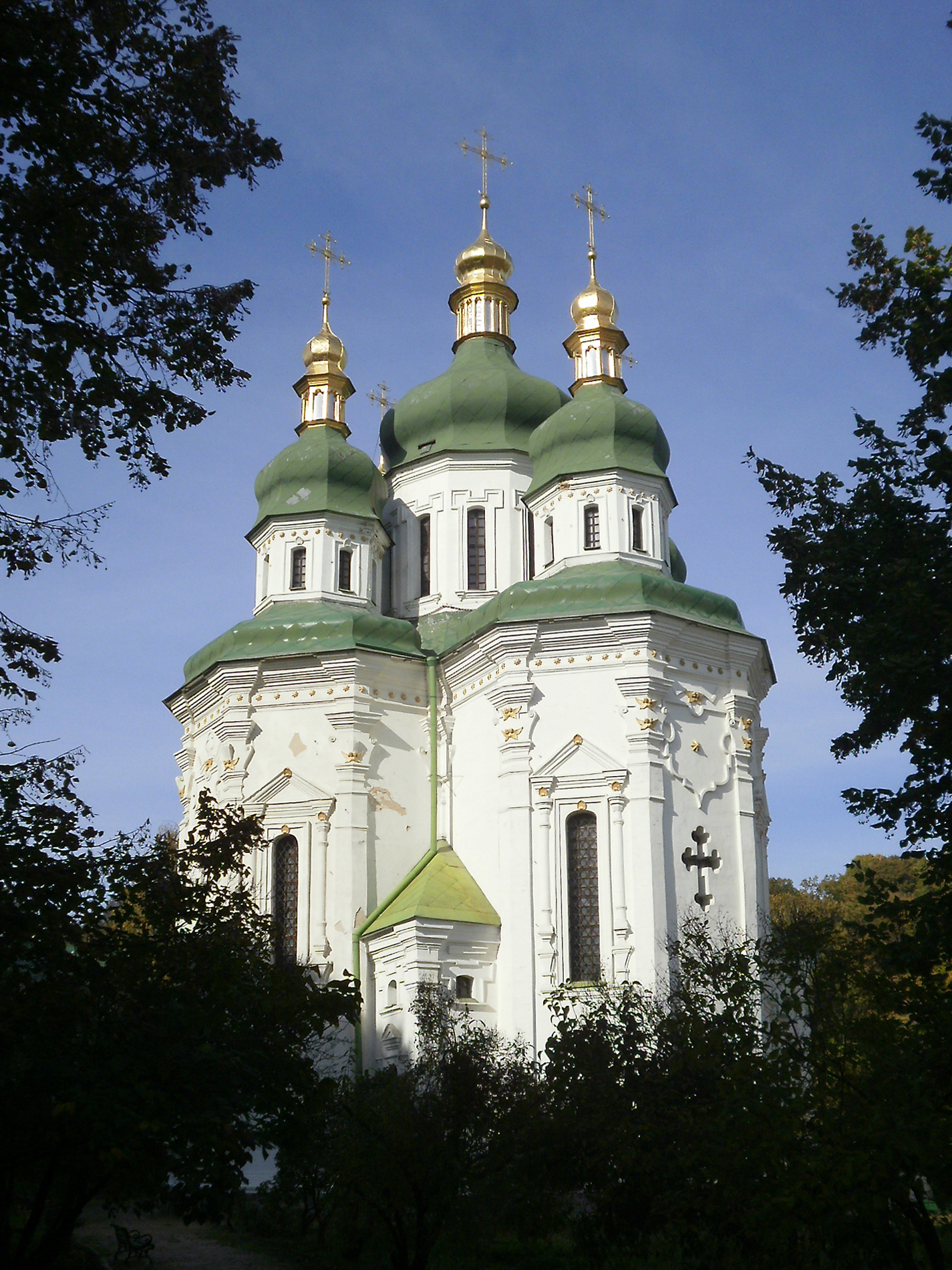
Церква Св. Юра Видубицького монастиря (Кошт. Михайла Миклашевського) (1696)
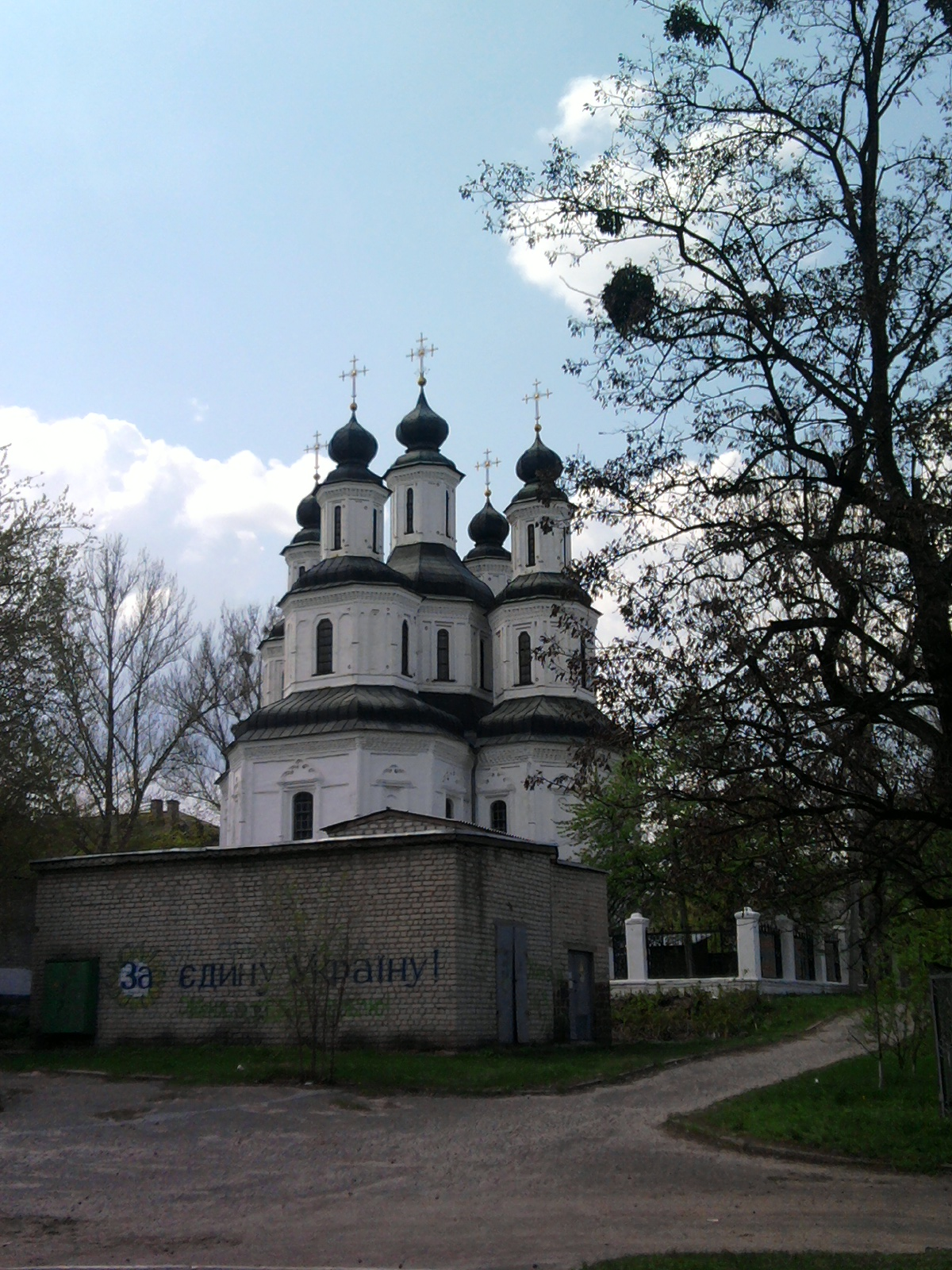
Преображенський собор (Ізюм) (1682)
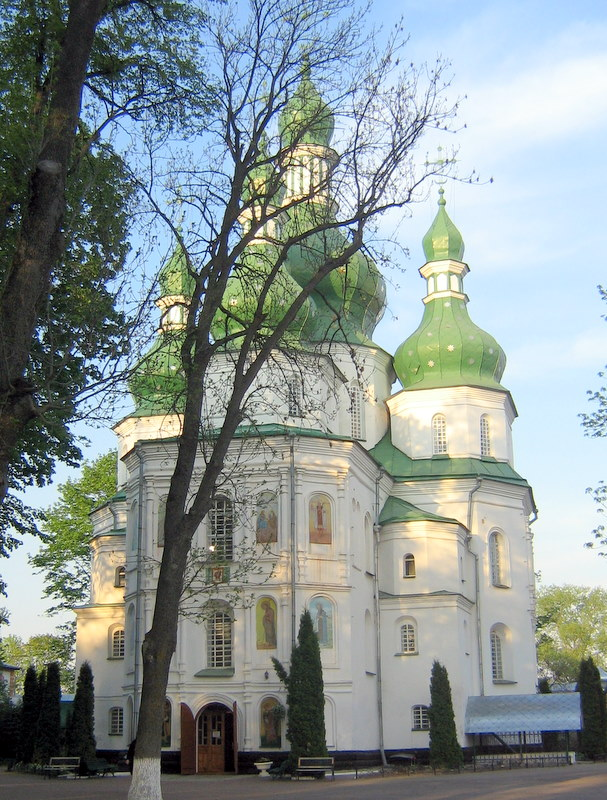
Троїцька церква Густинського монастиря (1672 — 74)
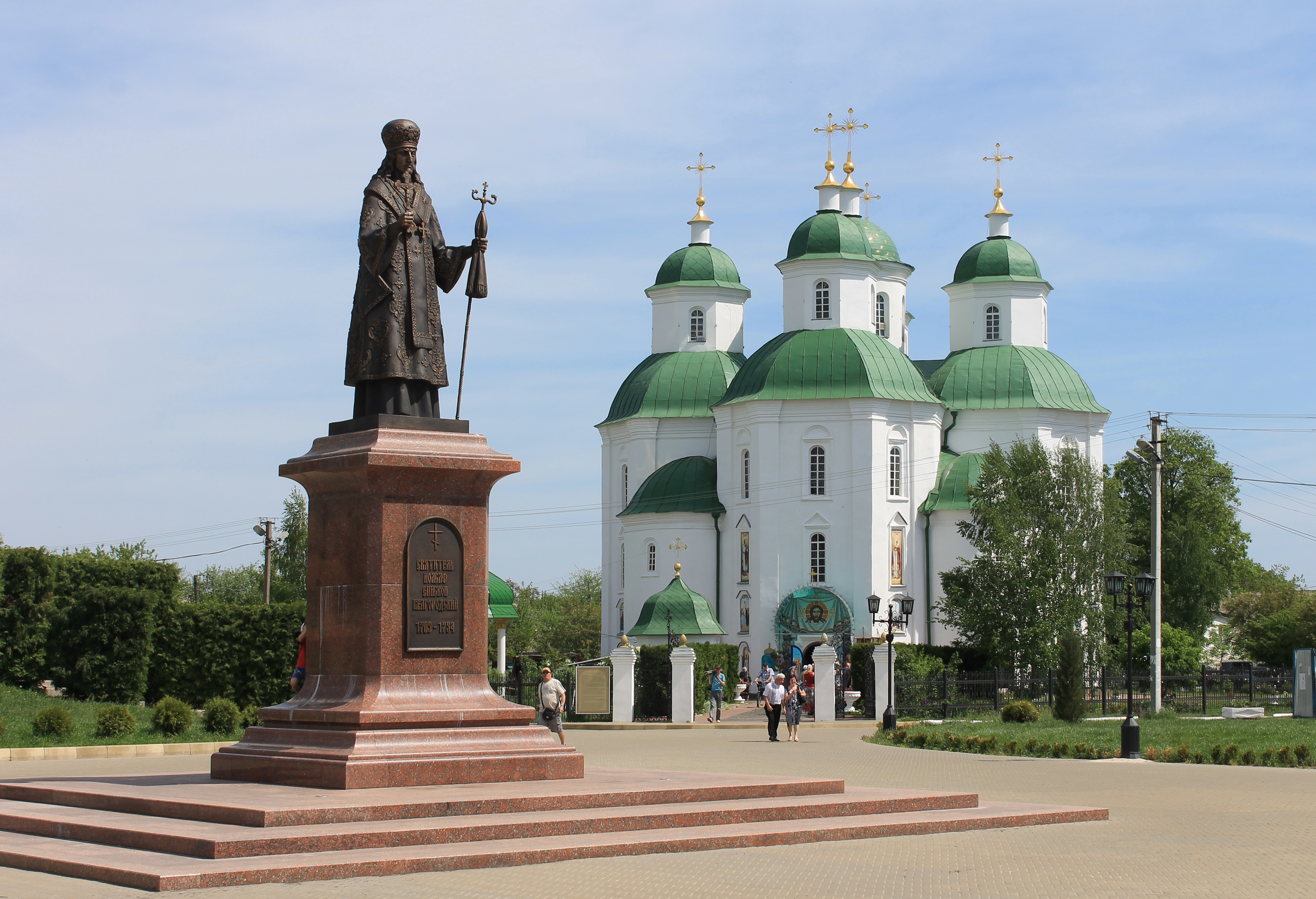
Преображенська церква в Прилуках ( Кошт. Гната Галагана)

На зміну козацькому бароко прийшов стиль рококо. Помітні риси стилю рококо має мурована церква в Сорочинцях збудована гетьманом Данилом Апостолом (1727—1734). З поміж західно-українських церков у стилі рококо можна відзначити собор Св. Юра в Львові, головну церкву Почаївської лаври, василіанську церкву в Бучачі.

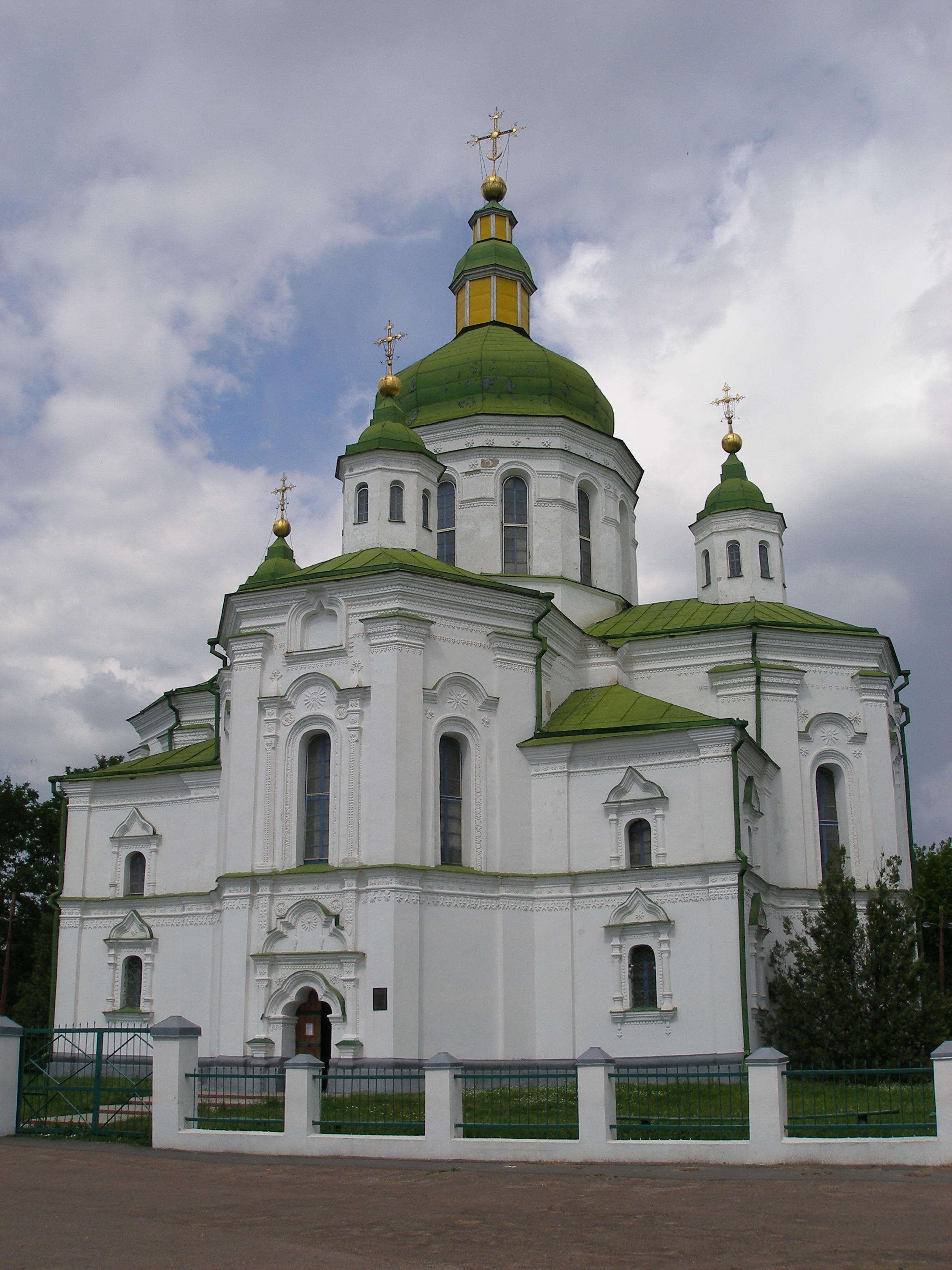
Церква Спаса в Сорочинцях
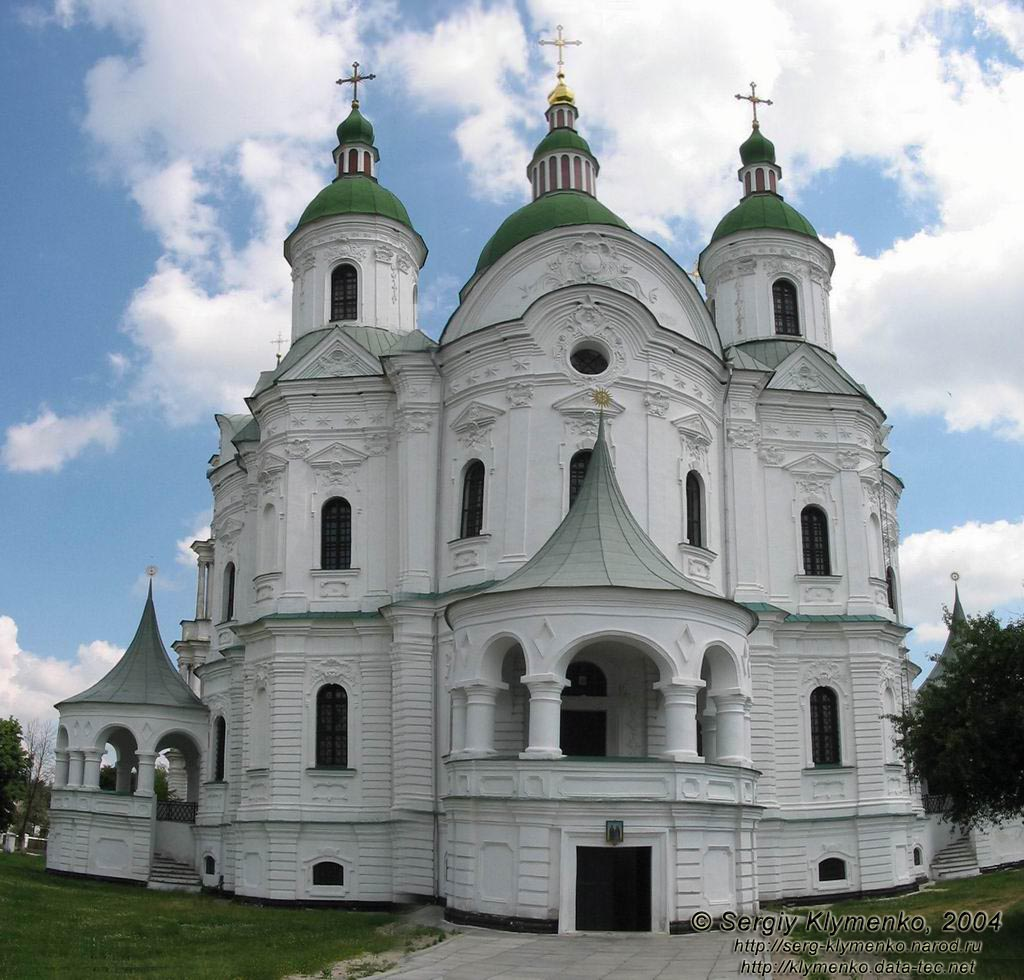
Катедра в Козельці (Кошт. Наталії Розумовської)
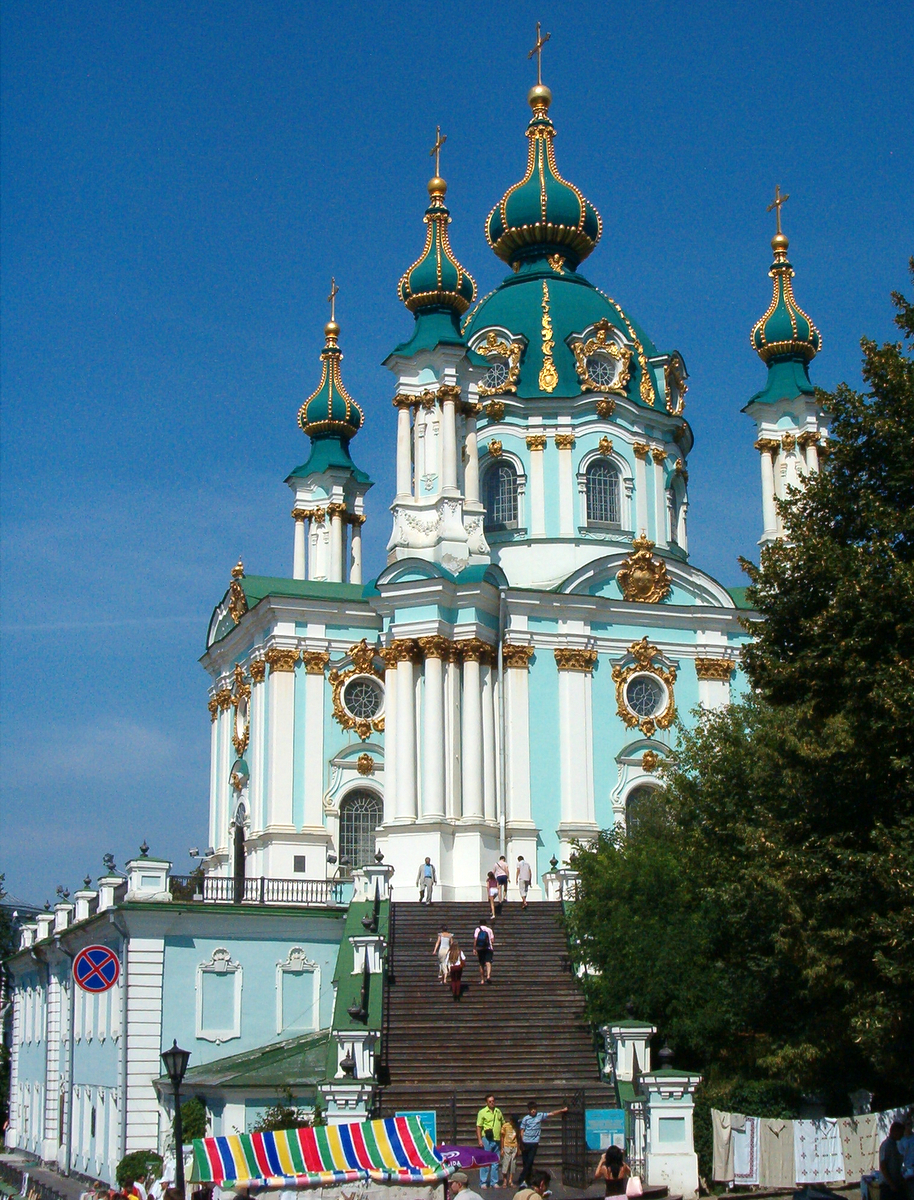
Андріївська церква в Києві (Арх. Растреллі)
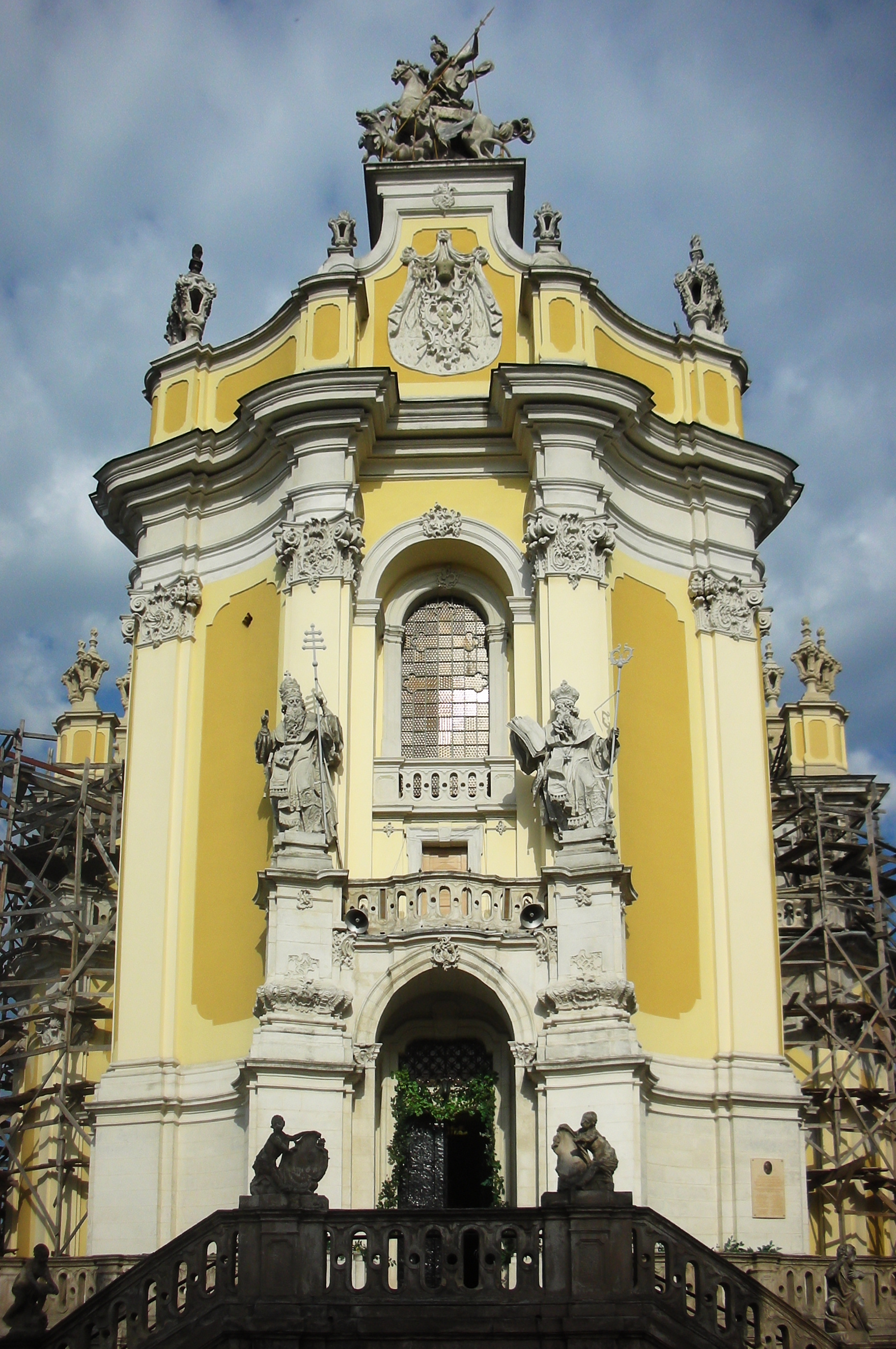
Собор святого Юра у Львові (Apx. Меретин)
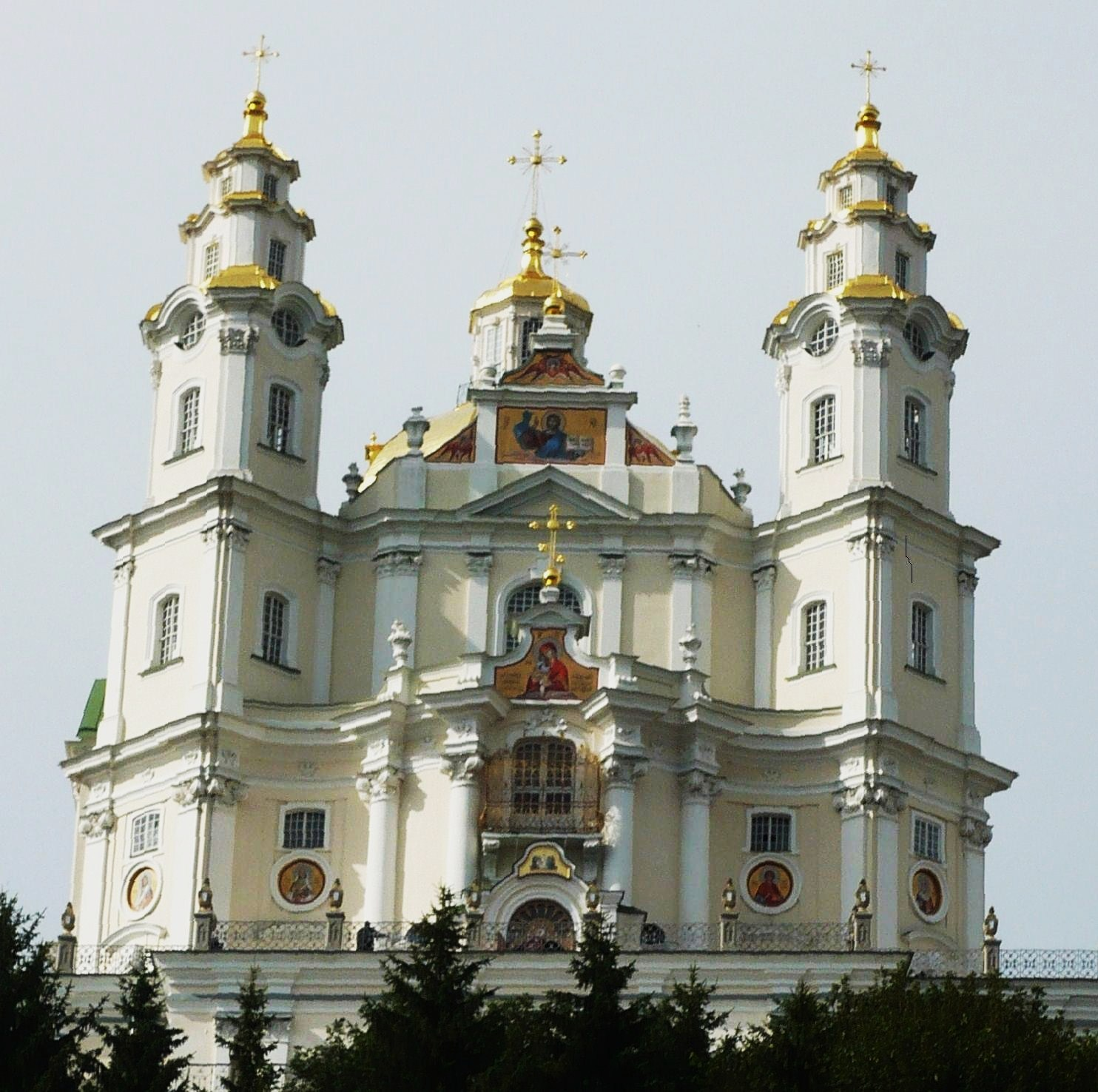
Святоуспенська церква Почаївської лаври (Фун. Миколи Потоцького, арх. Гофман) (1771 p.)
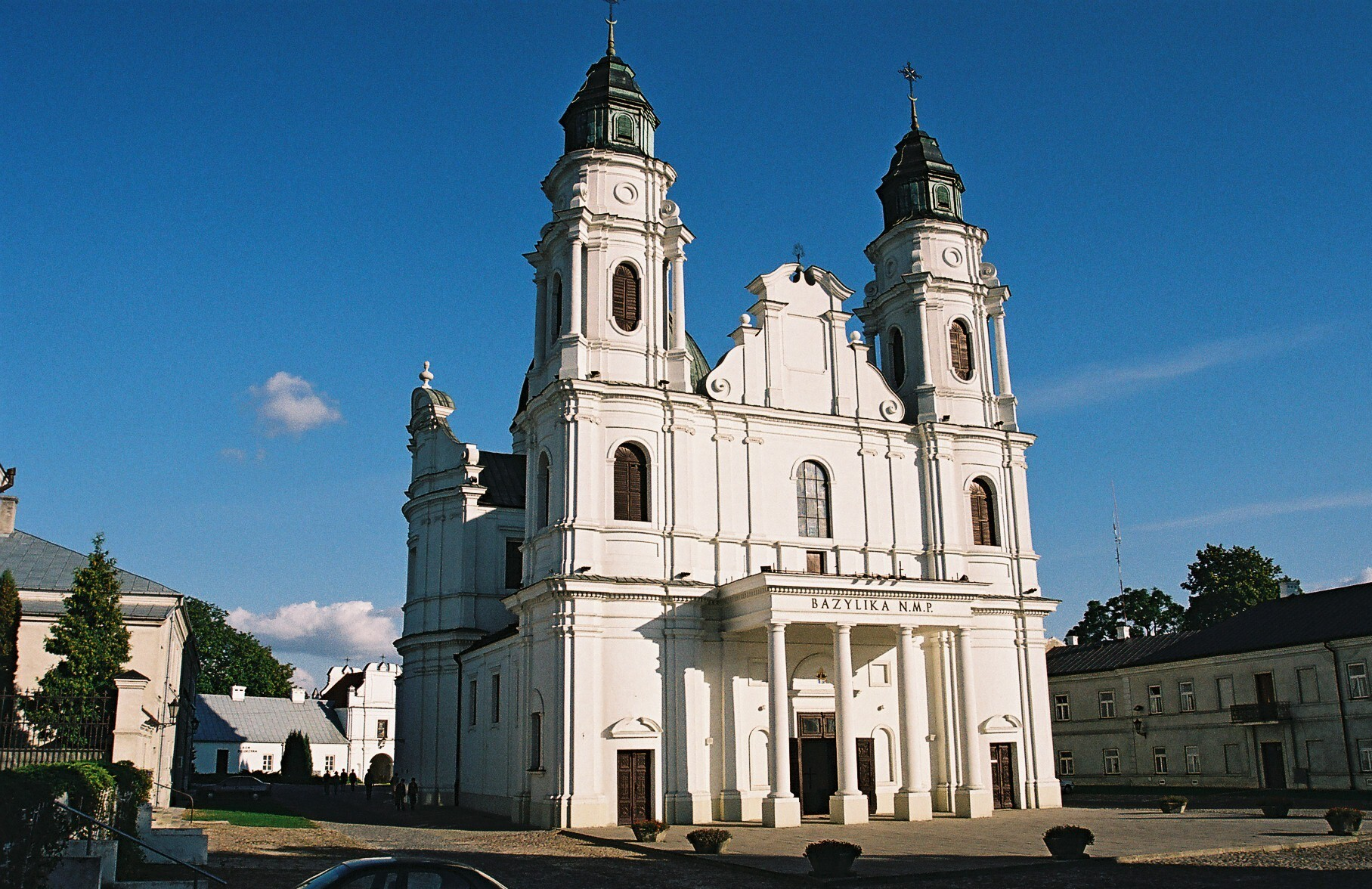
Катедра в Холмі

## Новітня доба української церкви

### Період занепаду й піднесення української церковної культури
Наприкінці XVIII і в XIX ст. український народ зазнає́ найгірших днів царської російської реакції, яка поступово, але рішуче й жорстоко, ліквідує автономність України, скасовує військо, гетьманат та цілий автономний адміністративний устрій. Національний і культурний гніт відбивається в значній мірі й на мистецькому житті України. Замість вільної артистичної творчості з'являються нові будови, роблені по шаблонових проектах, надісланих з Петербурга й Москви, не пристосованих не тільки до мистецького смаку українців. Нарешті в 1800 р. виходить наказ російської влади, яким зовсім забороняється будувати церкви українського типу. Замість того від середини XIX ст. з'являються обридливі церкви у псевдовізантійському й ніби «московському» стилі. Але не дивлячись на це, українська творчість не вгасає, пристосовує шаблонові проекти до свого смаку й дає низку нових своєрідних творів.
Остання стадія класицизму наступає в другій половині XIX ст. за часів царя Миколи І, коли будови набирають особливо понурих і суворих форм. З церковних будов у стилі ампір найбільше збереглося на Харківщині й особливо Полтавщині (Хорол, Ромни, Лубни, Пирятин, Прилуки). В заложенні вони переважно хрещатої форми.
Досить поширеним був в цей час також ротонд із колонами або без них, яскравих ампірових форм, як церкви в с. Кукавці (1806) і м. Шатові на Поділлі, Різдва на Подолі в Києві (1809), «Аскольдова могила» в Києві (1810), церква Гощівського монастиря (1842) та ін.
В техніці будівництва на Наддніпрянщині помічається поступовий занепад, який особливо посилюється під кінець XIX ст. Російська централістична влада в боротьбі за опанування усіх ділянок культурного та економічного життя в Україні з особливим завзяттям нищила українське міщанство і зв'язане з ним ремісництво, яке своїми цеховими організаціями ставило чималий опір централістичним стремлінням Москви. Постійні утиски цехів закінчилися цілковитим їх скасуванням у 1900які цехи моги бути у Модерн?? р. В старі часи в Україні в цехах постійно виховувалися мулярі, теслярі, каменярі, різьбярі та ін. майстри, то з підупадом цехових організацій та браком фахових шкіл, старих майстрів та ремісників не було ким замінити або приходили робітники, які були мало підготовлені та без потрібних знань. Наслідком цього було те, що багато будов другої половини XIX та поч. XX ст., особливо в малих містечках, були не тільки безвартісні з мистецького боку, але також технічно примітивні, так що чимало їх понищилося й розвалилося.
Усі спроби створити фахові школи в Україні припинялися Москвою, натомість такі школи створювались в Москві та Петербурзі, куди змушували їхати українську молодь. Звідти Україні нав'язувалась нова мода в будівництві. Так у другій половині XIX ст. під впливом національного романтизму на Заході (відродження романського стилю) в Росії постав націоналістичний напрям, що створив псевдовізантійсько-руський стиль. Цей стиль насильно впроваджувався в Україні в церковному будівництві (собори в Житомирі, Харкові, Катеринославі та ін.), нерідко даючи жахливі немистецькі зразки. До цього часу належать урядові «реставрації» дорогоцінних пам'яток будівництва княжої добі", тоді ж були розібрані й знищені будови Херсонеса IV—X ст., Десятинна церква в Києві X ст, перебудовані кафедра у Володимирі-Волинському XII ст., церква в Овручі XII ст. та інші, а на їхньому місці були збудовані безвартісні будови ніби у «псевдовізантійському» стилі.
Не припинялося знущання над церковною архітектурою й за часів незалежності, адже російські представники на свій розсуд перебудовували храми, дотримуючись московських вказівок. Яскравий приклад — Успенська церква на території монастирського комплексу у Зимному.

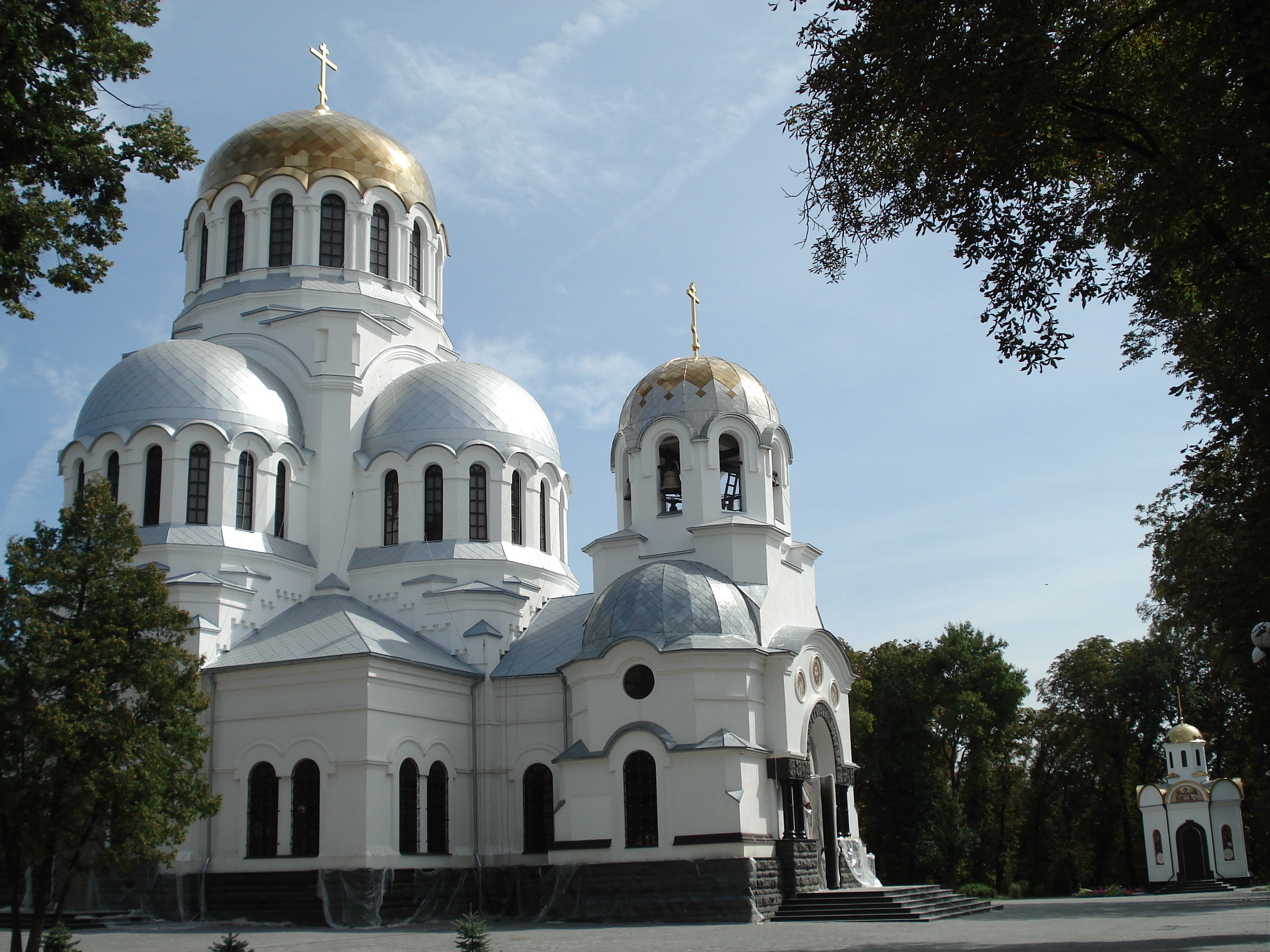
Олександрівська церква (рестав.)
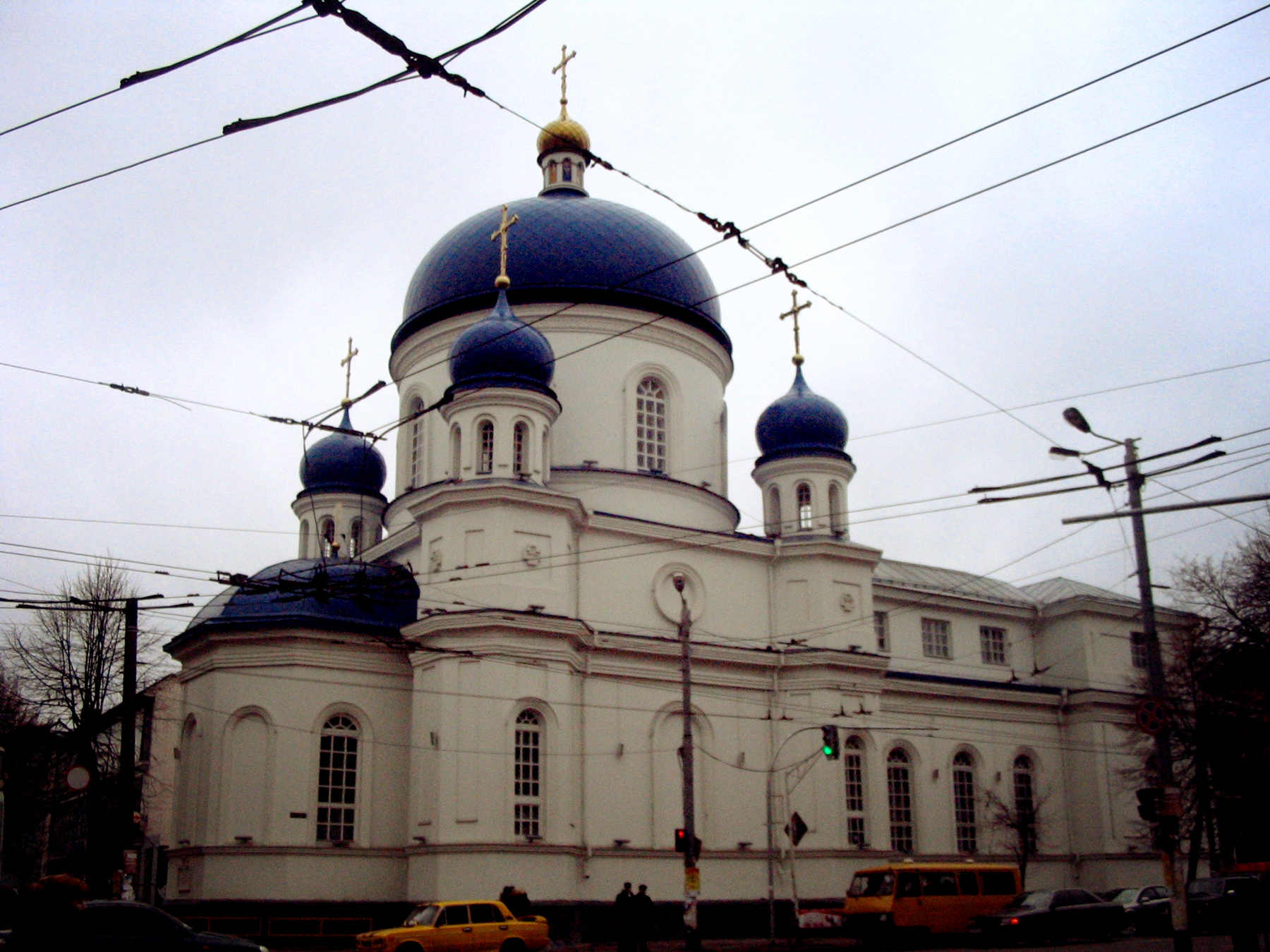
Житомир (1856)
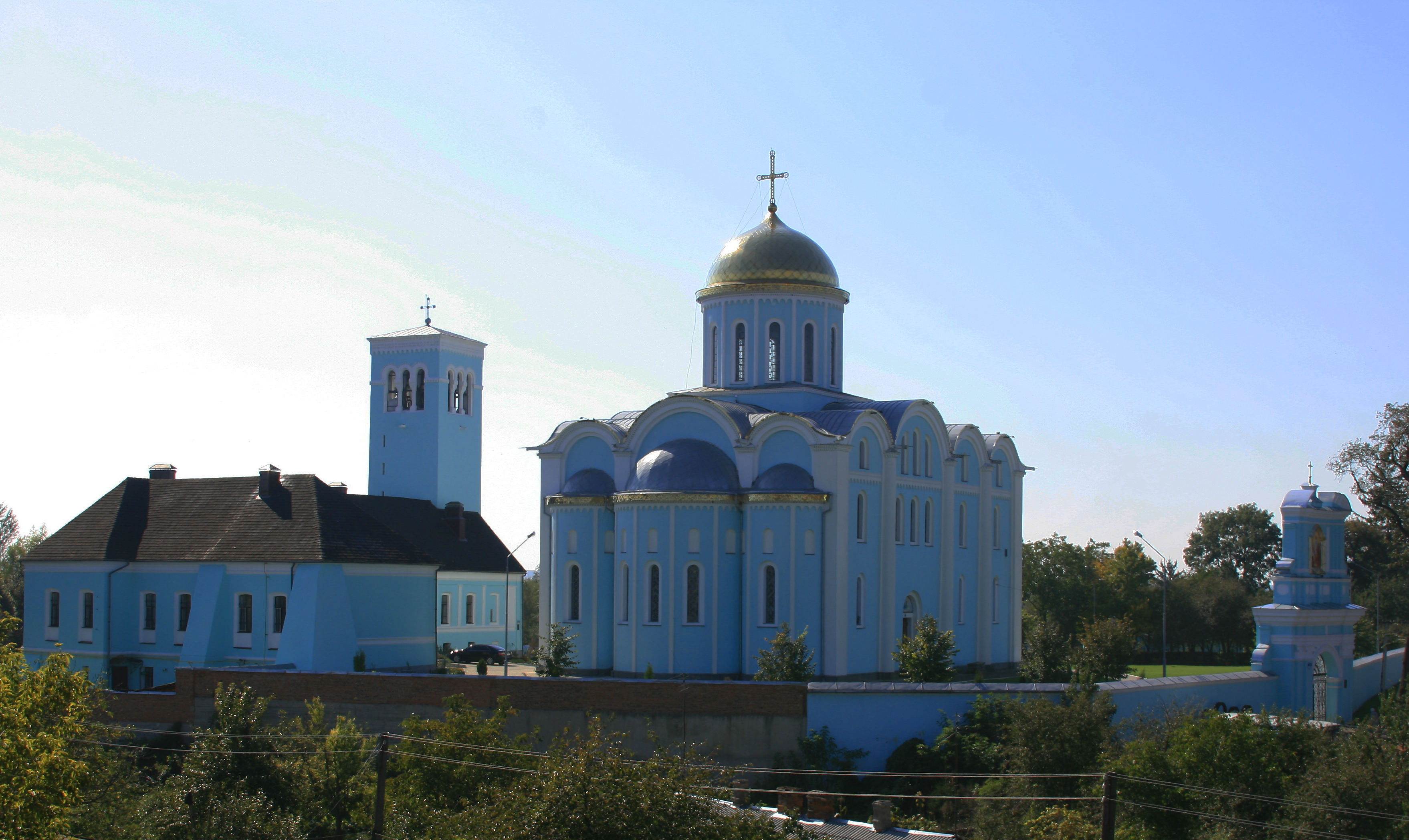
Успенський собор у Володимирі-Волинському (перебуд. 1900)
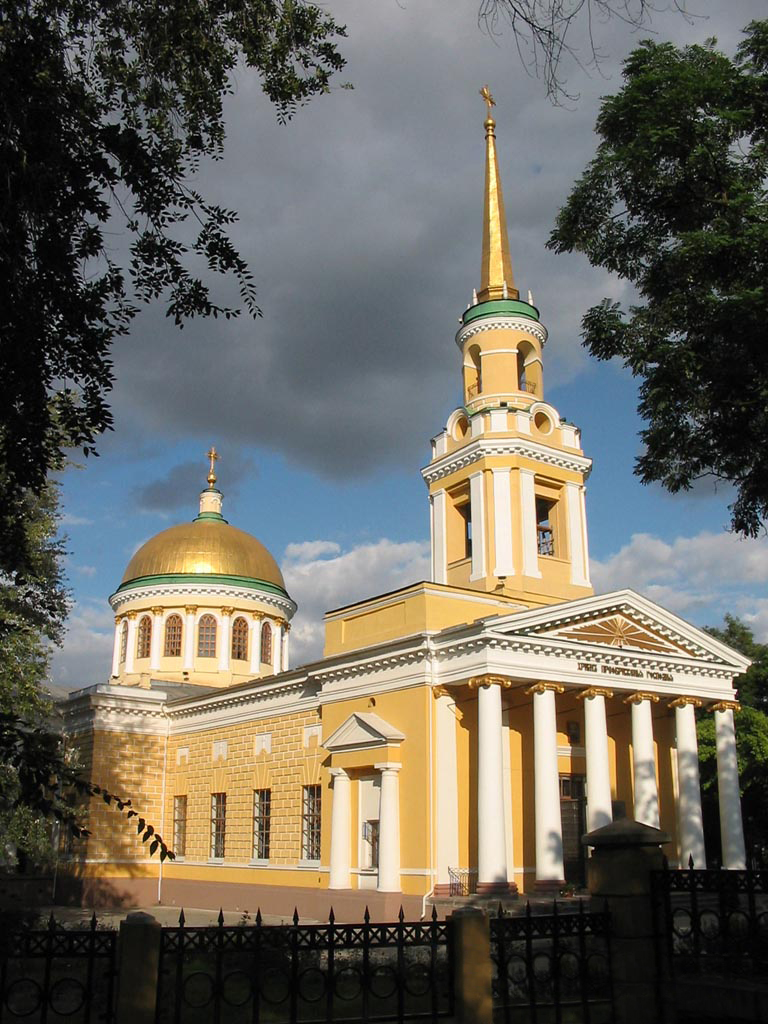
Дніпропетровськ (1836)

### Відродження українського архітектурного стилю
На західноукраїнських землях, що були під Австро-Угорщиною, течія романтизму впроваджувала переважно форми романського та готичного стилю. Правда, були спроби українських архітекторів додавати деякі мотиви «свої», тобто візантійські, але через брак свого мистецького центру та особливо школи ці спроби були здебільшого невдалі.
З початком XX ст. поміж українськими митцями і спеціально архітекторами поширюється течія відродження українського архітектурного стилю. В поширенні цієї ідеї та в практичному проведенні її в життя велику роль відіграла «Українська громада» студентів Інституту цивільних інженерів у Петербурзі, де першим головою (від 1905 р.) був архітектор Сергій Тимошенко. Цей мистецький напрям можна поділити на дві течії: перша для створення своєрідного українського стилю прагнула використовувати мотиви українського бароко, друга — народне дерев'яне будівництво.

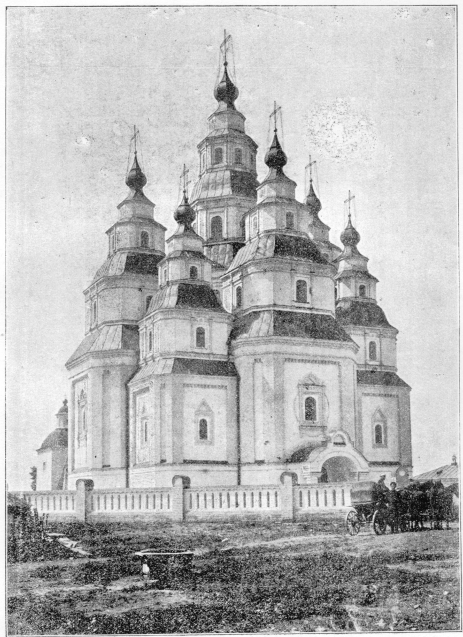
Покровська церква в Плішівцях на Полтавщині (1902-06)

## Елементи церкви

### Триконхові церкви
У XIV—XV ст. візантійсько-українська культура попередньої доби виявляється у формах планів і просторовому об'ємі, тоді як готика спричиняється до невеликих конструктивних змін і деталей. В XIV—XV ст. в Україні відомий також тип триконхових будов візантійського відродження, що приходить із гори Афон у Греції спочатку до української частини Буковини (дві церкви в Сереті кінця XIV ст. і три церкви в Путні коло Чернівців), пізніше — до Галичини (Лаврів на Бойківщині XV—XVI ст.) і нарешті — на Поділля (церкви в Кам'янці XVI ст., Зінькові, Могилеві-Подільському), в Замостя.

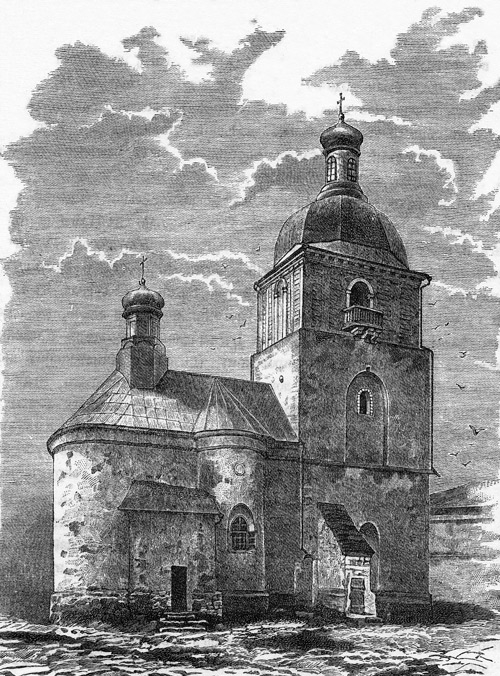
Церква Івана Хрестителя (м. Кам'янець на Поділлі)
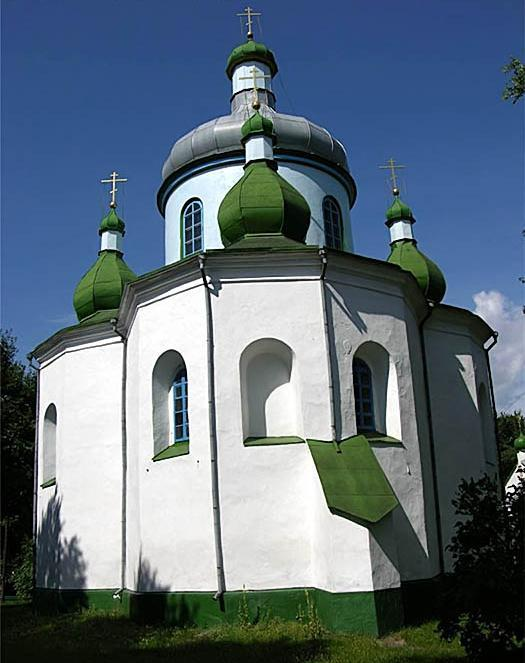
Миколаївська церква (м. Олевськ Житом. обл.) (1596 p.)
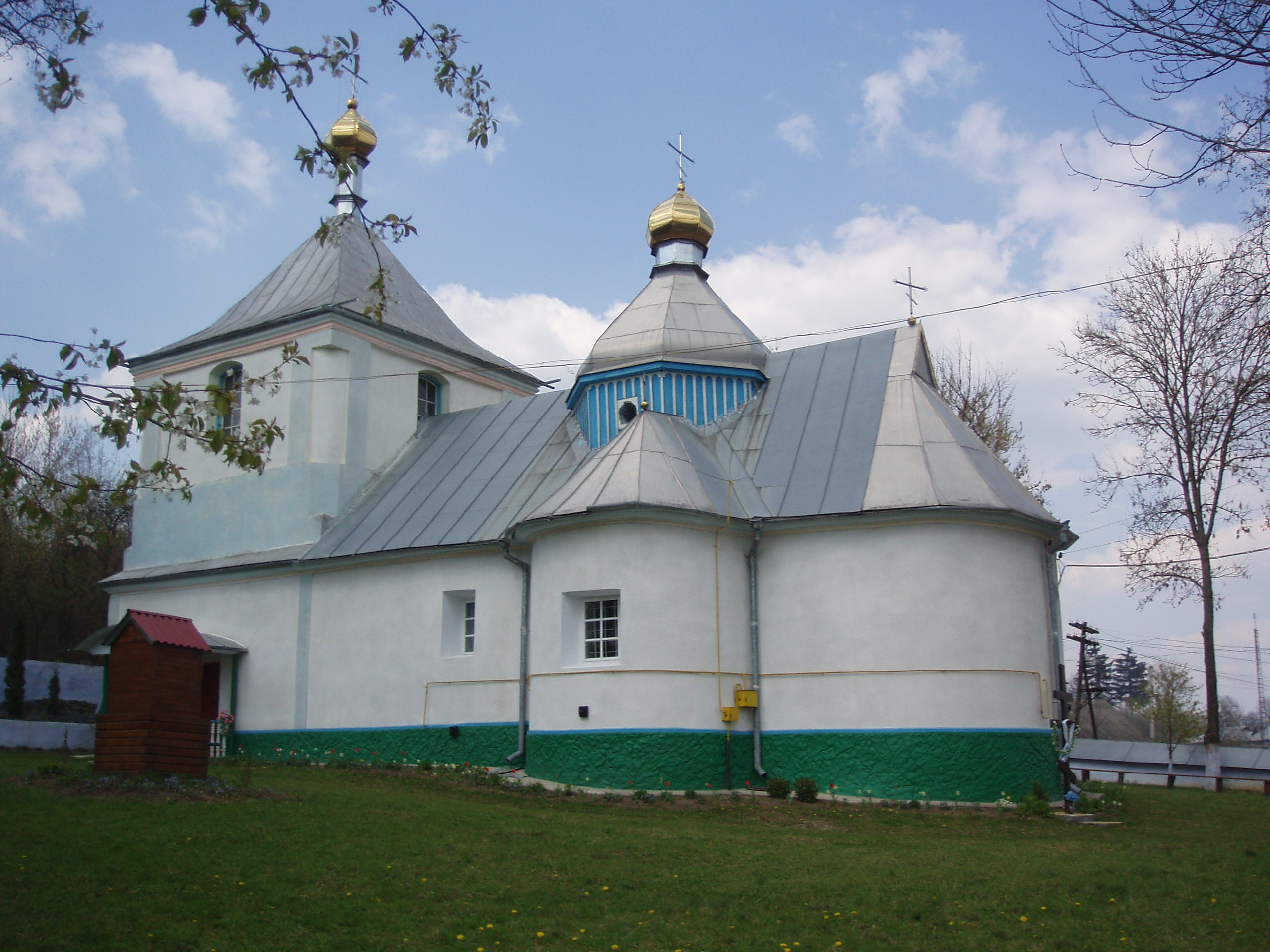
Церква Адамівка (XVIII)
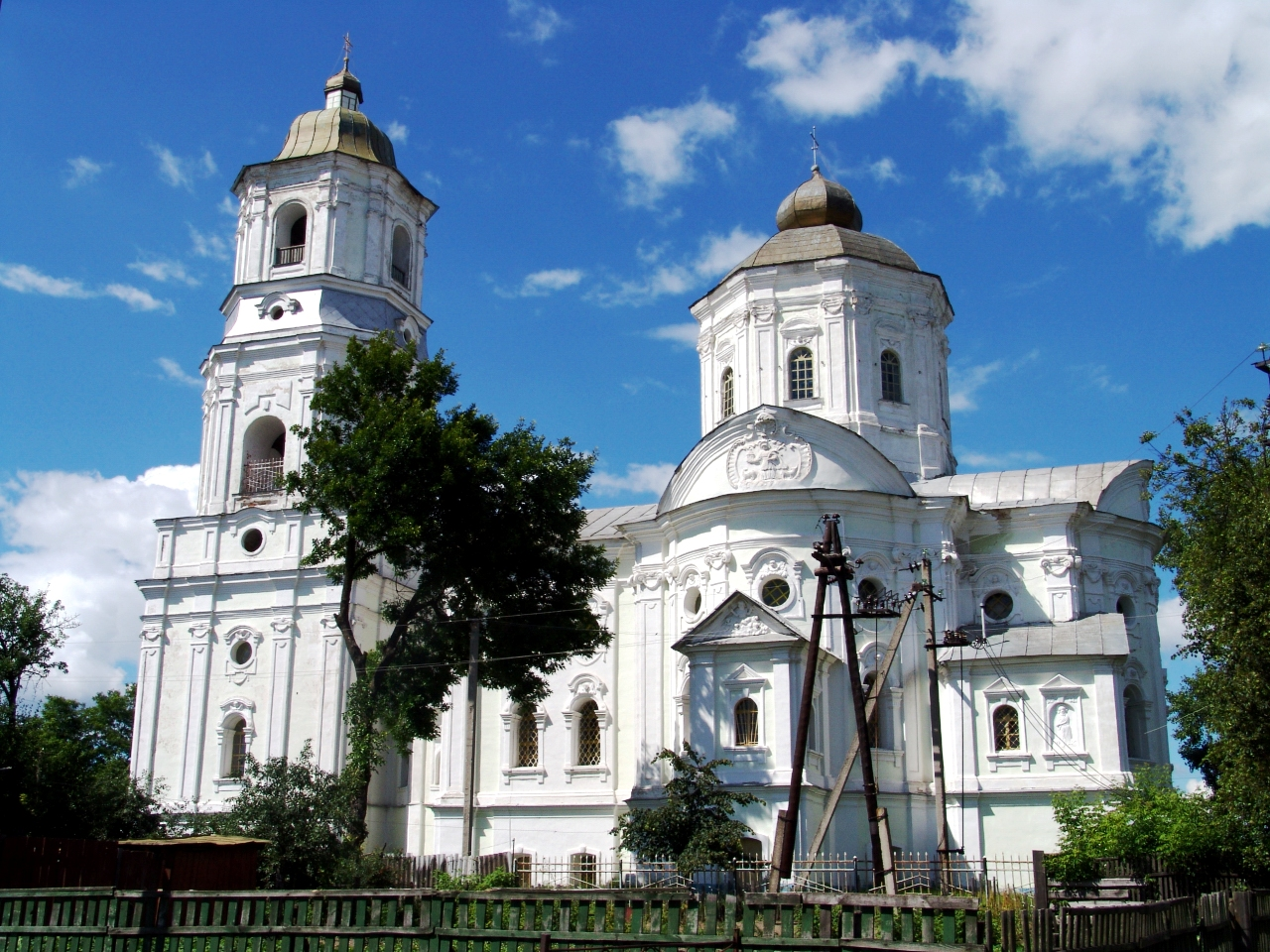
Михайлівська церква (Вороніж) (1776)
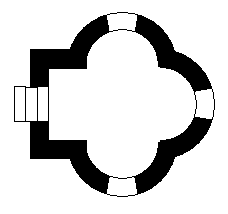

### Тетраконхові церкви

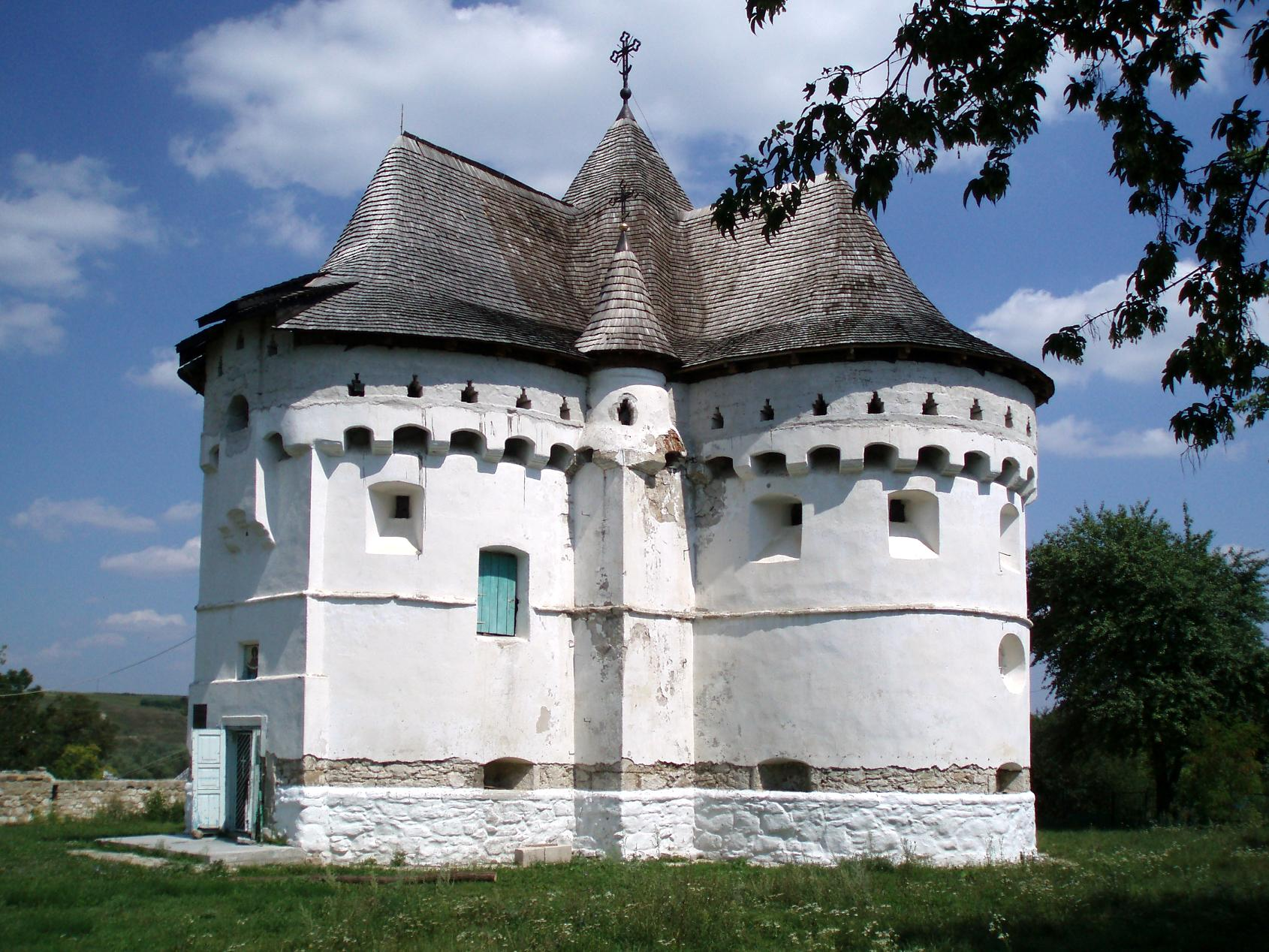
Покровська церква (Сутківці) (верх перероблений)
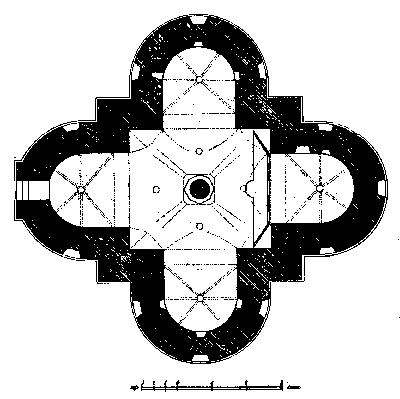
Покровська церква (план)
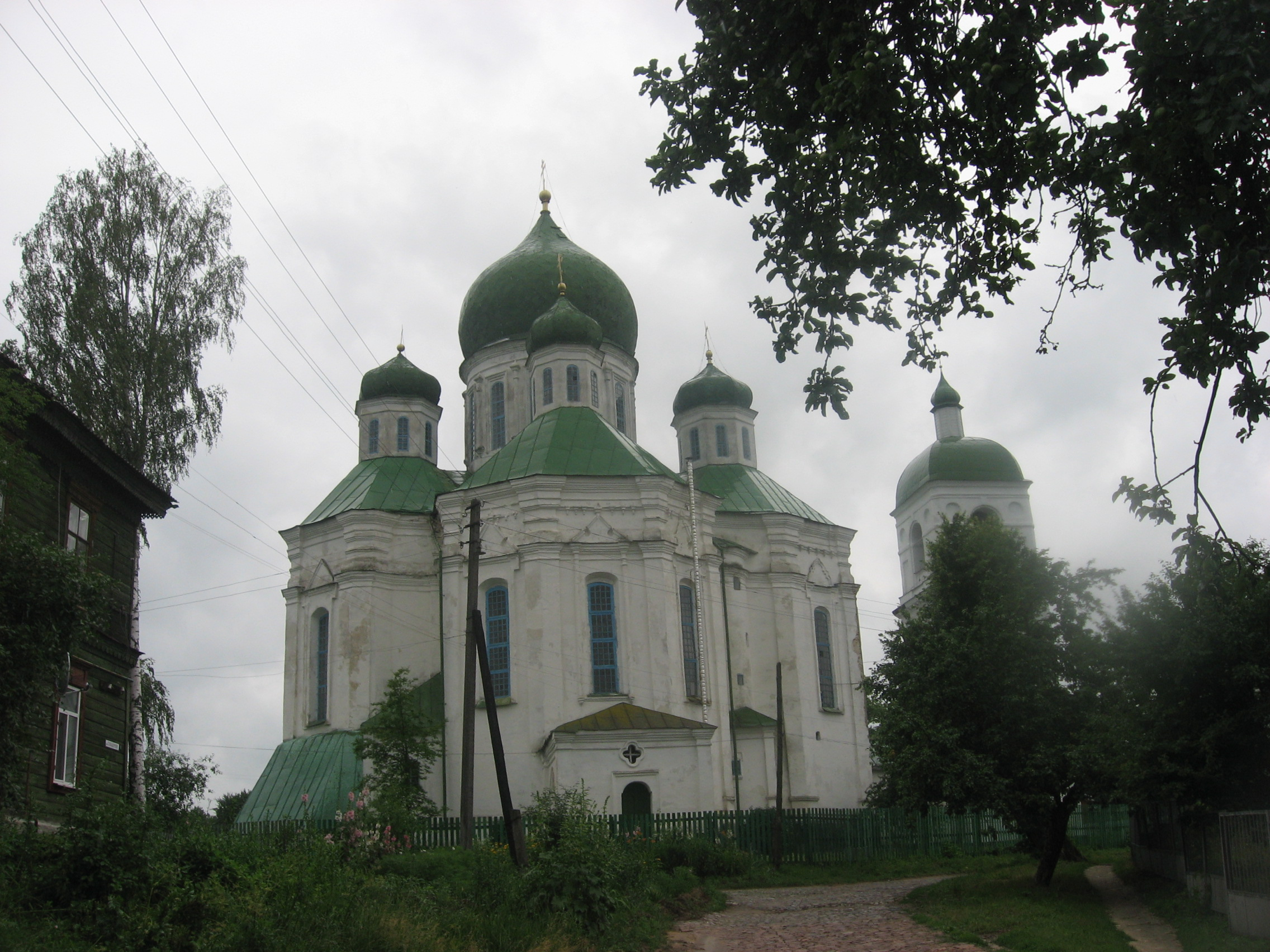
Успенський собор (м. Новгород-Сіверський) (1671 р.)
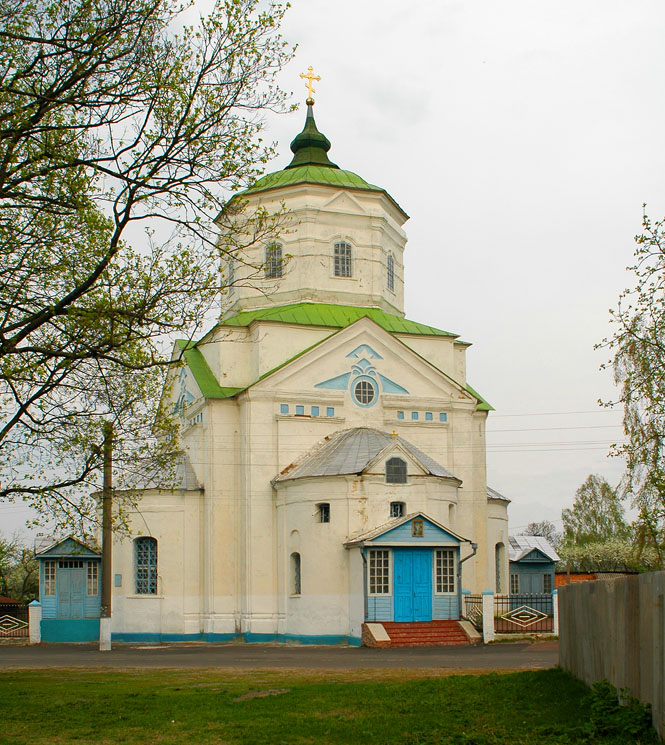
Воскресенська церква (смт. Короп, Чернігів. обл.) (1764 р.)
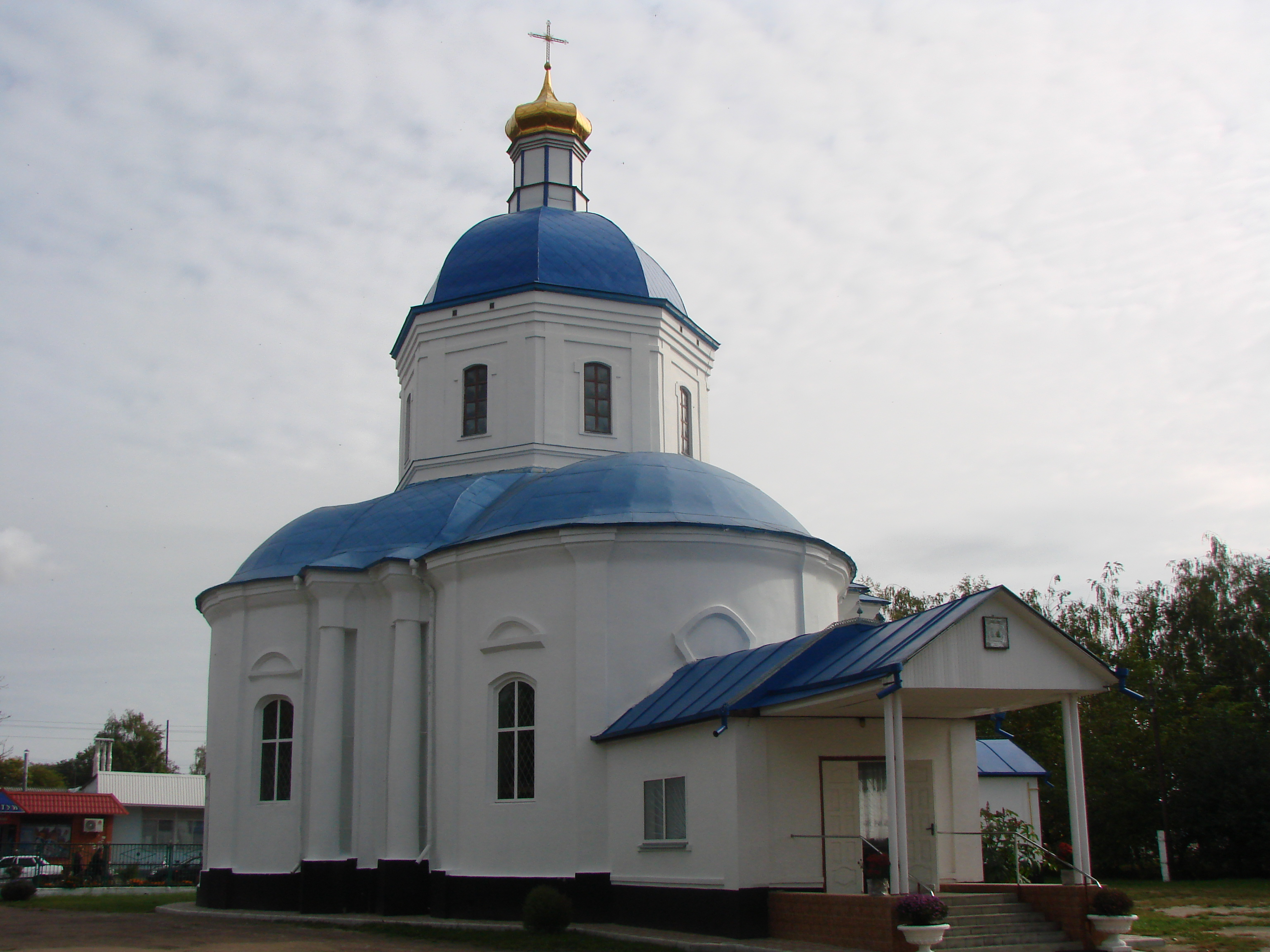
Троїцька церква (с. Носівка) (1765 p.)
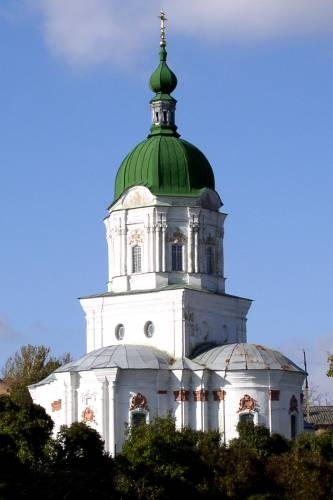
Троїцька ц-ва ( смт. Диканька, кошт. Кочубея)
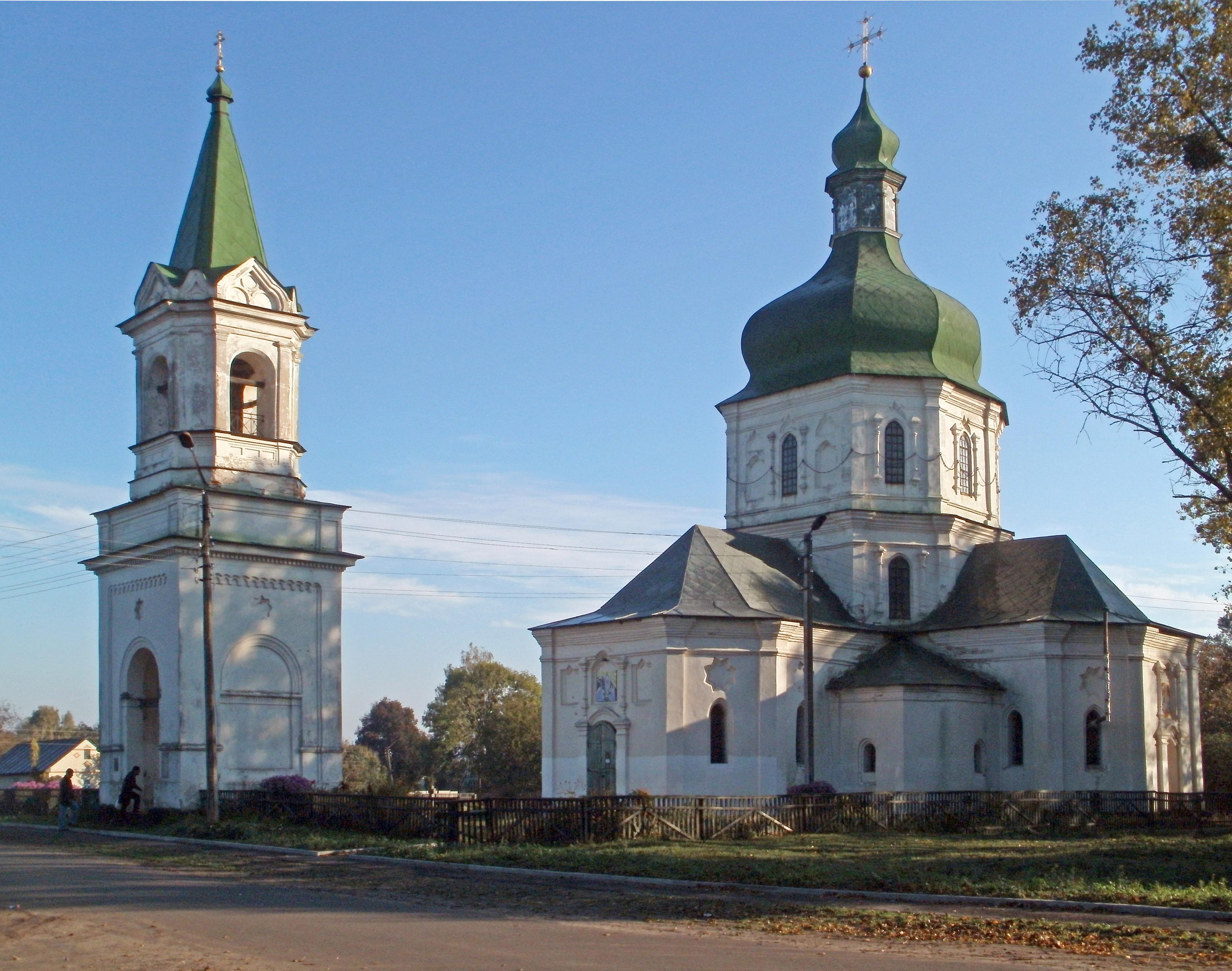
Воскресенська церква (смт. Седнів, Чернігівського р-ну)
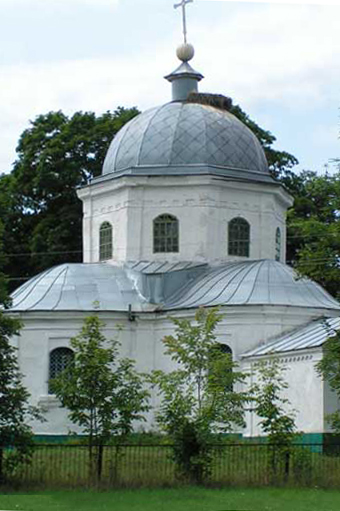
Церква Миколи (Нові Млини (Борзнянський район)) (1800 р.)

### Ротонда

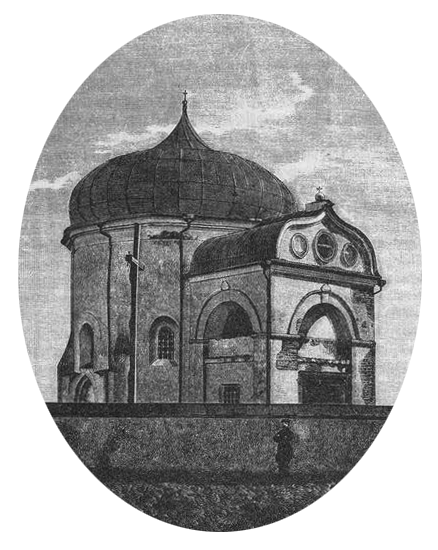
Васильківська ротонда, 19 ст

Незалежно від центро-базилістичного княжого типу церков існували також на українських теренах ротонди та базиліки. Ротонди або полігони існували в Херсонесі Таврійському, Вишгороді (1114), Галичі (12-13 ст.), Володимирі (Васильківська), в Горянах на Закарпаттю (12-13 ст.). Ротонди будувалися і пізніше: в Лаврові, в Кам'янці, в Меджибожі, в Мукачеві (1661). На переломі 18-19 ст. ротонди були популярні в «ампірному» будівництві. Горянській ротонді притаманні візантійський стиль. Васильківська церква в Володимирі збудована в формі восьмисистої ротонди. Тип наземного плану ротонди — октохонтоїд, витворений в вірменській архітектурі, поширився в середньовіччі на західну Європу по Ломбардію та Франконію.

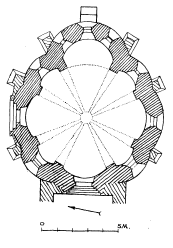
План Васильківської ротонди (м. Володимир)
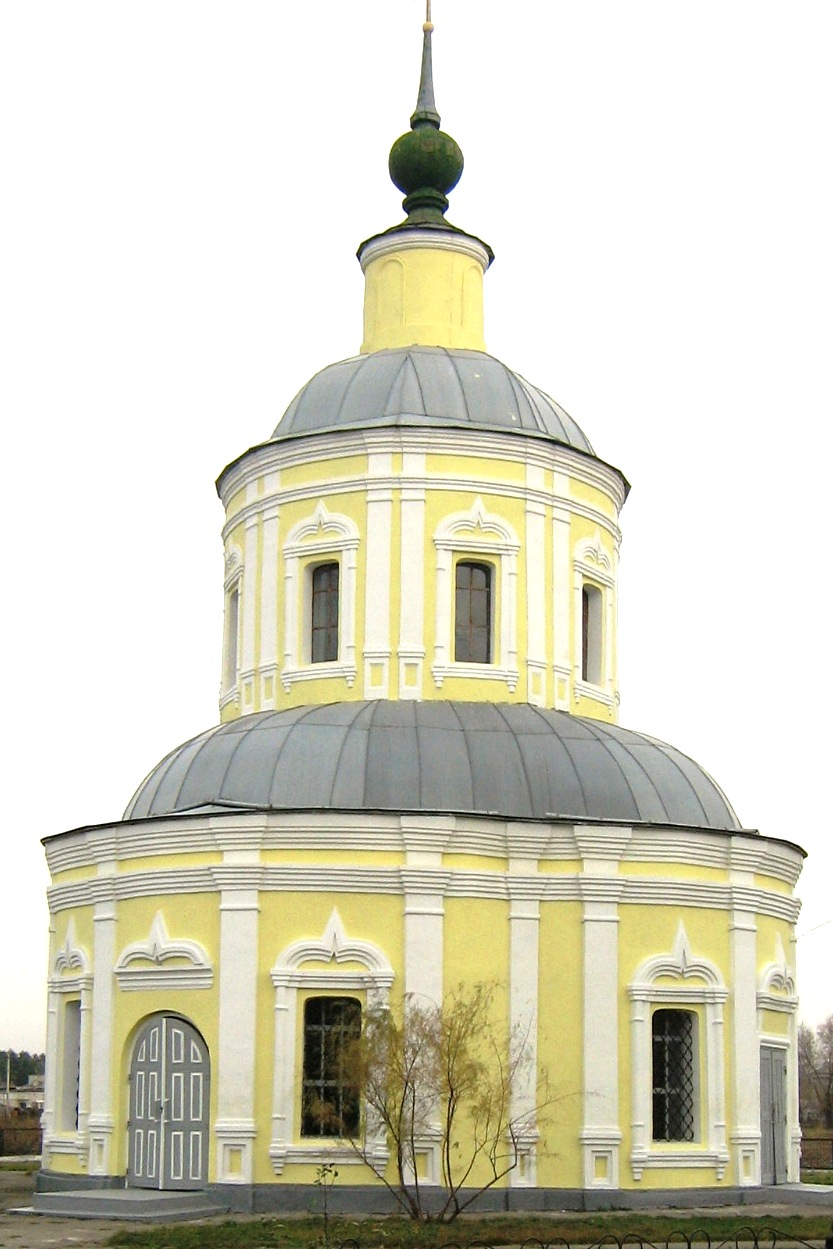
Миколаївська церква (c. Китайгород, 1754 p.)
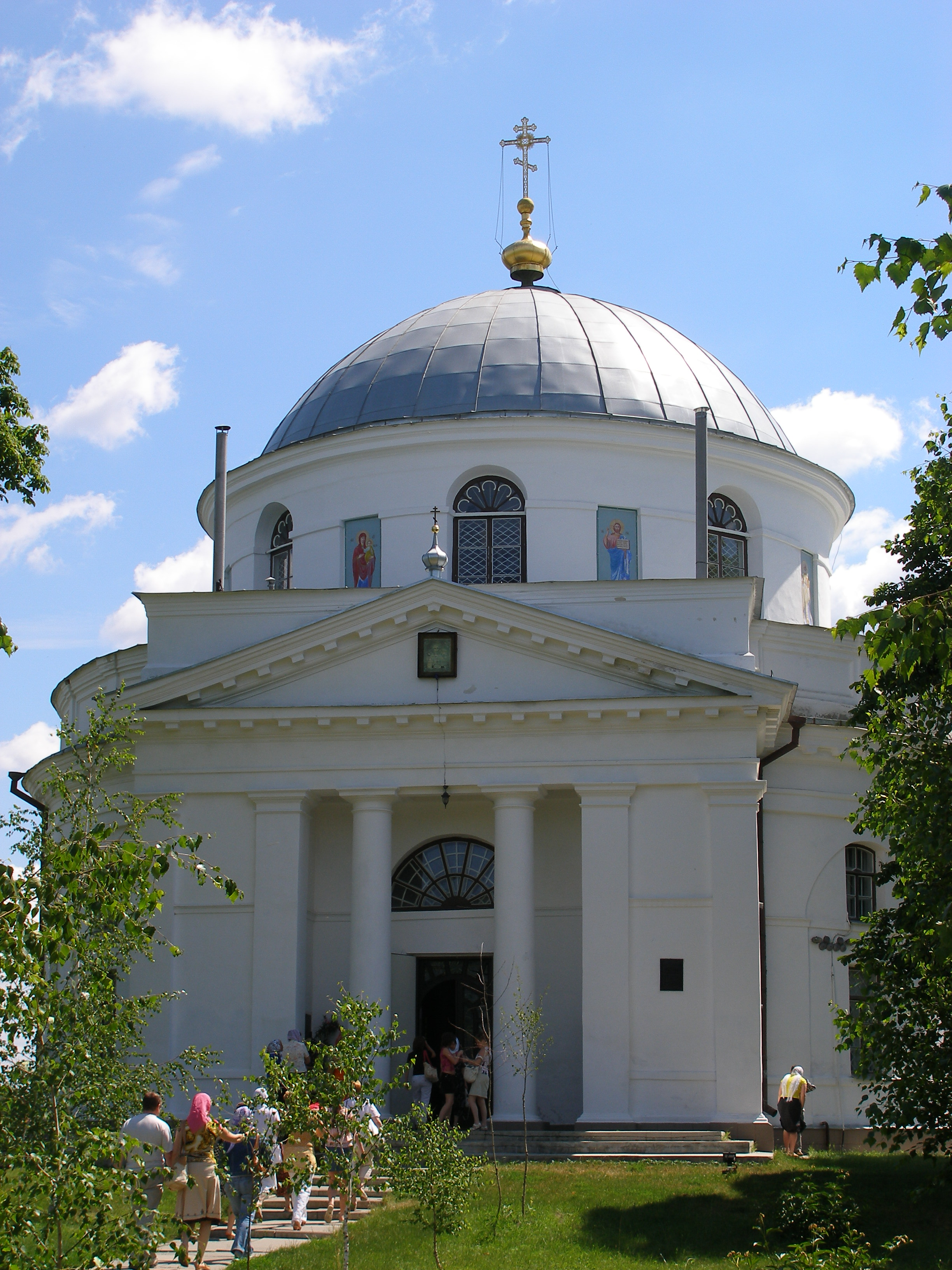
Микольська ц-ва-ротонда (смт. Диканька, кошт. Кочубея, 1794 р.)
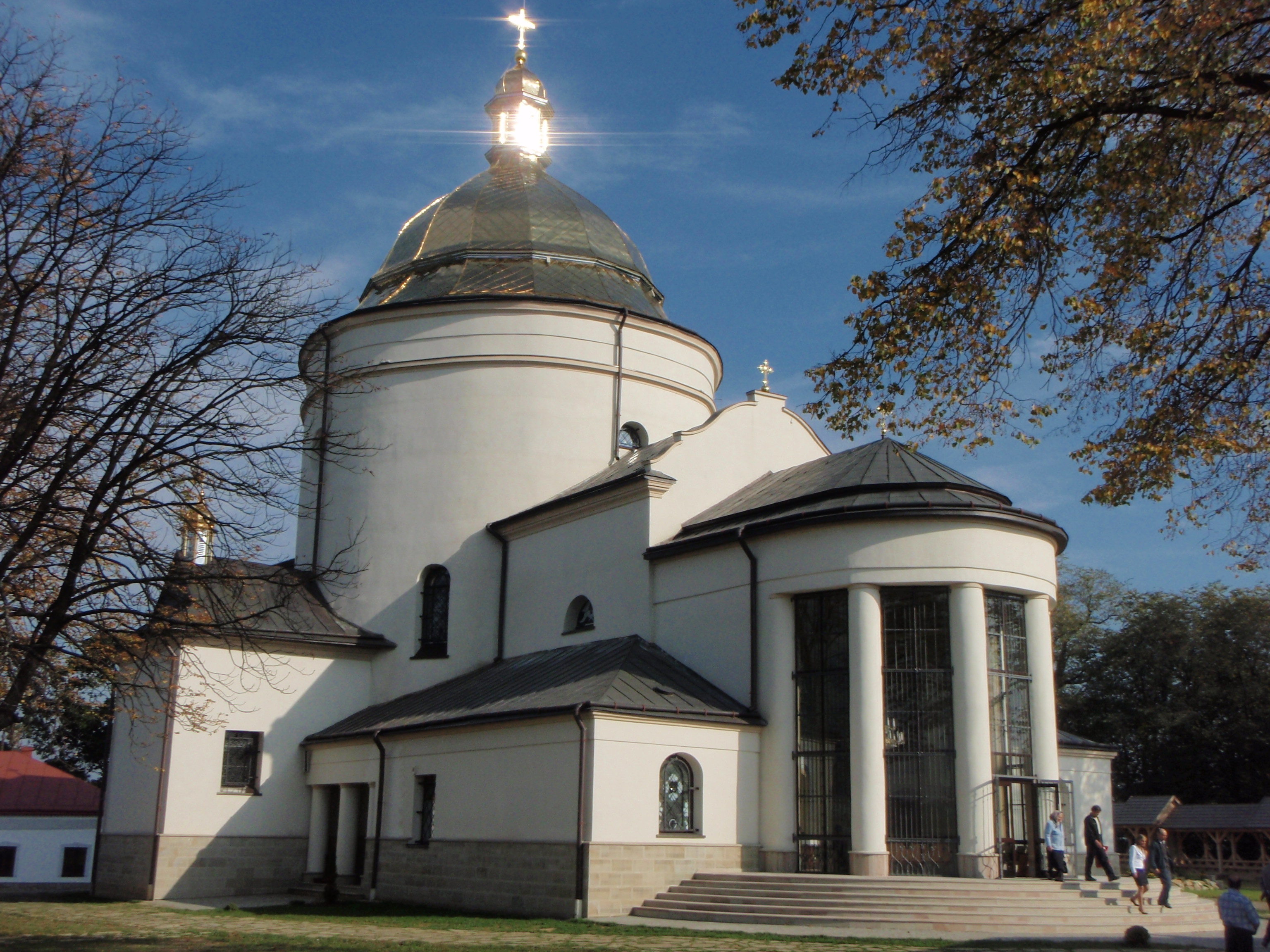
Гошівський монастир (c. Гошів, 1842 p.)
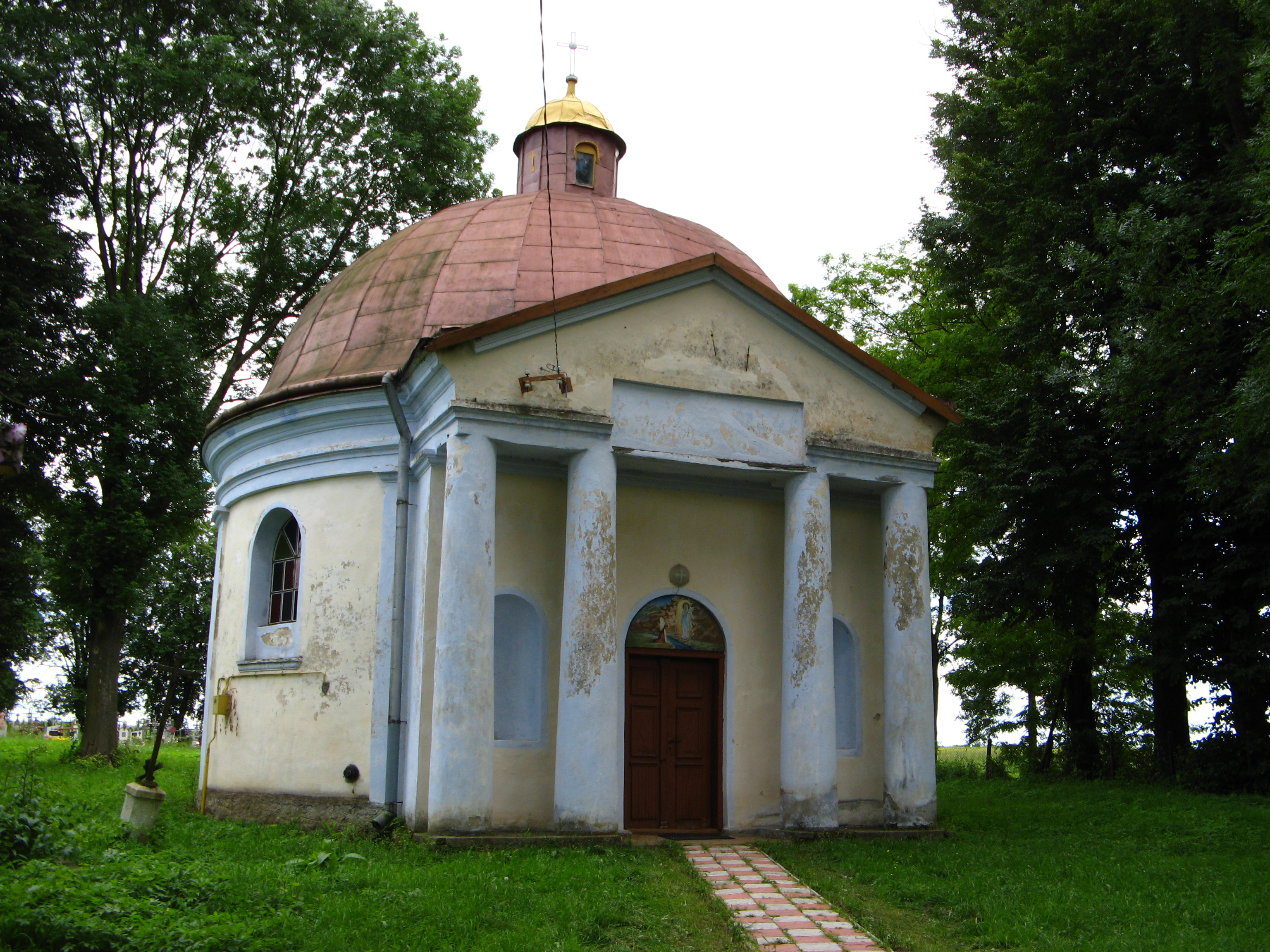
Церква-ротонда, с. Підмостичі
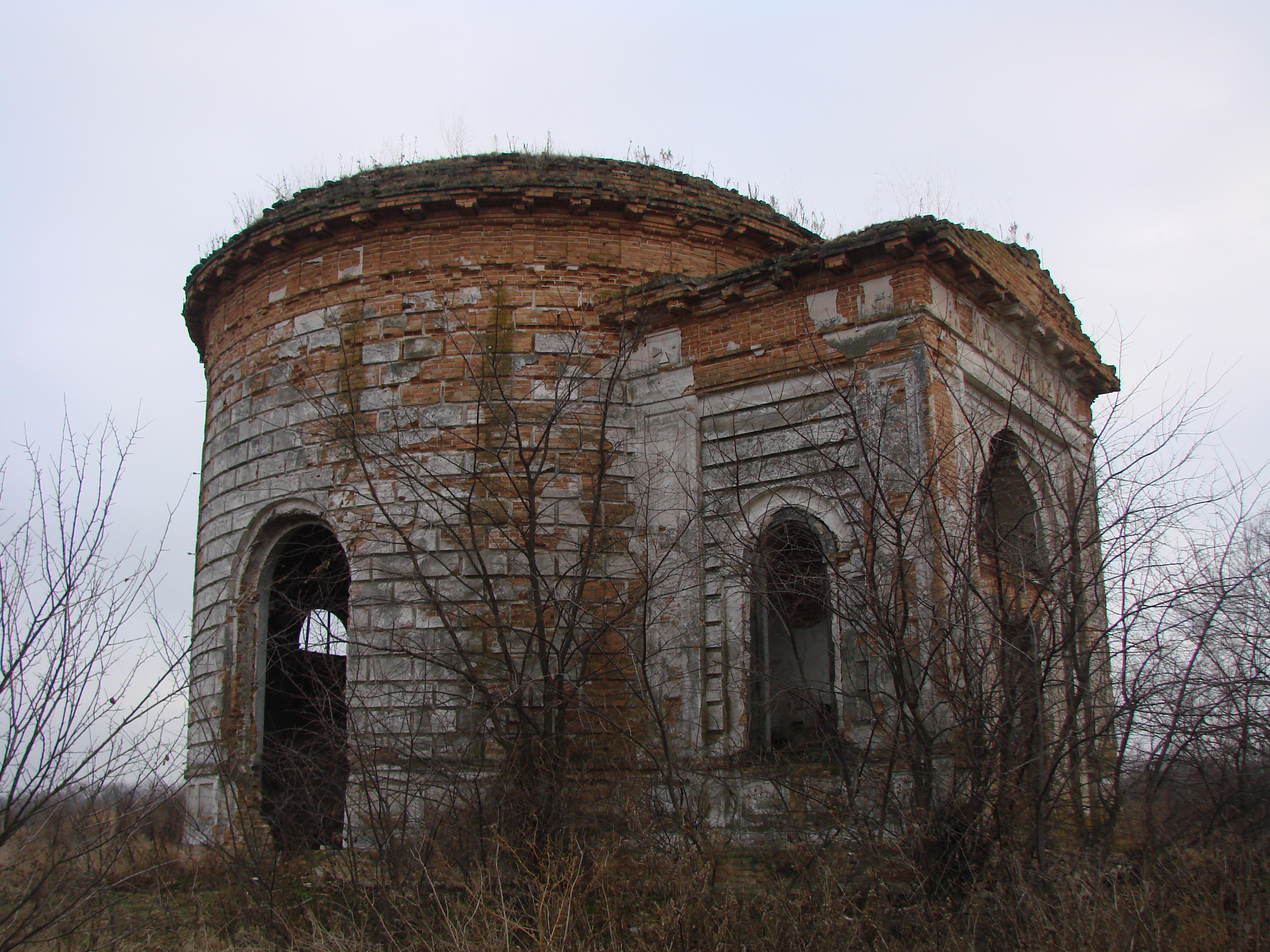
Церква Вознесіння Господнього (Воскресенське), кінець 18 ст., Київська область

### Іконостас

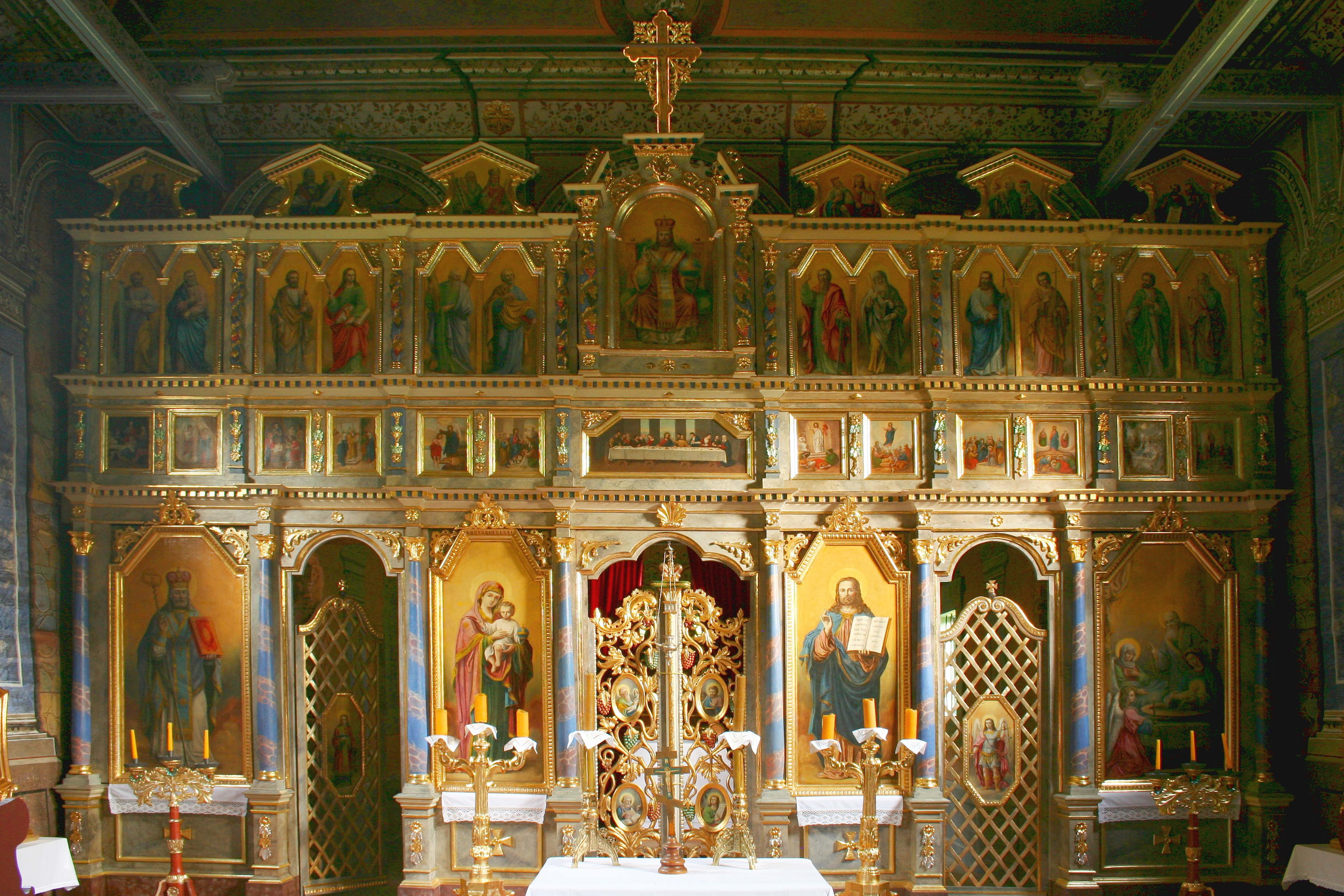

Старі іконостаси були на п'ять, шість і зрідка сім поверхів. Стіни всередині церков не прикрашались, тому що вся увага була звернута на іконостас. Іконостас відповідав архітектурі церкви: кожний його наступний ярус був легший за попередній, а самий верхній відрізнявся легким ажуром, як і вся баня церковна закінчувалася ажурним хрестом.
Іконостас української церкви складався з двох основних частин: нижньої — деісус (з грец. молитва) і верхньої, яка розповідала історію біблії. По середині деісус знаходилися — царські ворота. По праву сторону від царських воріт знаходився образ Спаса, а по ліву — Богоматері. Ці образи називалися — намісними, так як були обов'язковими в кожному іконостасі. По обидві сторони від цих образів знаходилися празнички — образи, які відносилися до святих чи празників, на честь яких була посвячена церква. Верхня частина іконостасу складалася з кількох рядів образів, які були присвячені розповідям з біблії. Над царськими воротами знаходився образ «Тайної вечері». З лівої сторони знаходилися образи, які розповідали життя Ісуса Христа: Хрещення Господнє, Преображення Господнє , Вхід Господній у Єрусалим, Воскресіння Христа, Вознесіння, а з правої сторони знаходилися образи, які розповідали життя Богородиці, такі як : Введення в храм Пресвятої Богородиці, Благовіщення Пресвятої Богородиці, Успіння і т. ін. Ці образи були невеликі, довгастої форми і в старих церквах на свята їх знімали та ставили перед царськими воротами на підставці, яку називали тетрапод.
В другому ряді верньої частини іконостасу містився більший образ Ісуса Христа на троні — «Архієрей». По обидвох сторонах цього образу містилися образи 12 апостолів, по правій та лівій стороні знаходилися завжди образи св. Петра та св. Павла, далі євангелісти (Матвій, Марко, Лука, Іван) і решта апостолів. В третьому ряді, над образом Ісуса знаходився образ Богоматері з дитям Ісусом — «Премудрість». Обабіч цього образу містилися образи пророків, в одному ряді дванадцять, або у більших церквах в два або три ряди.
На царських воротах були розміщені зліва образи отців церкви св. Степана, св. Лаврентія, по середині — св. Григорія Богослова та св. Василія Великого і на право (південь) — св. Козьми та св. Дем'яна.

## Характерні риси українського церковного стилю
Характерні риси українського церковного стилю були відображені насамперед в плані церкви, формі куполів. Форма куполів була сферичною, з маленьким дерев'яним «барабаном» та маківкою на верху або грушоподібною, з перехватом на чверть висоти знизу та з маківкою на верху. Ця форма куполів відрізнялася від цибулястих куполів церков московського типу . Ще однією прикметою українського церковного стилю було те, що кожен купол був природним завершенням кожної бані, в той час як в церквах московського типу, куполи були розміщені в довільному місці. Також характерним для українського стилю було зовнішнє та внутрішнє оздоблення українських церков. Стіни української церкви білилися ззовні та всередині і дахи фарбувалися в зелений колір. Плани українських дерев'яних та кам'яних церков були однакові.
Хрести на церквах української архітектури мали оригінальну та своєрідну форму. Вони були оздоблені легким ажурним орнаментом у вигляді лілій, тюльпанів, зірок або просто хвилястих ліній. Чим старіші були хрести, тим краще оздоблення вони мали.

### Розвиток української церковної архітектури
Прослідити розвиток української церковної архітектури складно. З однієї сторони можна припустити, що така архітектура розвинулася з однокупольної церкви шляхом додавання західної та східної або ще й північної та південної бань. З іншої сторони, відомо, що церковна архітектура була запозичена разом з поширенням на українських землях християнства. Та такий факт, що п'ятибанні церкви були наподобленням мурованих з хрестовим планом може бути доказом того, що церковна архітектура розвивалась спрощенням від п'ятикупольної до однокупольної. Муровані церкви в Києві поділяються на два типи запозичених з Візантії, це багатокупольна базиліка та п'ятикупольний храм з планом у формі хреста. Перший тип представляв Софійський собор. Другий тип виявлений в церкві Спаса на Берестові, був поширений в мурованній та дерев'яній архітектурі української церкви. На Лівобережжі, Київщині, Поділлі, одночасно з п'ятизрубними та п'ятикупольними церквами існують і тризрубні та трикупольні церкви, які домінують на півночі Київщини, Волині та усієї Галиччини. На Слобожанщині церкви будувалися здебільшого на три яруси (н-д церква Покрови в Харкові та Пречистої в Сумах), інколи на п'ять.

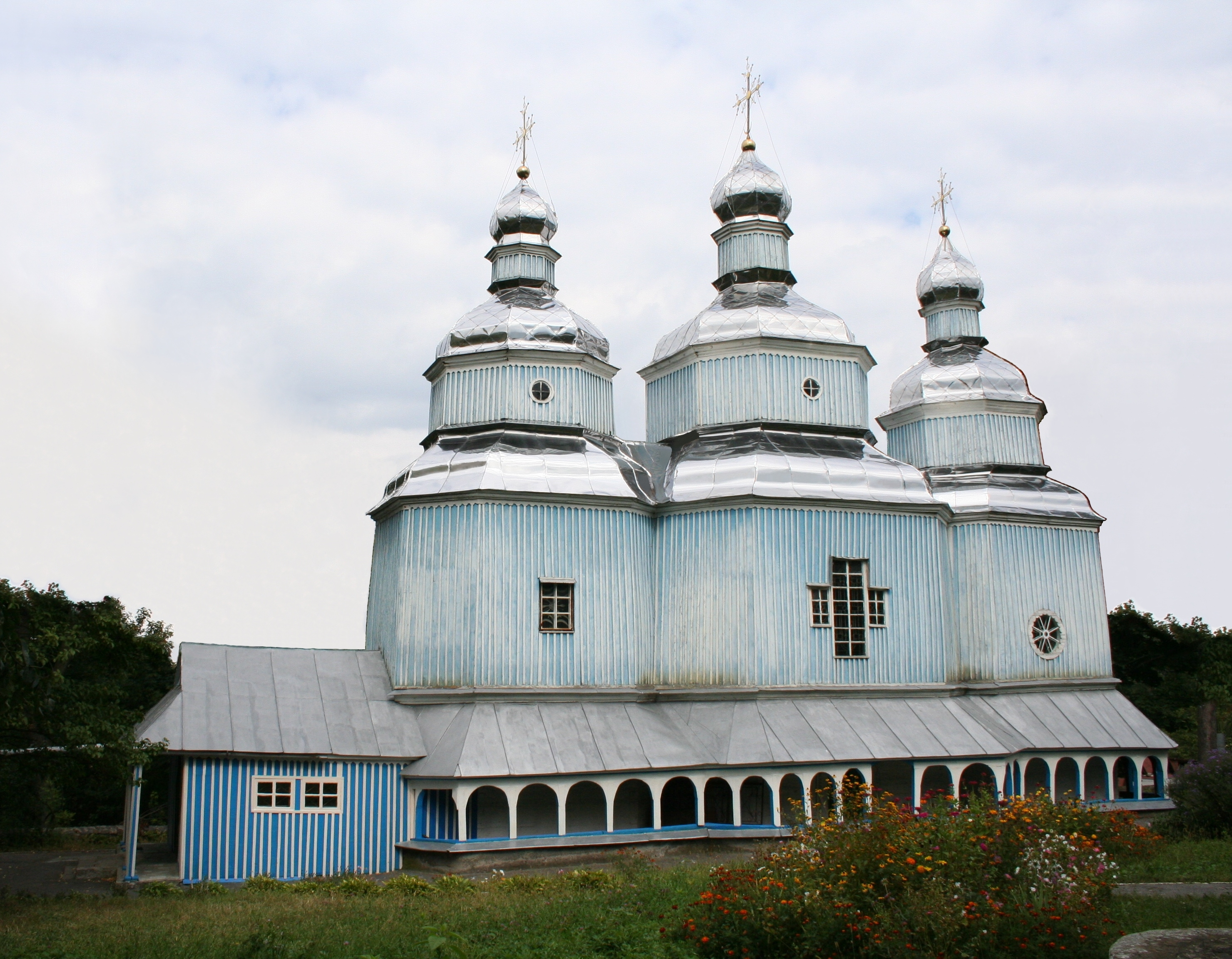
Україна Вінниця, Миколаївська ц-ва 1746 року

Ця форма церкви підлягала інколи спрощенню. Тоді західний і східний куполи зменшувались або зовсім зникали і церква була тоді однокупольною. Поряд з упрощенням форм відбувались також ускладнення. Ці ускладнення полягали у тому, що на кожному рівні збільшувалась кількість стріх в висоту і тоді вони нагадували буддистські храми. Таку архітектуру мали здебільшого бойківські церкви. Своєрідністю форм відзначалися лемківські церкви, яка полягала у тому, що західний купол перетворився в дзвіницю і був найвищим. В лемківській церкві всі куполи ідуть один за одним, ступенево зменшуючись до східного куполу — вівтарного.
Найхарактернішою рисою українських п'ятикупольних церков є їхнє устремління вгору і це надає їм стрільчаті форми на порівняно невеликій основі. Певною мірою ця риса характерна і для трикупольних церков, як н-д це можна спостерігати в церкві Св. Миколая Чудотворця в Овручі (розібрана). Інколи ця риса послаблювалася тенденцією розширити основу церкви — опасанням. Опасанням була легка низенька галерея навколо церкви. Це опасання надає західно-українським церквам оригінального характеру і було невід'ємною рисою галицьких трьохкупольних церков з тією різницею, що там опасання тримається не на стовпчиках чи дерев'яних арках, які наподоблюють муровані, а на виступах зруба на кутах, що ступнево скорочується. В таких випадках опасання виходить висяче, що надає цим церквам ще більшої подібності з буддистськими храмами.
Найстарішою пам'яткою української архітектури є церква, якщо не рахувати могильників, капищ і інших матеріяльно-археологічних артефактів. Українська церква як і українська хата трьохдільна. Трьохзрубові церкви могли бути однобанними або трьохбанними. І інший погляд на розвиток архітектури полягає в тому, що традиції побудови мурованих церквів були перенесені на побудову церков з дерева. Традиції одноверхої хрещатої візантійської церкви вплинули на розвиток п'ятиверхових, семизрубних та дев'ятизрубних храмів. Найбільш поширеними зі збережених церков на українських землях є трьох- та п'ятибанні церкви. Однобанні зустрічаються рідше, а двобанні, семибанні та дев'ятибанні зустрічаються як окремі випадки.
Багато дослідників висловлюють думку, що цей тип церкви постав ще зі старокняжої доби. Інші дослідники дотримуються думки, що такий самий план мали і українські хати, які як відомо в княжу добу мали такі самі дахи, як і церкви. Таке трьохдільне заложення можна спостерігати і у Іллінській церкві (12 ст) в Галичі. Центральна частина якої була округла, східна (вівтарно-апсидна) на 3/4 округла, та західна (бабник) була прямокутною. Церква в Рогатині містить також характерні риси старокнязівської церкви. Це трьохнавна церква з трьома апсидами. Її центральна частина майже квадратна, східна утворена гранчастим вівтерем і західна — прямокутна. З XVI ст. збереглася Онуфріївська церква в Риботицькій Посаді. План цієї церкви складається з трьох прямокутників.
З XVI ст. походить також трьохдільна кам'яна церква з Залужжя (Збаразький район). План цієї церкви складається з двох прямокутників та полігонального вівтаря. Дослідники церковної архітектури дотримуються думки, що найархаїчніший тип трьохдільної дерев'яної церкви зберігся на Бойківщині. Бойківський тип складається з трьох прямокутників (близьких до квадрату) розташованих з заходу на схід.(церкви в с. Середня Турка, Манів, Устя Єпископське, в c. Топільниці (Старосамбірський район), Церква Покрови Пресвятої Богородиці (Кострина) (Великоберезнянському районі), Церква святого Михайла (Ужок), c. Вишка, c. Суха). Розвиток церков цього типу пізнішого часу проявився у помноженні ярусів пірамідального накриття ь в висоту (c. Бутля, Церква святого Миколая c.Кривка, Церква Собору Пресвятої Богородиці (Матків)).
Пізніше пірамідальне вкриття замінилося восьмибічним накриттям, яке насаджувалось на пірамідальну центральну частину (Гусна в Карпатах, Старі Хутори коло Вінниці), а пізніше на всі три частини (Малі Хутори, Пилява, Слобідка Шаргородська, Бусовисько, Тейсарів, Хотинець, Утішків) . Подальший розвиток церковної архітектури церков цього типу полягав у заокруглені чотирикутних зрубів, що відбувалося особливо під впливом бароко, починаючи з поч. XVII ст. Таку форму (шестикутну) прийняв насамперед вівтар, а пізніше і бабник. З кін. XVII ст. на Придністрянщині відомі церкви з трьома заокругленими частинами. Середня частина у вигляді восьмикутника і дві бічні у вигляді шестикутника (Покровський собор в Харкові). На останній етап розвитку української трьохдільної церкви мав вплив стиль рококо. Під його впливом видовжувалися форми церкви та її верхів в висоту та в довжину з заходу на схід. А також усі три зруби почали будувати у вигляді восьмикутника (с. Конель на Київщині)
Початок XVII ст. відзначається в нашій історії розквітом кам'яного будівництва⇄В першій пол. XVIII ст. закінчується кам'яне будівництво в українському стилі. Останніми збудованими кам'яними церквами були: Вознесенська церква у Фролівському монастирі на Подолі, Благовіщенська, в містечку Баришівці на Полтавщині, Катеринська церква в Чернігові, церква в Крупицькому монастирі в c. Осіч біля Батурина тощо
В 1800 цар Павло I заборонив будувати церкви українського стилю . З цього часу розвиток української церковної архітектури був припинений. Замість церков українського типу з'явилися церкви «казенно-миколаївського» типу.
Разом із тим, навіть при будівництві церков у «єпархіальному» стилі вдавалося надавати новим храмам елементи традиційної народної української архітектури. Яскравими прикладами можуть слугувати церква Іоана Богослова 1880 року побудови у селі Розкопанці Богуславського району, Покровська церква (1905–11 роки побудови) у селі Требухів Броварського району і Георгіївська церква (1910–14 років побудови) у селі Селище Баришівського району, усі Київської області.

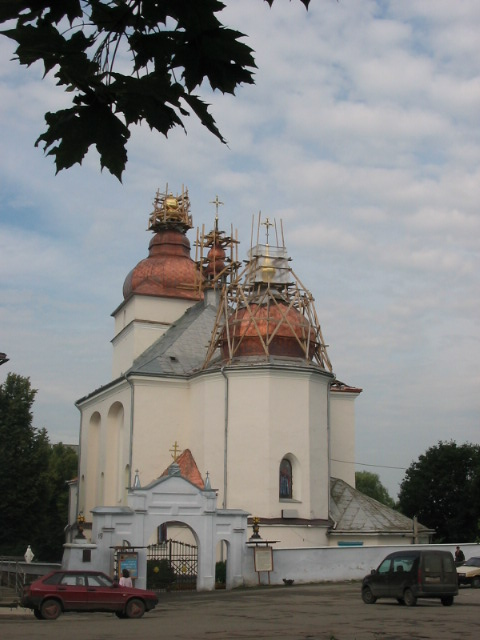
Церква в Рогатині ( XII—XIV )
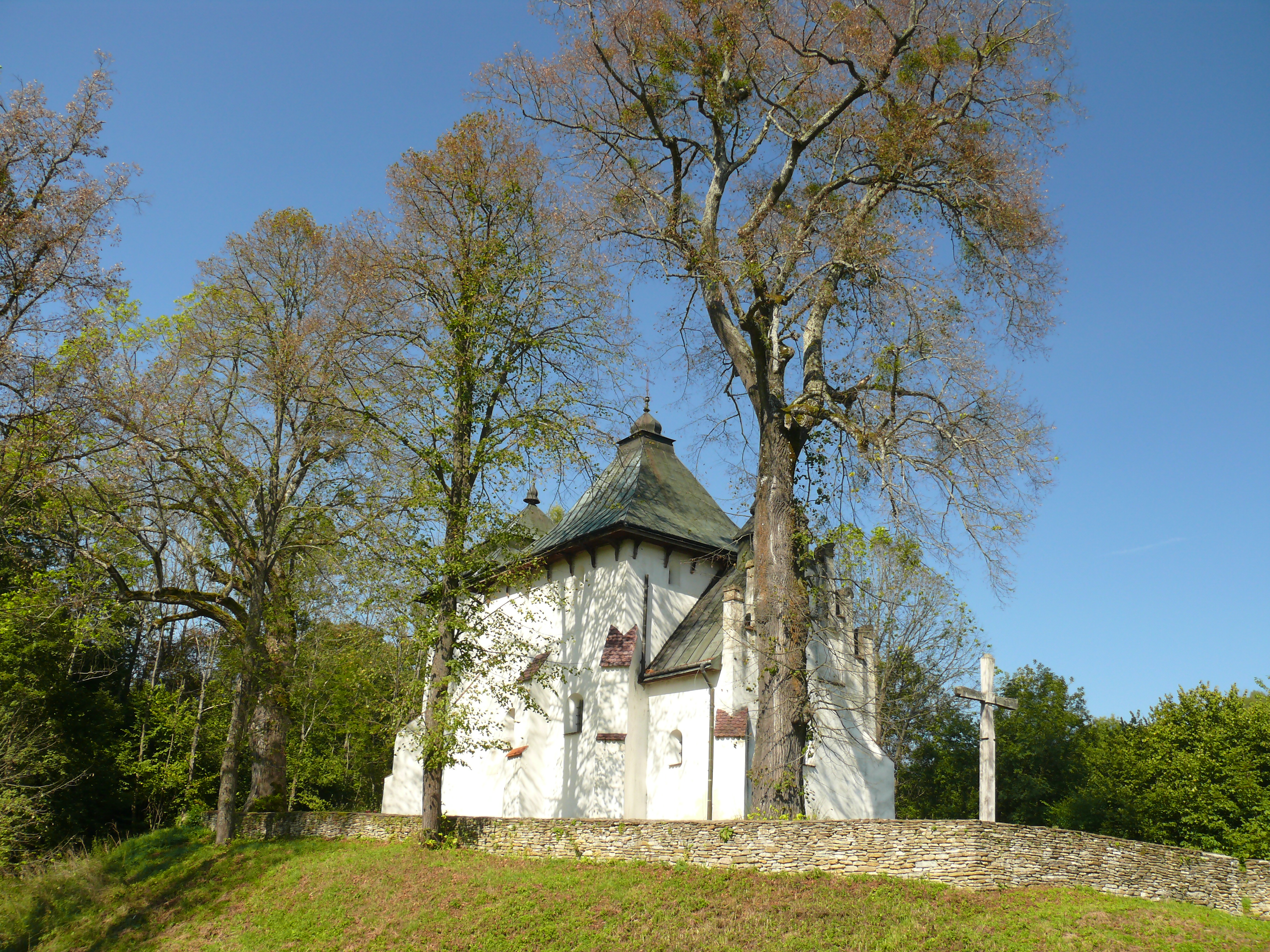
Церква святого Онуфрія (Посада Риботицька) (XIV - XV)
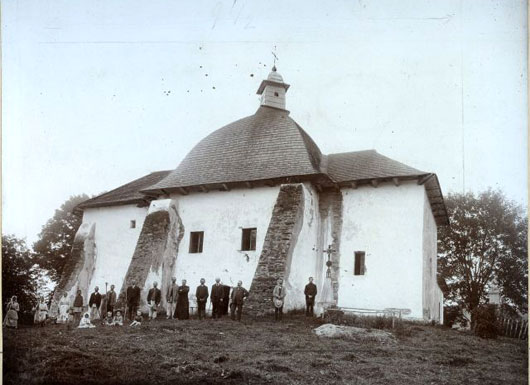
Миколаївська церква в Улючі (~ 1507 p.)
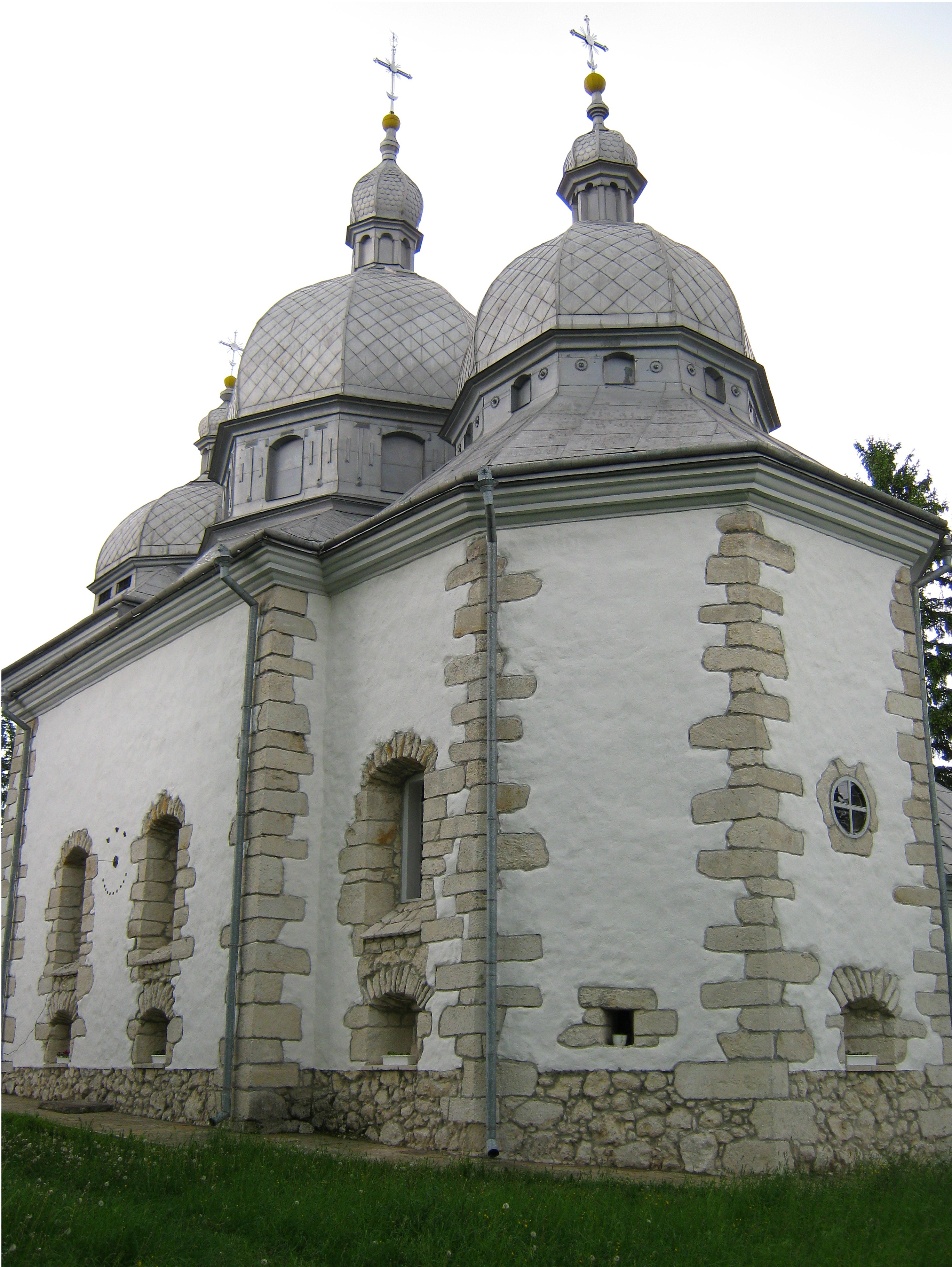
Церква в Залужжі. (Фун. Іван Збаразький) (1600 p.)
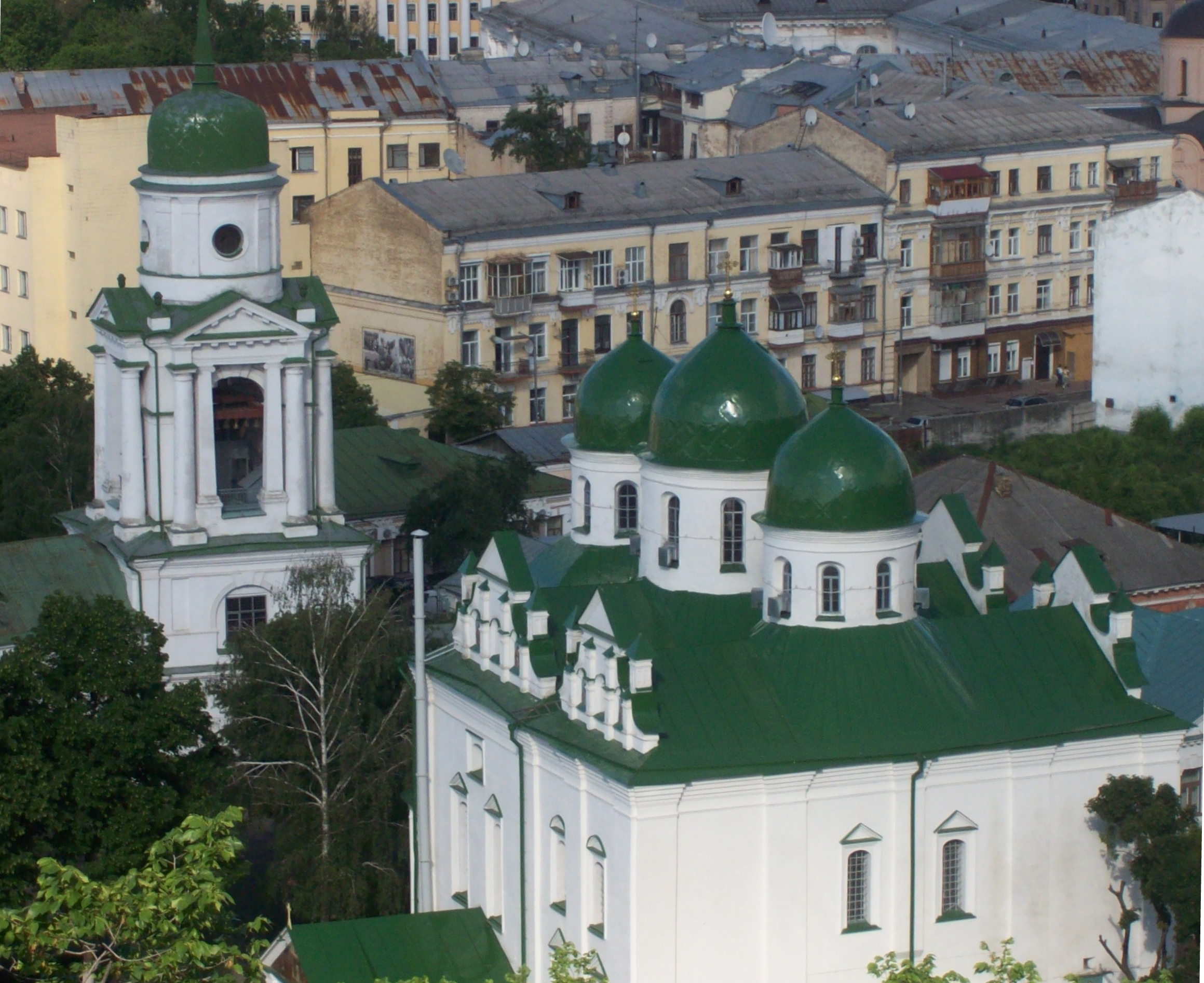
Вознесенська церква Флорівського монастиря
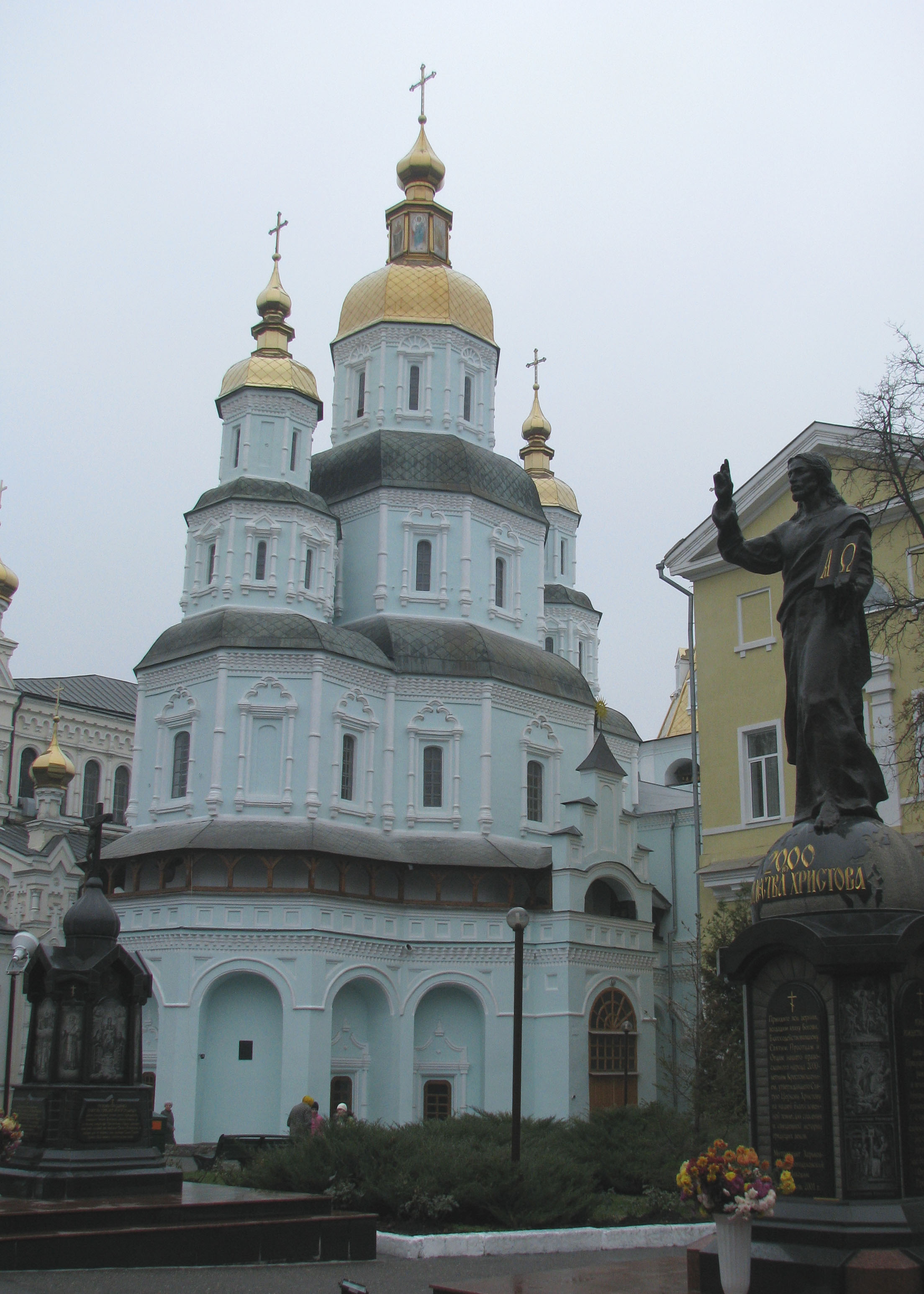
Покровський собор в Харкові (1689)
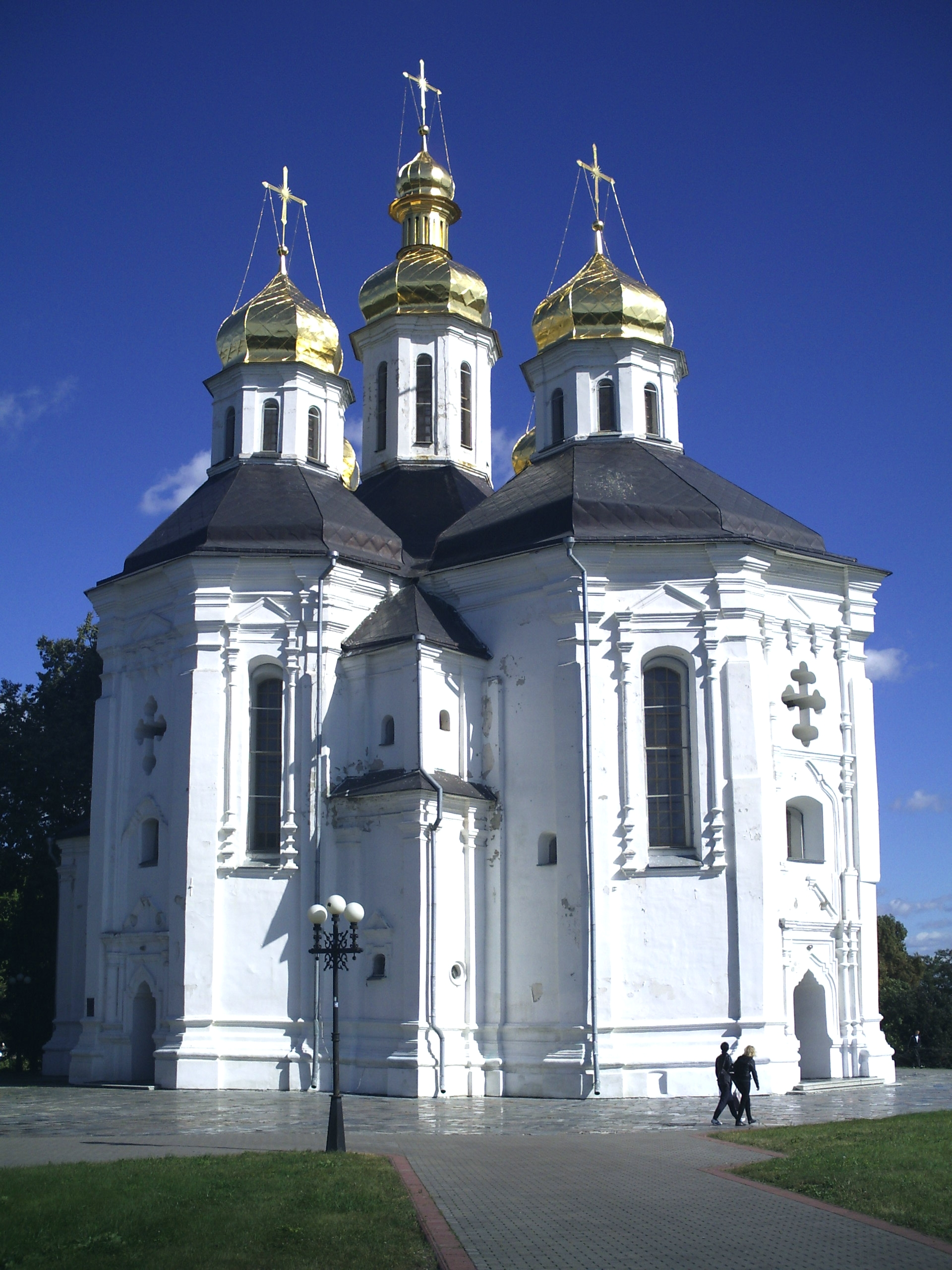
Катерининська церква (Чернігів), зведена Лигозубами (1715)

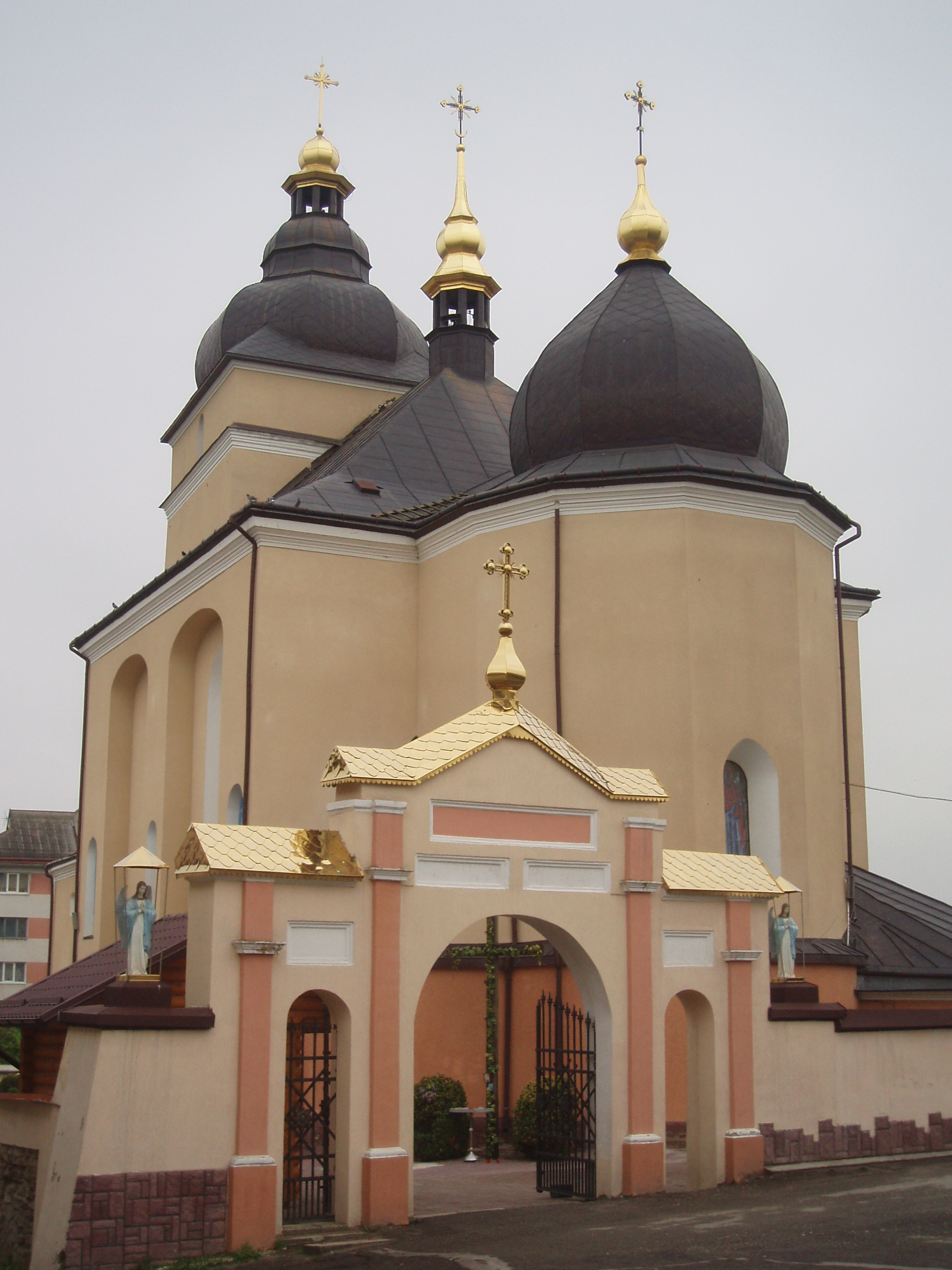
Церква Різдва Пресвятої Богородиці в Рогатині
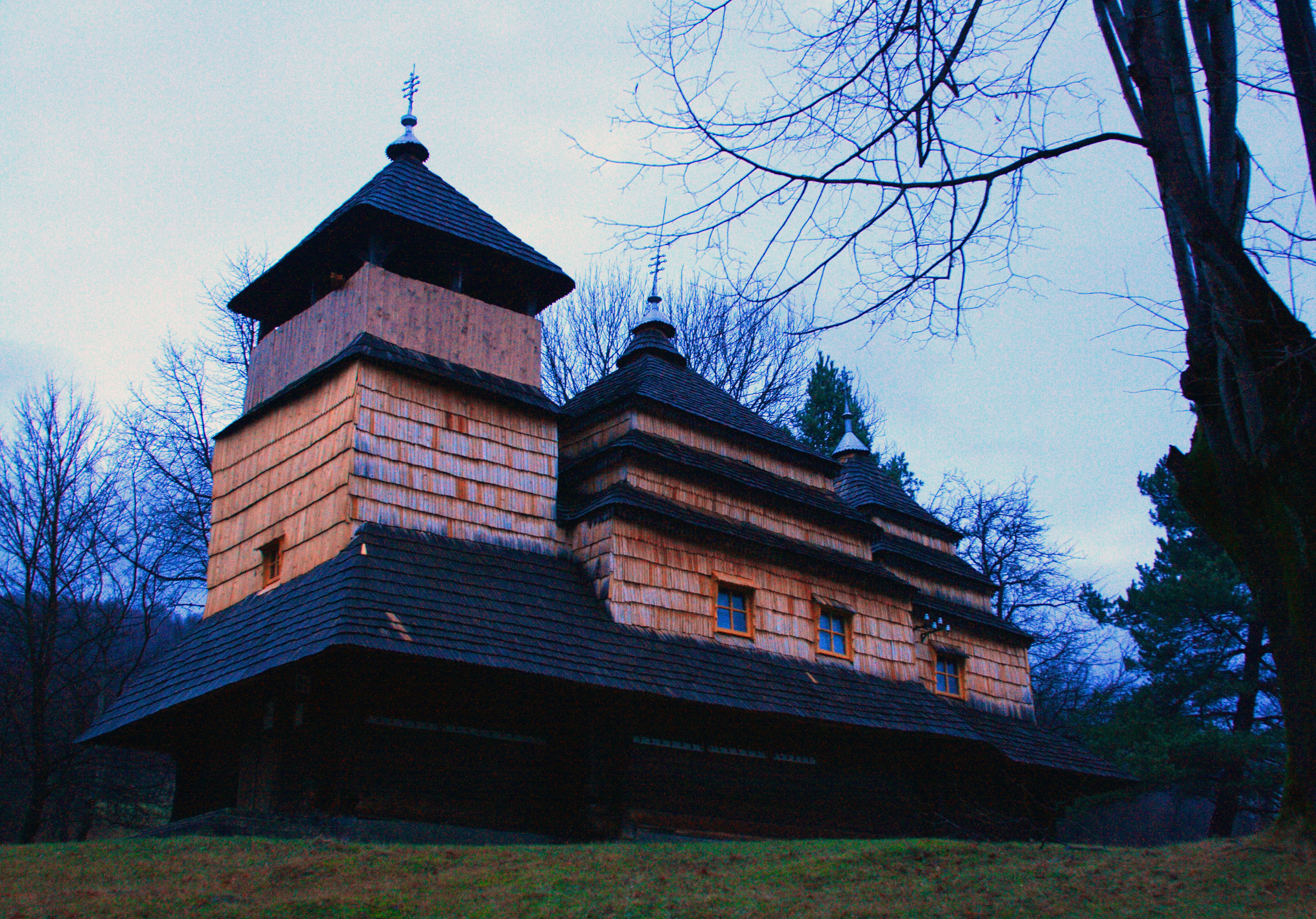
Церква Покрови (Кострина) (1645)
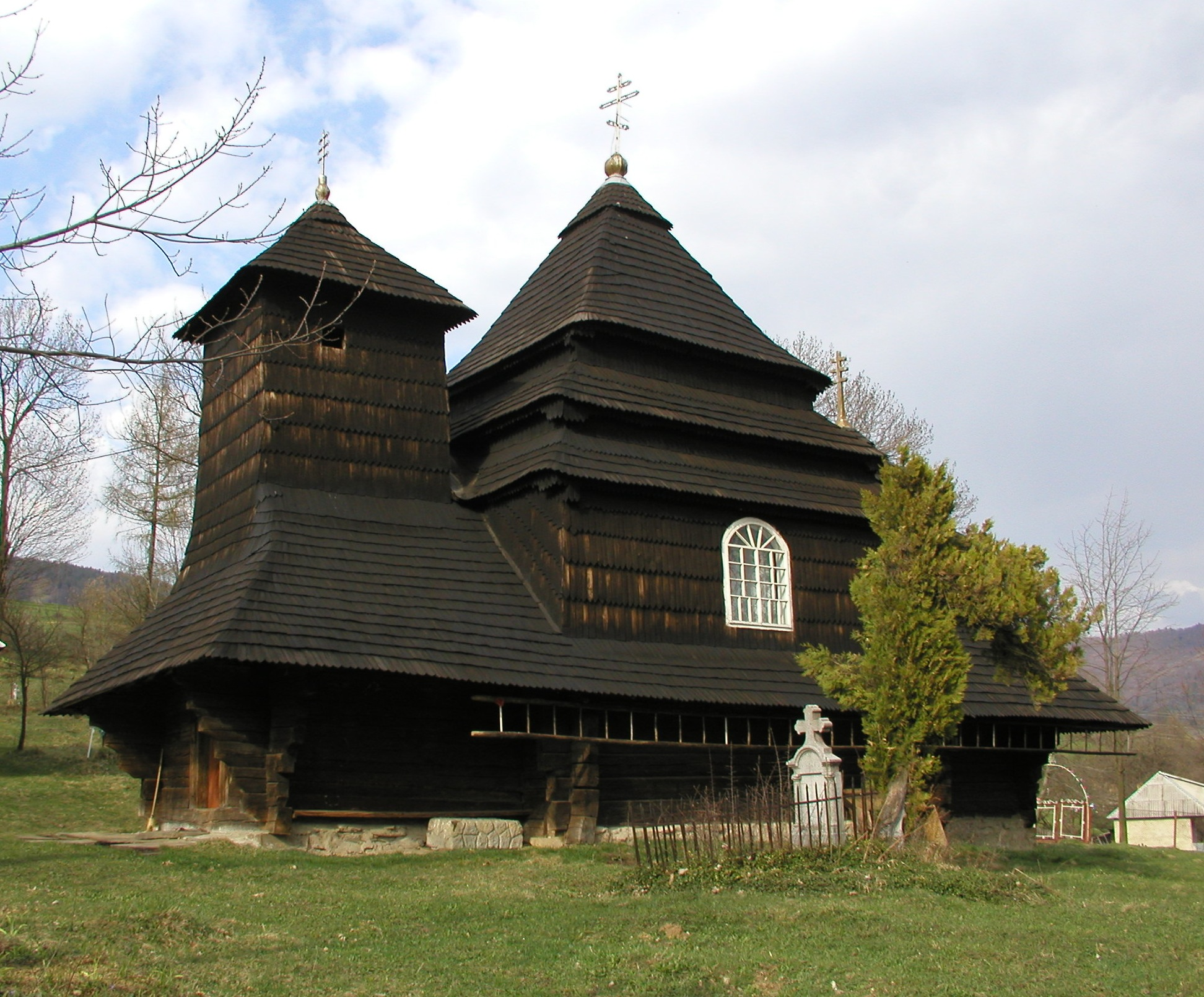
Миколаївська церква (Ужок)
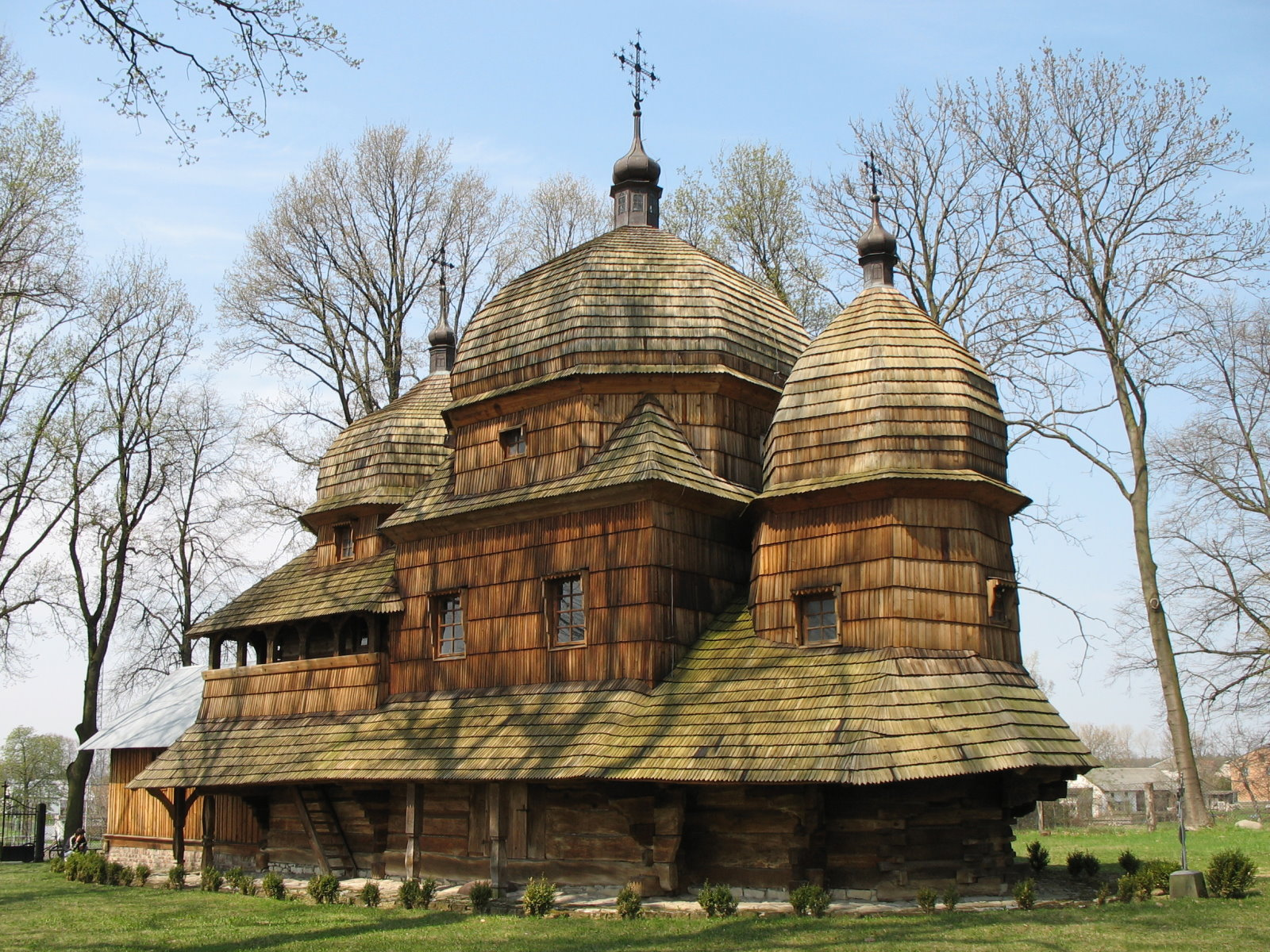
Церква Різдва Пресвятої Богородиці (Хотинець) (1671)
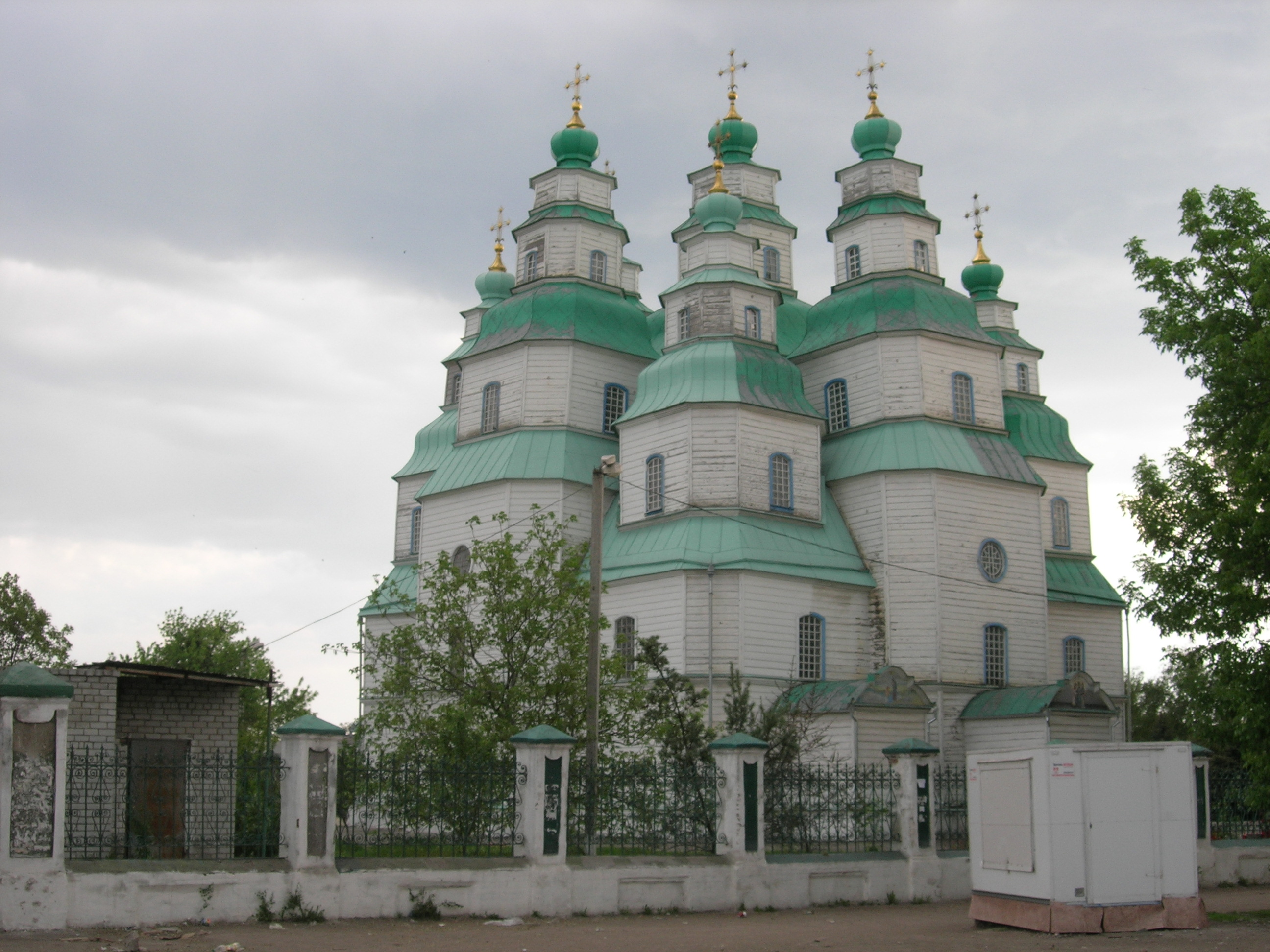
Запорозька церква в Самарі (1772)
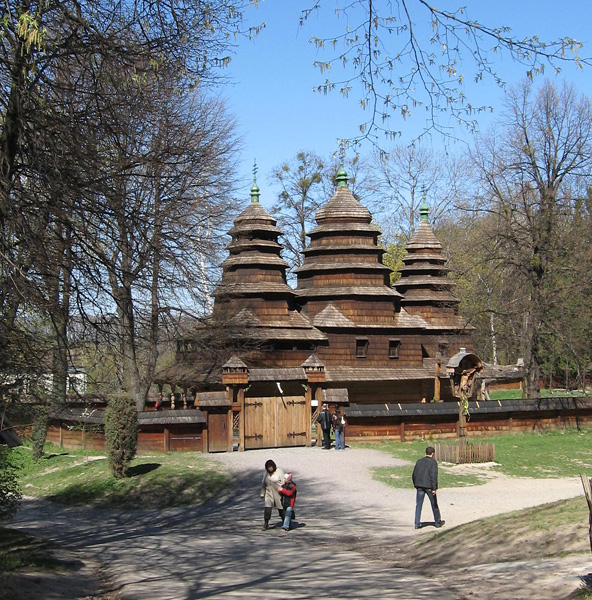
Церква Святого Миколи з села Кривка

### Архітектура дерев'яної церкви
Існує два поглядиякі? де ①,② на розвиток української дерев'яної церковної архітектури. 

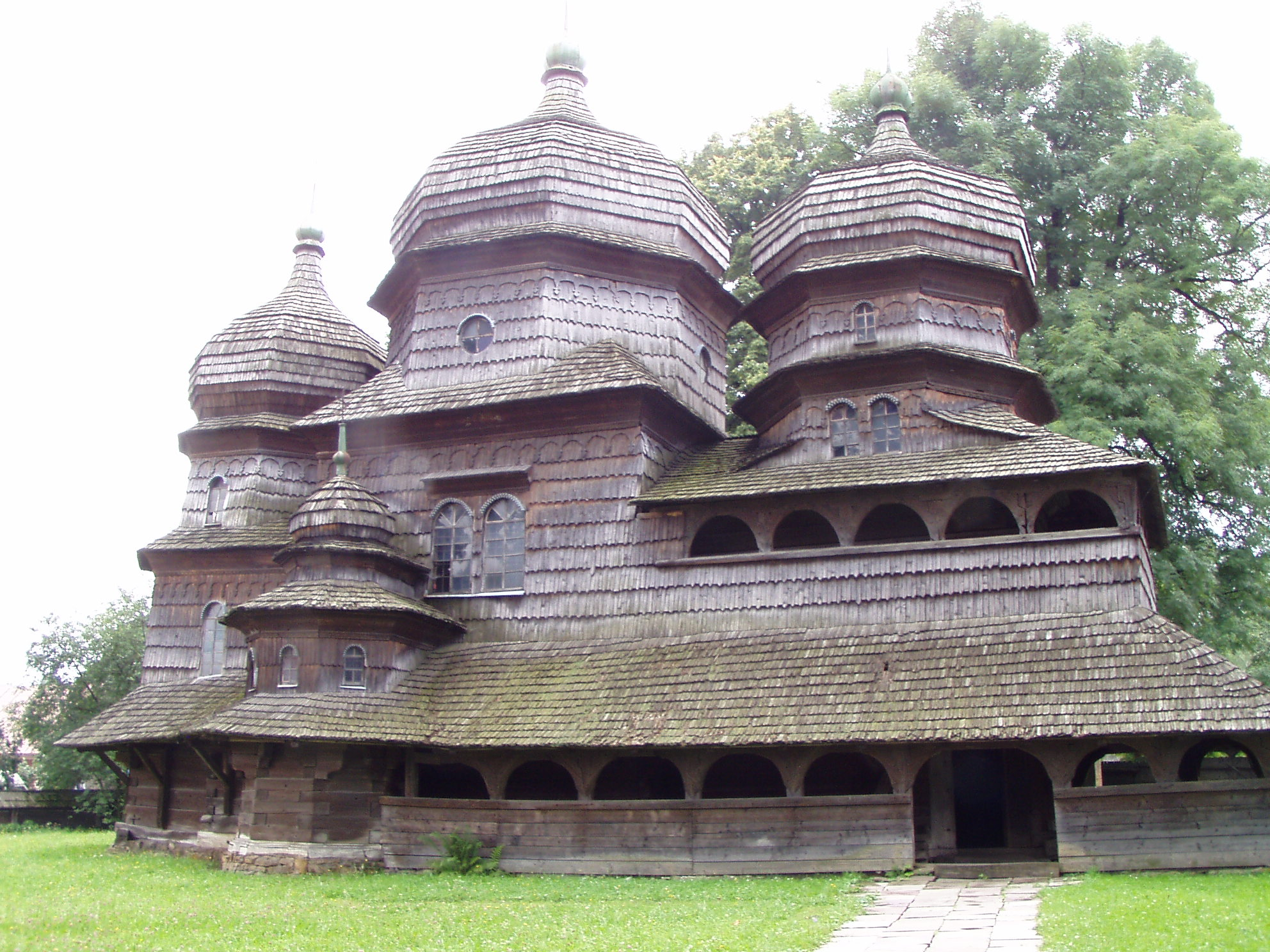
Церква святого Юра в Дрогобичі (з опасанням)

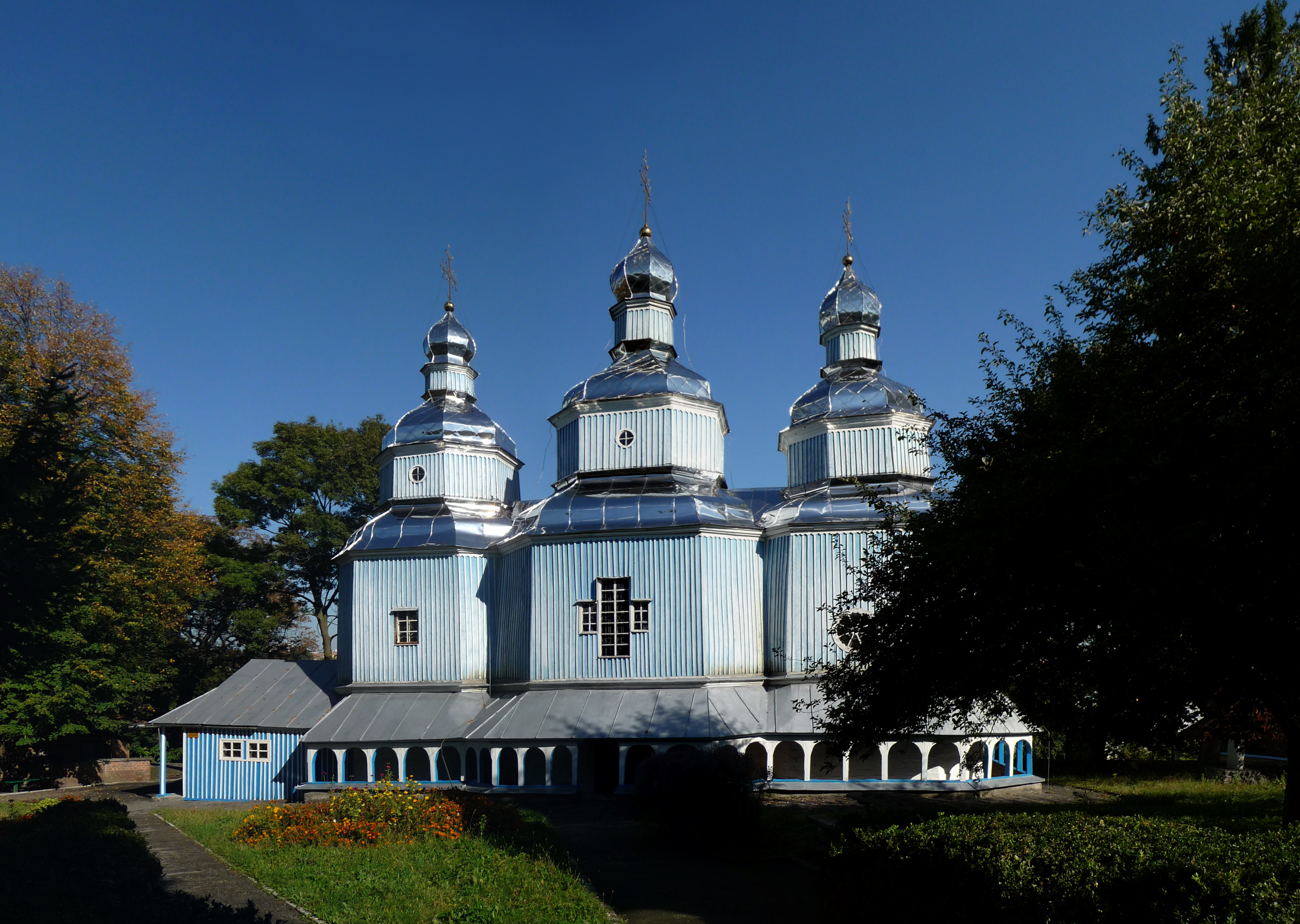
Церква св. Миколая в Вінниці (з опасанням)

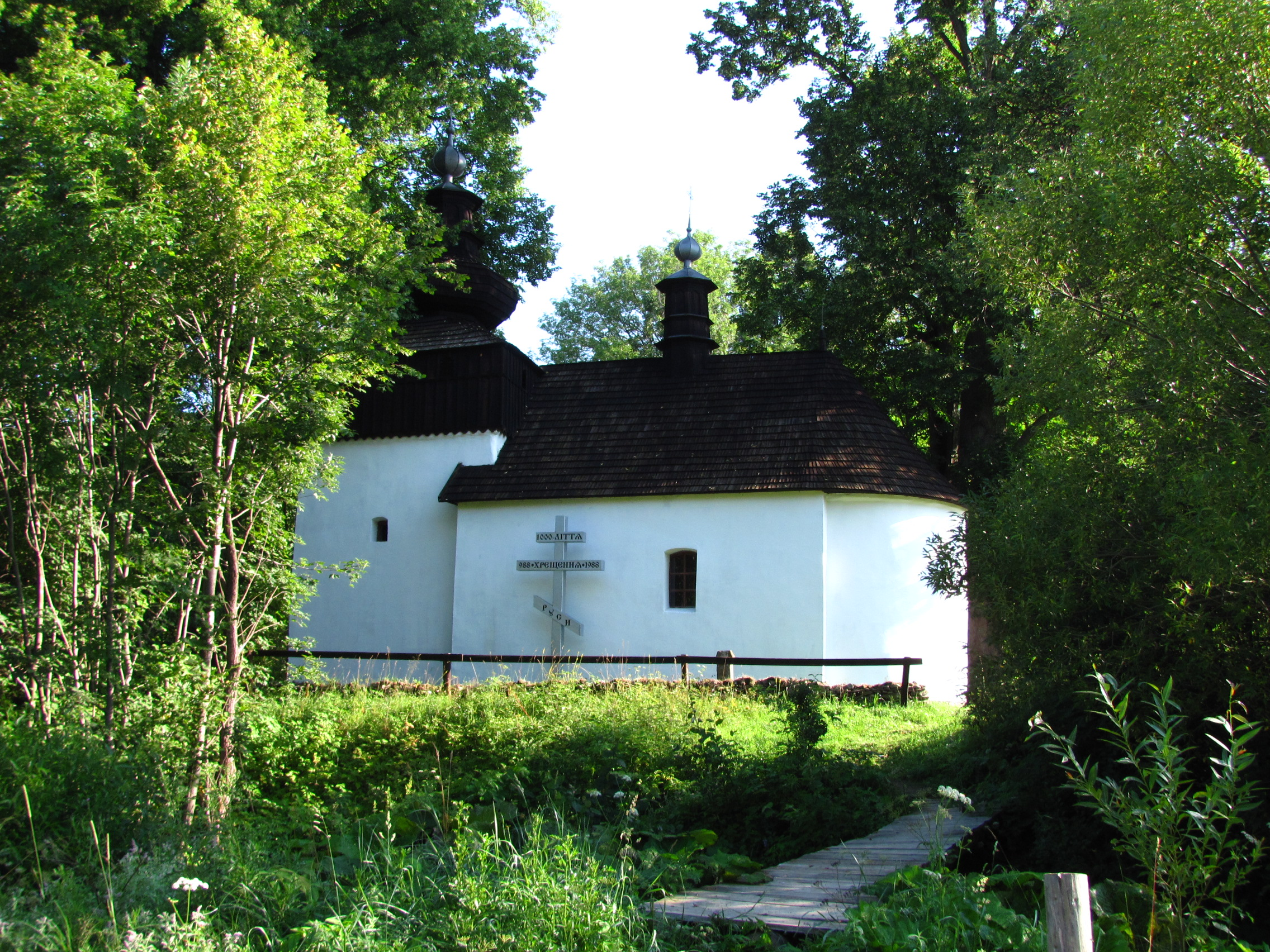
Михайлівська церква (лемківська) в Білична

Українська архітектура досягла свого найбільшого розвитку в церковній архітектурі. Візантійські та вірменські храми перенесені на українські землі стали прототипами розвитку архітектури української дерев'яної церкви.
Найбільш характерною ознакою української дерев'яної церкви є її трьохзрубність (тридільність) у вигляді трьох прямокутників, наближених до квадрату, положених по прямій лінії з трьох зрубів розташованих в ряд, ширшими сторонами у напрямку з заходу на схід. При цьому середній зруб був найбільшим та найвищим. Кожний зруб був викінчений куполом. Таким чином церкви в плані були тричастинні та триверхі. Неможливість з дерева зробити круглу баню, ймовірно було причиною того, що на чотирикутний зруб ставили менший другий зі зрізаними кутами в вигляді восьмикутника і робили перекриття. У такий спосіб українські церкви перетворювались в три- чи п'ятиярусні.
Дзвіниця, в плані квадратна, була також багатоярусною та стояла окремо. На одвірках дверей дерев'яної церкви зазначався рік побудови та ім'я того, хто надав на церкву кошти та чиїм старанням вона була збудована.

## Місцеві відмінності

### Гуцульська церква

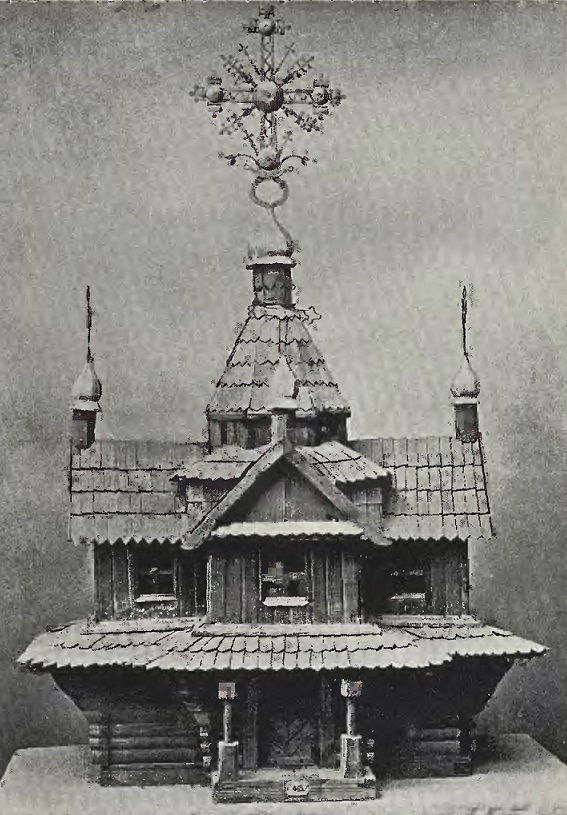
Модель гуцульської церкви
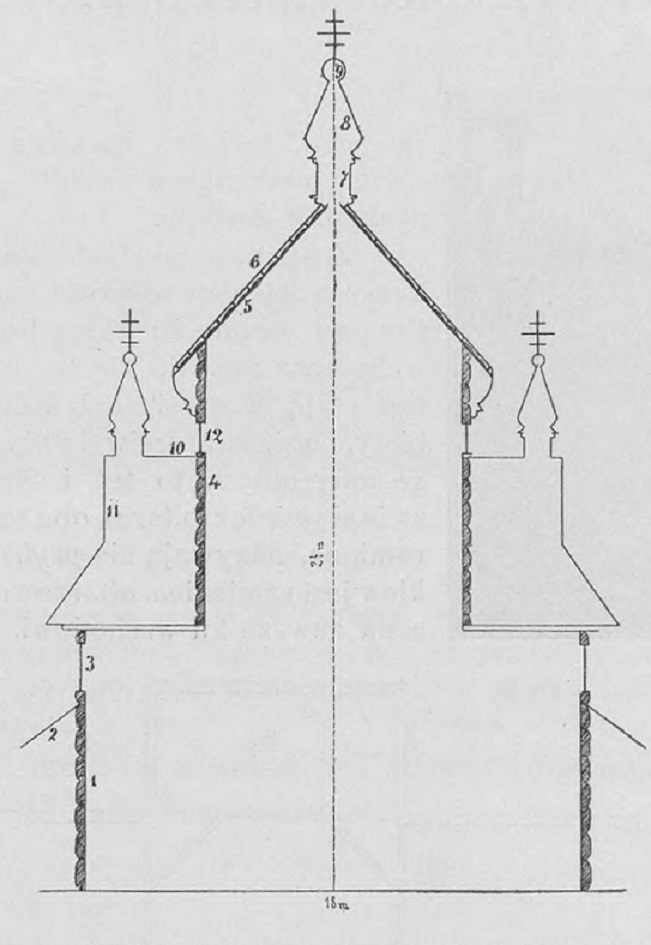
План гуцульської церкви
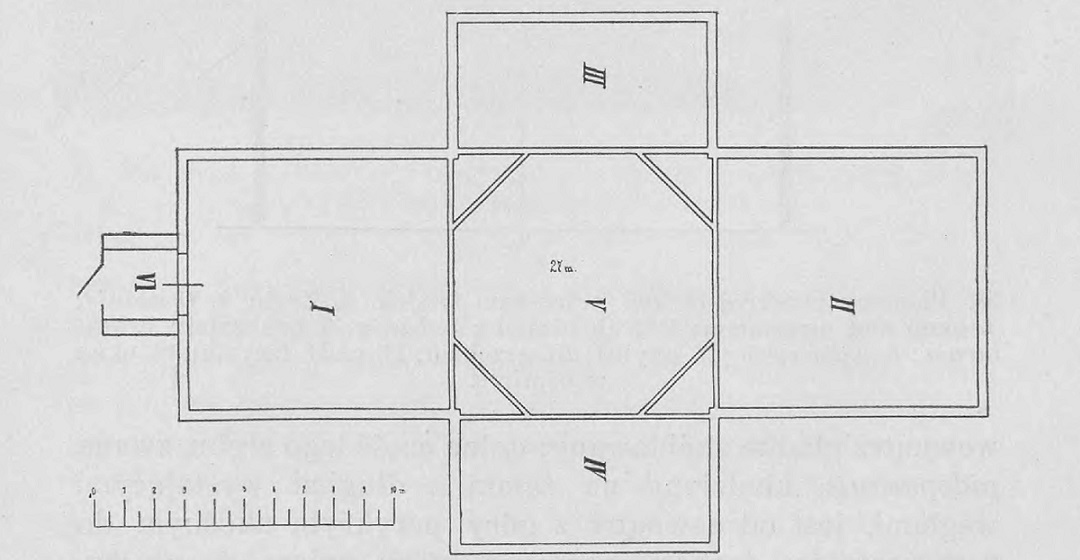
План гуцульської церкви
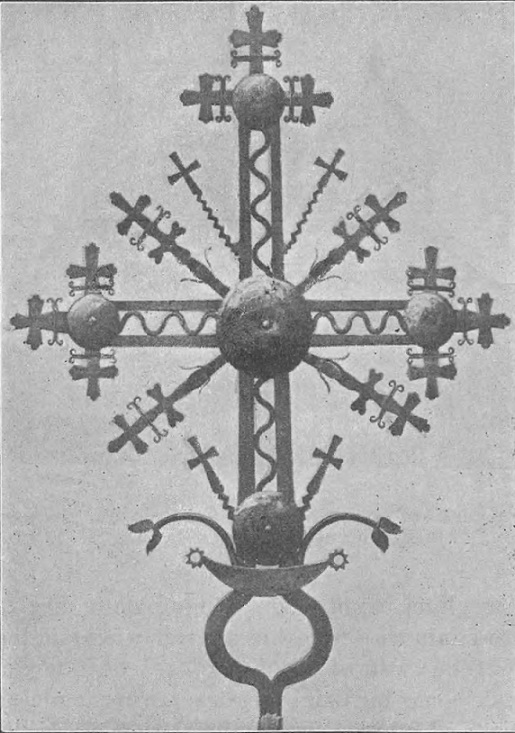
Хрест на гуцульській церкві

### Буковинська церква
За своєю конструкцією буковинські церкви представляють хрещато-купольні довгасті будівлі (базиліки). Характерною особливістю таких церков є прибудова з півдня та півночі апсид, завдяки чому план буковинських церков має хрест з заокругленими кінцями. Такий план (триконховий) був однаковий з деякими храмами романської доби та подільськими церквами. Буковинські церкви були покриті всередині та ззовні фресками. Характерною особливістю внутрішнього розпису буковинських церков були розписи всіх частин будівлі. Ця традиція була запозичена з храмів раннього середньовіччя. За установленим каноном в куполі церкви зображався Христос — Спас, в барабані купола знаходились апостоли, на парусах — чотири євангеліста. В вівтарі розписи були присвячені та таїнству Євхаристії. Загальний характер розписів був візантійським. Але поряд з візантійськими композиціями, такими як: роздавання хліба та вина апостолам, деісус, знамення Богородиці, страшний суд, празники, Софія Премудрість Божа були і композиції прийняті в західному мистецтві: ягня з корогвами, Свята Вероніка, коронування Богородиці, Богоматір на троні з янголами тощо. Головним мотивом різьби іконостасу була виноградна лоза.

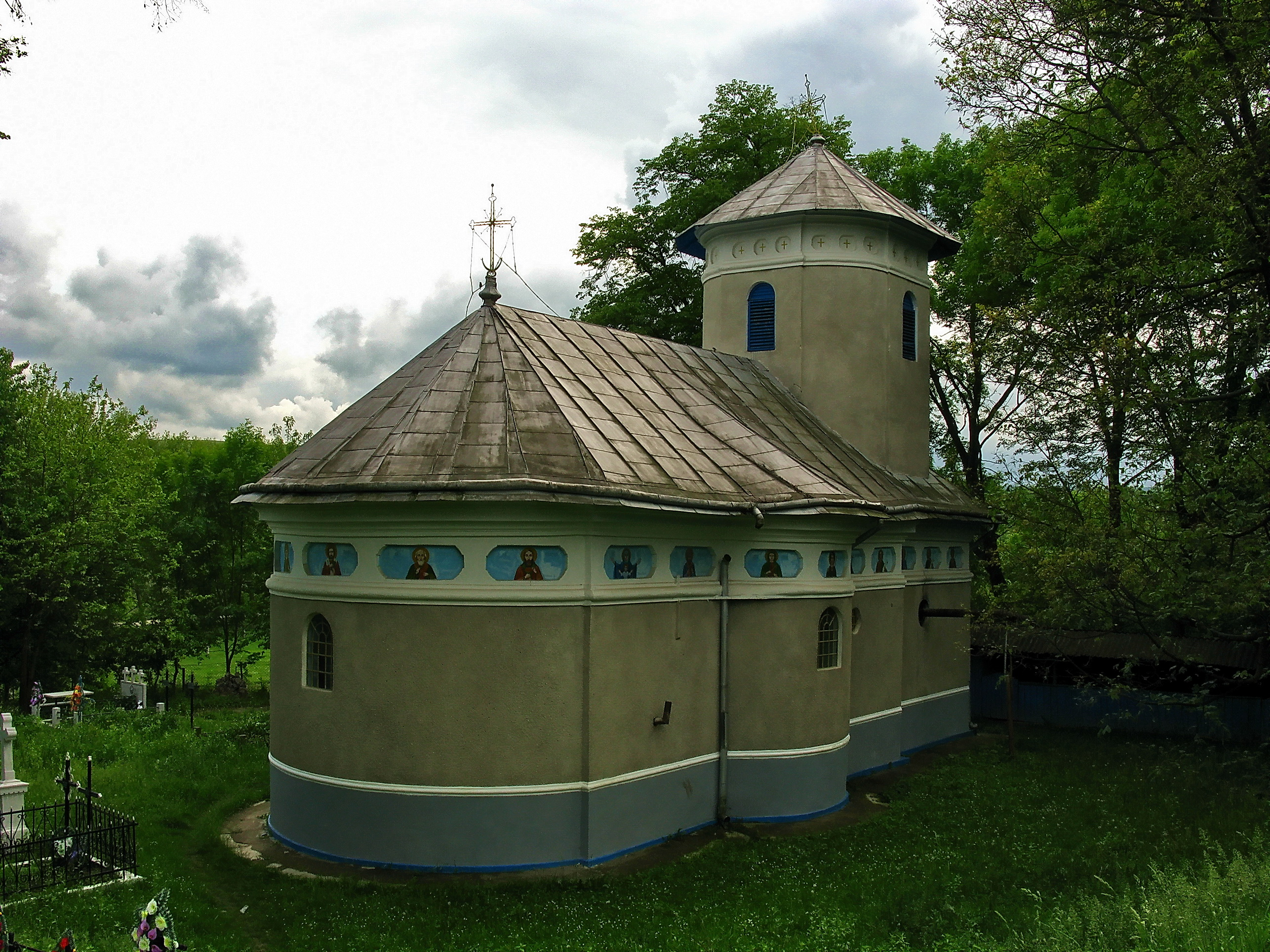
Всіхсвятська церква (мур.) в c. Мала Буда, Чернівецької області.
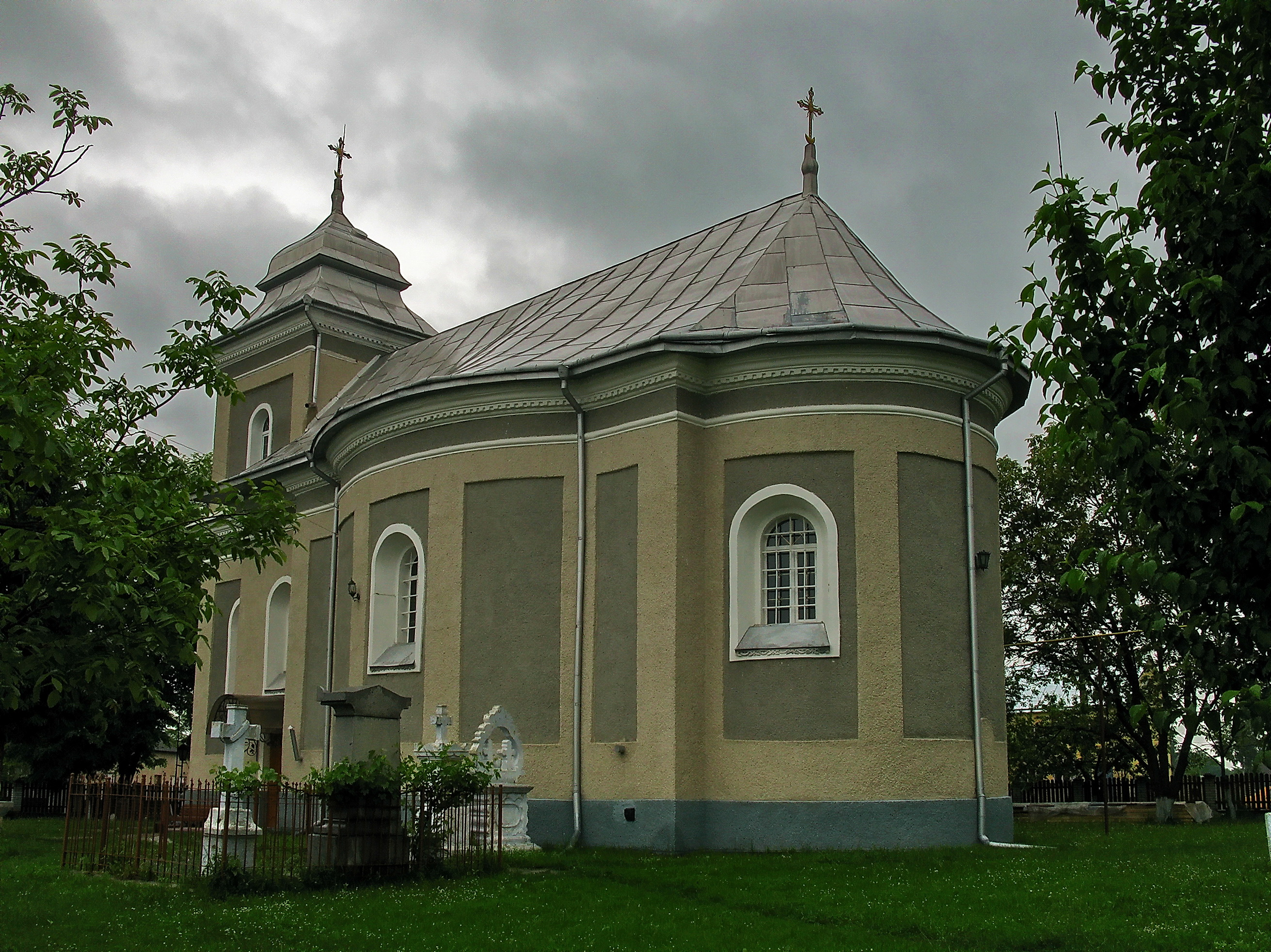
Церква Різдва (мур.) в c. Шипинці, Чернівецької області.
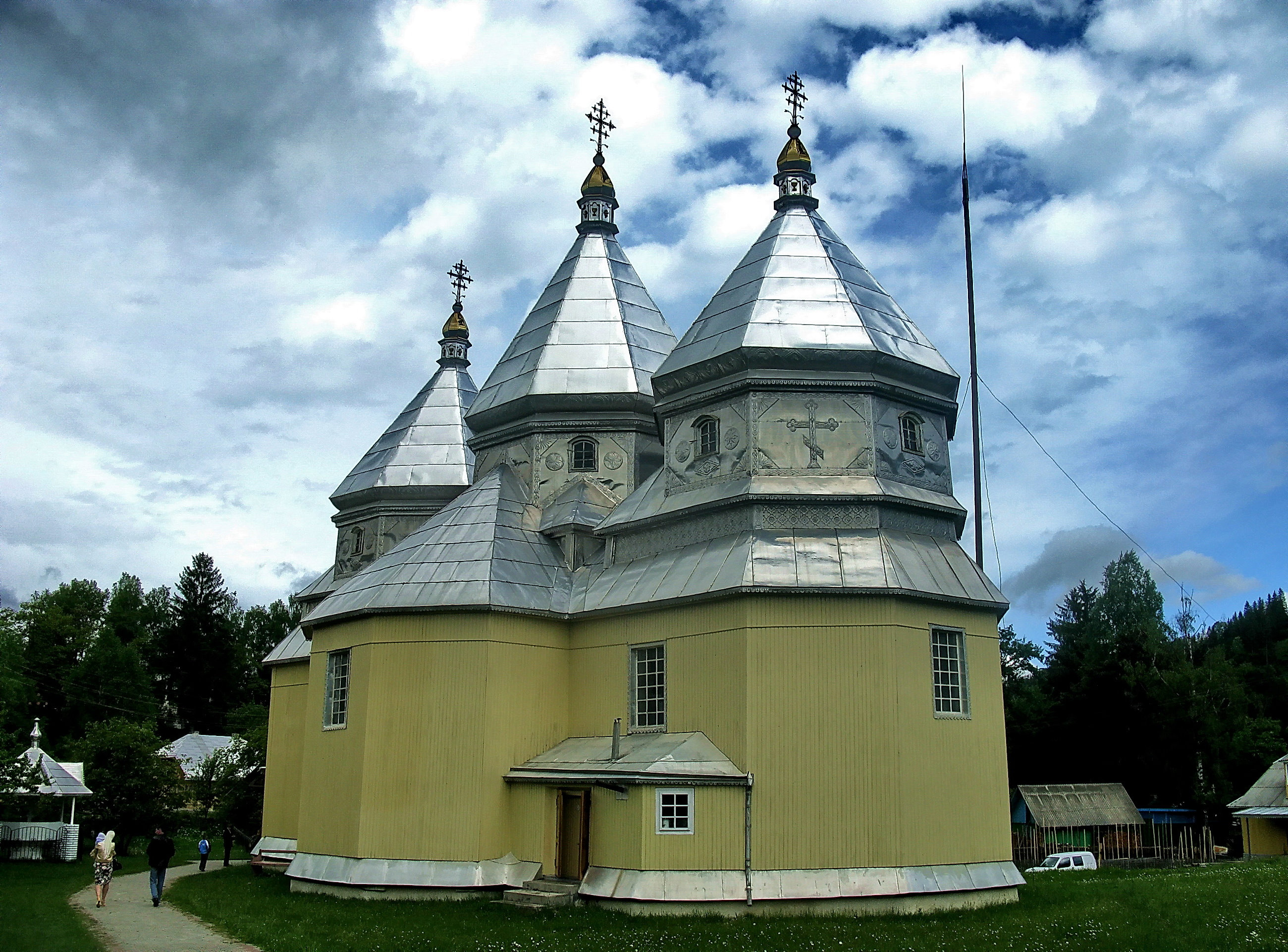
Миколаївська церква в Путилі, Чернівецької області